# Décennie abominable

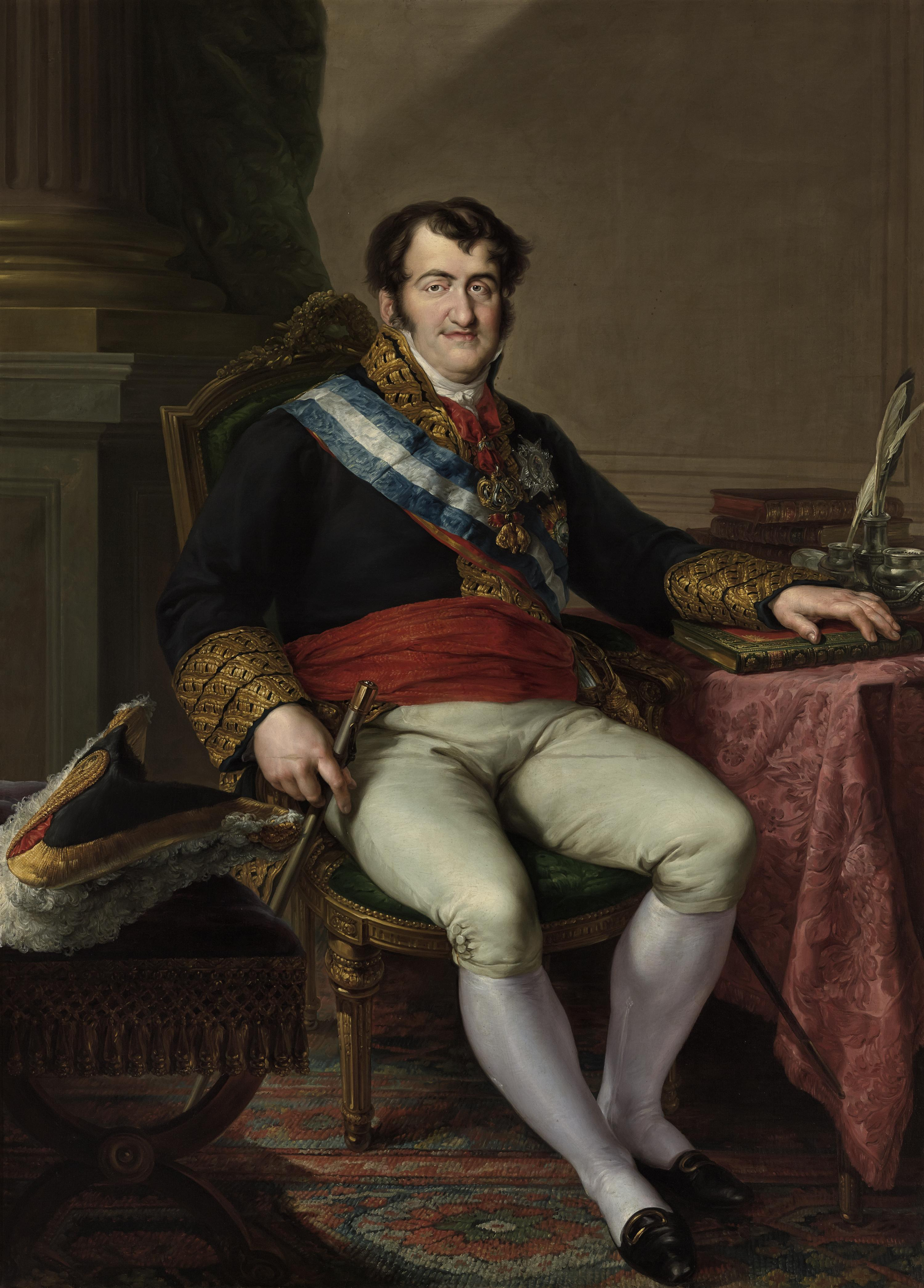
Portrait de Ferdinand VII par Vicente López réalisé en 1828 sur demande de la Banque de Saint-Charles. L’historien Emilio La Parra López le décrit ainsi : Portant l’habit de capitaine général, avec toues les décorations importantes et le sceptre dans la main droite, posture peu habituelle dans l’histoire espagnole des portraits royaux, avec la main gauche posée sur des livres posés sur une table. Sur la tranche de l’un d’eux on peut lire : 'R. CÉDULA DEL BANCO DE S. FERNANDO'. L’obésité et le dégarnissement des cheveux sont bien manifestes. Cette toile, a dit J.L. Díez, offre 'sans doute l’image la plus sincère du monarque, bouffi, dans son âge mûr'. Elle est aussi celle du roi réformiste, inquiet de développer l’économie du royaume.

La Décennie abominable (en espagnol : Década Ominosa), ou seconde restauration de l’absolutisme, est la période de l’histoire de l'Espagne comprise entre 1823 et 1833, correspondant à la troisième et dernière phase dans laquelle est traditionnellement divisé le règne de Ferdinand VII dans l’historiographie. Elle fait suite au Sexenio Absolutista (« les six ans absolutistes », 1814-1820) et au Triennat libéral (1820-1823) — caractérisé par la mise en vigueur de la Constitution de Cadix promulguée en 1812 —. Certains historiens préfèrent la seconde dénomination, car ils étendent la période au-delà de la mort de Ferdinand VII, jusqu’à la fin du système absolutiste en 1834, incluant ainsi la transition vers un système définitivement libéral qui se consolide par le biais d’accords établis cette dernière année au sein des classes dirigeantes.
L’expression de « Década Ominosa » fut forgée par les libéraux qui subirent répression et exil au cours de ces dix années. L’écrivain progressiste Benito Pérez Galdós intitula un de ses Episodios nacionales (es) (« Épisode Nationaux », série de romans historiques) El terror de 1824 (« La Terreur de 1824 ») et Marcelino Menéndez Pelayo, intellectuel connu pour son très grand conservatisme, qualifia cette dernière étape du règne de Ferdinand VII d’« absolutisme féroce, dégradant et sombre ». L’hispaniste français Jean-Philippe Luis donne une vision plus nuancée de cette période : « D’une part, la décennie abominable ne se réduit pas à la fin d’un monde mais elle participe à la construction de l’État et de la société libérale. D’autre part, le régime est en même temps tyrannique et volontairement ou involontairement réformateur ». Ce dernier fait constitue ce que le même auteur appelle « l’autre face de la décennie abominable » : « De nombreux points de vue, on assiste au cours de ces cinq ans à une tentative de rénovation institutionnelle du régime menée à terme par une équipe ministérielle très stable si on la compare avec celle [l’équipe] de la première restauration : trois ministres sur six restent en fonctions pendant neuf ans ».
Juan Francisco Fuentes a souligné que « l’histoire politique de ces années serait fortement conditionnée par l’étroite marge de manœuvre qui restait à la monarchie de Ferdinand, emprisonnée entre les appels au pragmatisme et à la modération qui lui venaient d'Europe et les exigences des plus intransigeants d’imposer un absolutisme sans concessions ni égards ». C’est ce qui confère à la seconde restauration de l’absolutisme un caractère différent par rapport à la première de 1814-1820, « qui n’avait pas d’ennemis si ce n’est du côté du libéralisme ». En effet, dans la seconde les gouvernements se sont vus « obligés à marcher sur une dangereuse voie médiane, entre la menace de certains libéraux qui prétendaient rétablir la constitution via des mouvements révolutionnaires » et celle des « ultras » ou « apostoliques » « qui s’opposaient à tout changement, aussi limité soit-il, car ils craignaient que cela pût signifier une étape de transition qui mette fin aux valeurs et privilèges qu’ils défendaient ». Jean-Philippe Luis souligne également les différences entre les situations initiales de chaque restauration : « En 1814, pour la majorité, il s’agissait de fermer une parenthèse terrible, tandis qu’en 1823 deux évidences s'imposent aux plus lucides. D’une part, que la crise politique était durable, puisque la monarchie traditionnelle ne s'adaptait pas aux changements économiques, sociaux et intellectuels qui étaient en train d’avoir lieu. D’autre part, la perte de l’Empire américain s'imposait dorénavant comme une réalité inéluctable avec la conséquence d’un appauvrissement brutal et chronique du pays et de l'État ».

## Contexte

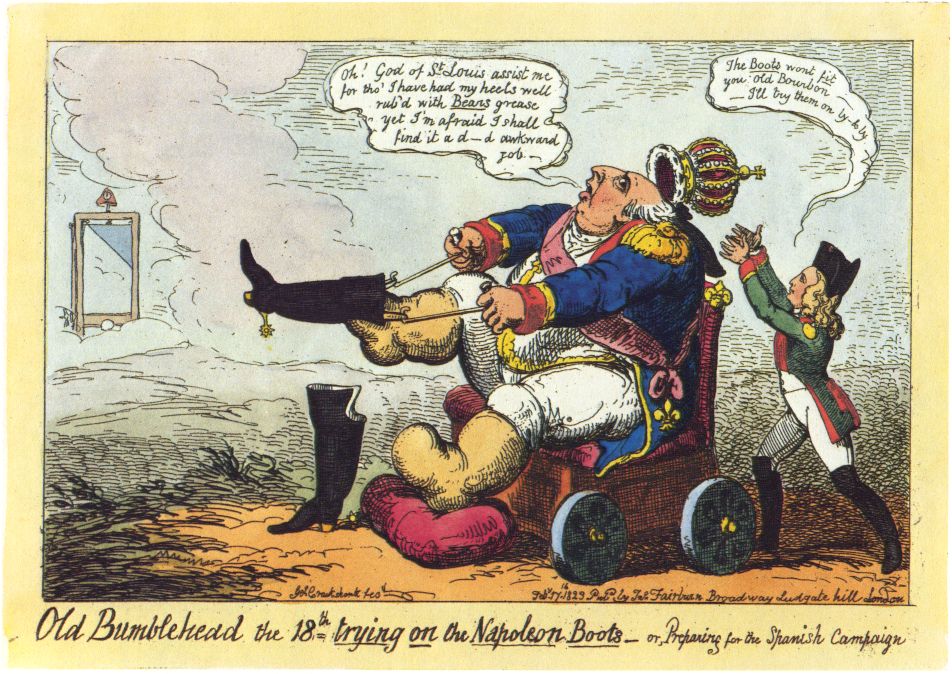
Louis XVIII essayant les bottes de Napoléon et préparant la campagne d'Espagne, caricature anglaise de George Cruikshank publiée le 17 février

Le 7 avril commença l’expédition d'Espagne, invasion de l’Espagne par l’armée française, sous le commandement du duc d’Angoulême, Louis de France. La décision de l’invasion fut prise par Louis XVIII, roi de France, et son gouvernement avec l’objectif de réaffirmer la position du régime de la Restauration au sein de la Quintuple Alliance (c’est-à-dire la Quadruple Alliance de 1815, à laquelle s’était jointe la France en 1818),,,. L'intervention bénéficia de l’approbation des trois puissances de la Sainte Alliance (Empire russe, empire d'Autriche et royaume de Prusse), qui prévirent également la possibilité d’un soutien militaire si certaines conditions se présentaient — ce qui ne fut pas le cas —. Le quatrième membre de la Quadruple Alliance, le Royaume-Uni de Grande-Bretagne et d'Irlande, qui s’opposait à l’origine à l’intervention en Espagne, avait posé trois conditions pour rester neutre : que l'armée française abandonne l’Espagne dès sa mission accomplie, qu’elle n’intervienne pas au Portugal et qu’elle n’aiderait pas l’Espagne à récupérer ses colonies. Une semaine plus tard, la France lançait son invasion. Le gouvernement français accepta les trois conditions (bien qu’il ne respectât finalement pas la seconde) et une semaine après avoir reçu l’aval britannique commença l'invasion de l'Espagne. Lorsque le duc d'Angoulême entra à Madrid le 23 mai — le gouvernement espagnol et les Cortès avaient abandonné la capitale le 20 mars, amenant avec eux le roi et la famille royale, contre leur volonté, et se trouvaient déjà à Séville, qu’ils quitteraient le 15 juin pour s’établir à Cadix — convoqua les conseils de Castille et des Indes pour qu’ils désignent une régence. Les conseils se limitèrent à donner cinq noms sans assumer la responsabilité de la nomination, qui échut au duc d'Angoulème, ce qui alarma les chancelleries européennes à cause des attributions que s’arrogeaient les Français. Les membres de la régence furent le duc del Infantado (qui agirait comme président), le duc de Montemart, l’évêque d’Osma, le baron d’Eroles et Antonio Gómez Calderón — les deux derniers avaient déjà fait partie de la Junte provisoire d’Oiartzun —. Le duc d’Angoulême le justifia dans une proclamation : « Le moment est arrivé d’établir d’une façon solennelle et stable la régence qui doit se charger d’administrer le pays, d’organiser l’armée, et se mettre d’accord avec moi sur les moyens de mener à terme la grande œuvre de libérer votre roi »,.
À son tour, la régence nomma un gouvernement absolutiste mené par le chanoine et ancien confesseur du roi, Víctor Damián Sáez, qui serait à la tête du secrétariat du département d’État, avec Juan Bautista Erro chargé du Budget, et dont la gestion fut « néfaste » selon Josep Fontana — fin octobre 1823, l’ambassadeur français communiquait à Paris : « L'Espagne se trouve dans la plus absolue misère » —,. Le reste des membres du gouvernement, « formé de quelques uns des plus notables réactionnaires du moment » étaient José García de la Torre (Grâce et Justice), José San Juan (Guerre), Luis de Salazar (Marine) et José Aznárez (Gouvernement). Dans sa première proclamation, le gouvernement de la régence appela à « poursuivre » les ennemis.

## La seconde restauration de la monarchie absolue

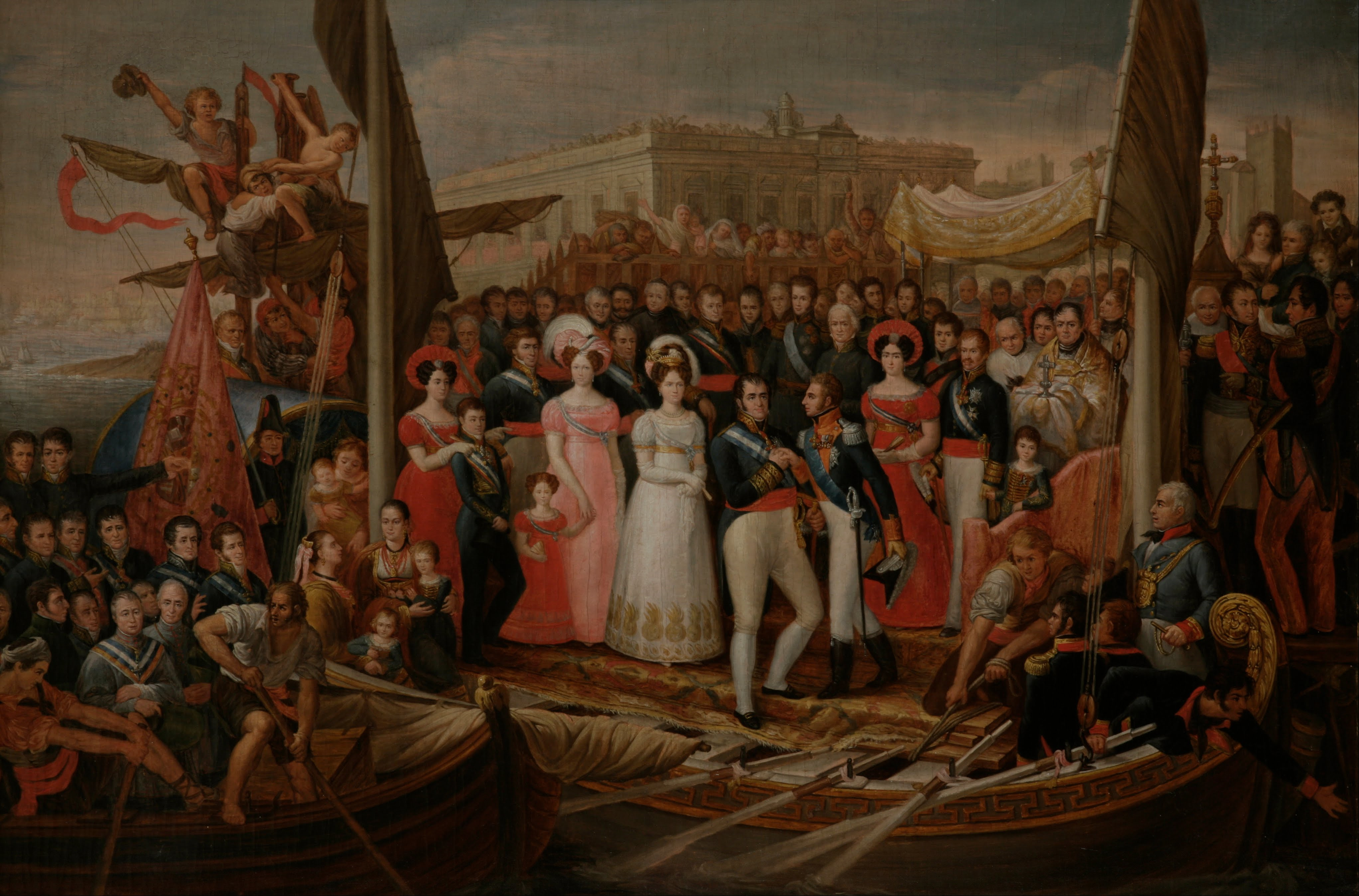
Tableau de José Aparicio représentant le débarquement de Ferdinand VII à El Puerto de Santa María après avoir été libéré de sa captivité à Cadix. Il est reçu par le duc d’Angoulême, commandant de l'Armée d’Espagne française et par le duc del Infantado, président de la régence absolutiste nommée par les Français.

Le 30 septembre 1823, après près de quatre mois de siège français sur la ville de Cadix, le gouvernement libéral mené par l'exalté José María Calatrava décida, avec l’approbation des Cortès, de laisser partir le roi Ferdinand VII, qui s’entretint le lendemain avec le duc d’Angoulême et le duc del Infantado, président de la régence absolutiste nommée par les Français, à El Puerto de Santa María, sur la rive opposée de la baie de Cadix,,,. Une bonne part des libéraux qui se trouvaient à Cadix fuirent en Angleterre via Gibraltar, car ils pensèrent que le roi ne tiendrait pas sa promesse, faite peu avant d’être « libéré », de promouvoir la réconciliation et le pardon entre les deux camps, « un oubli général, complet et absolu de tout ce qui s’était passé, sans aucune exception ». Il ne s’étaient pas trompés,,,,
Dès que Ferdinand retrouva la liberté, et à l’encontre du conseil du duc d’Angoulême qui demandait d’« étendre l’amnistie le plus possible » et d’éviter à tout prix de retomber dans une situation similaire à celle qui s’était produite en 1820 — auxquels se contenta de répondre « Vive le roi absolu ! » —, il promulgua, à peine débarqué, un décret dans lequel il dérogeait l’ensemble de la législation du Triennat libéral — ce faisant il ne tint pas non plus la promesse qu’il avait faite au roi de France et au tsar de Russie qu’il n’allait pas « régner à nouveau sous le régime que l’on dit absolu » —,,,,,,,.

Plus tard, Ferdinand VII écrivit en se rappelant ce 1er octobre où il arriva à El Puerto de Santa María : 

« Jour heureux pour moi, pour la famille royale et pour toute la nation ; puisque nous retrouvâmes à partir de ce moment notre très désirée et juste liberté, après trois ans, six mois et vingt jours du plus ignominieux esclavage, dans lequel parvinrent à me mettre sur la base de spéculation une poignée de conspirateurs, et d’obscurs et ambitieux militaires qui, ne sachant même pas écrire leurs noms, s’érigèrent eux-mêmes en régénérateurs de l'Espagne, l’imposant à la force des lois qui les convenaient le plus pour atteindre leurs sinistres fins et faire leurs fortunes, détruisant la nation. »

## Répression et exil
Selon Pedro Rújula et Manuel Chust, « La restauration de Ferdinand VII en tant que roi absolu ouvrait un temps nouveau de contre-révolution aveugle et vindicative qui amena les libéraux à l’exil ou à la prison, et qui fit craindre le pire, même à ses alliés, qui durent laisser une partie importante de leurs troupes dans le pays pour aider la monarchie à contrôle la situation instable issue d’une restauration sans concessions ».

### La répression

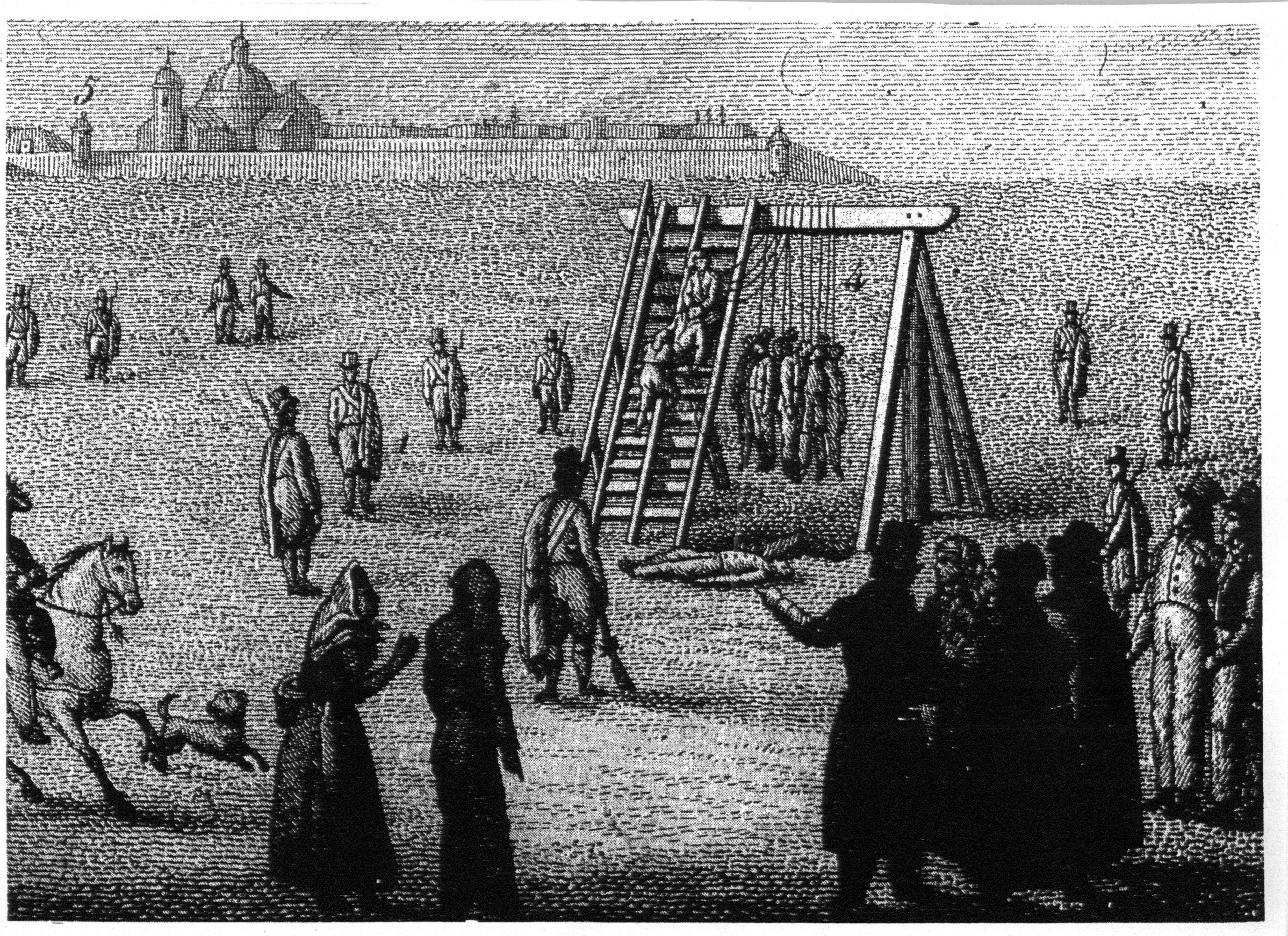
Répression des libéraux aux environs de la citadelle de Barcelone, gardés par les Mossos d'Esquadra sous la direction du comte d'Espagne, gouverneur de cette place après la fin du Triennat libéral.

La répression avait été commencée par la Junte provisoire et son successeur la régence, en créant divers organismes spécifiques (Superintendance de surveillance publique, corps des Voluntarios Realistas, Juntes d’épuration, paysans armés en Biscaye, etc.), couvrant la violence arbitraire des royalistes contre les libéraux. Comme l'a souligné Emilio La Parra, « la répression dans le territoire contrôlé par la régence fut extrêmement dure et indiscriminée ». La première mesure formelle que prit la régence fut de promulguer le 23 juin un décret qui inculpait pour lèse-majesté tous les députés qui avaient participé aux délibérations pour inhabiliter le roi — ce fut le « délit » au nom duquel le général et héros libéral Rafael del Riego fut pendu —, ainsi que la condamnation à mort des trois membres de la régence constitutionnelle qui avaient assumé ses pouvoirs lors du voyage de Séville à Cadix (Císcar, Valdés y Vigodet ; les trois sauvèrent leurs vies en s’exilant),,,. Presque au même moment, on mettait fin à la liberté d'expression instaurée par le Triennat par un ordre du juge des imprimeries qui déclarait : « Qu’aucun imprimeur n’imprime ou ne réimprime de livres, brochures, périodiques ou autres papiers de n’importe quelle classe, sauf les faire-part d'invitation, sans avoir au préalable de permis du conseil ou de ce tribunal ». Ces mesures répressives furent « accompagnées d’une campagne d’opinion qui codifiait comme délits infâmes presque tout ce qui dans le régime antérieur faisait partie du fonctionnement normal du système. Les clercs jouèrent un rôle très important dans la diffusion de l’idée de délit politique en appliquant de plus un jugement moral sur les actions des libéraux et en exigeant le châtiment correspondant ».
Dès que Ferdinand VII récupéra ses pouvoirs absolus le 1er octobre, à l’encontre de sa promesse de pardon et des conseils du duc d’Angoulême, la répression fut féroce et arbitraire, bien plus qu’en 1814, à la première restauration de l’absolutisme (es), entre autres raisons parce qu’il y avait en 1823 beaucoup plus de libéraux que neuf ans auparavant,,,. De fait, durant les années qui suivirent, les troupes françaises qui restèrent en Espagne en vertu de l'accord signé entre les deux monarchies intervinrent à de nombreuses occasions pour protéger la population à propension libérale du harcèlement et des excès répressifs de l’absolutisme. Le 7 septembre, dans une conversation privée le duc d’Angoulême avait avoué au général Miguel Ricardo de Álava, mandaté par le gouvernement constitutionnel pour accorder les conditions d’un cessez-le-feu, qu’il était nécessaire de « retenir Ferdinand, sans quoi il ne fallait rien espérer de bon de sa part » et que le « parti servile en général » (les absolutistes), sur lequel s’appuyait le monarque espagnol, « est le pire de la nation. Je suis habitué à leur impéritie et à leur immoralité. Les employés de la régence [absolutiste] ne font rien d’autre que d’essayer de volter et de faire des affaires » .

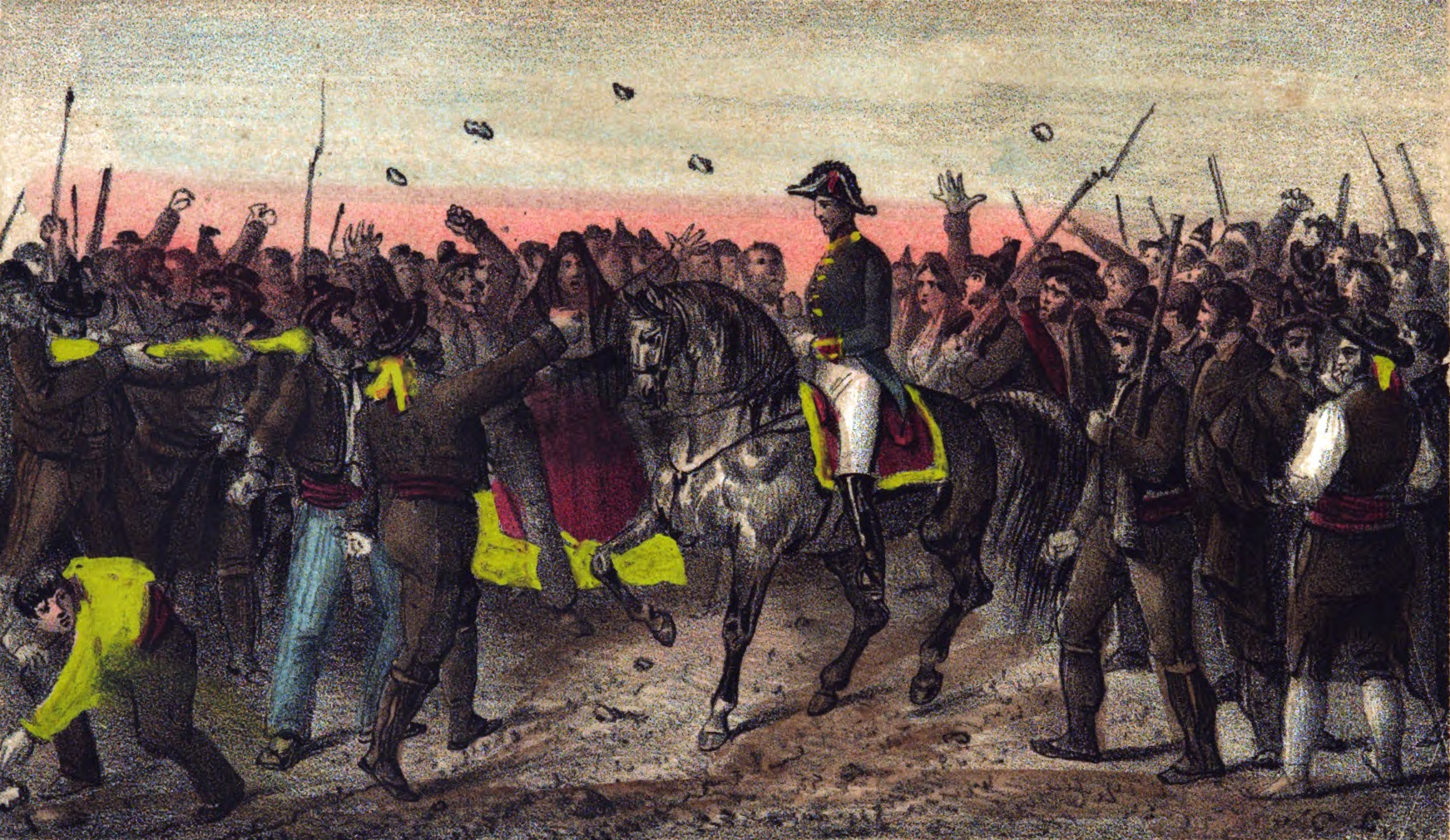
Lithographie de J. Donon représentant Rafael del Riego conduit par les royalistes à la prison de La Caroline.

Le symbole de la dure répression menée par Ferdinand VII fut la pendaison sur la Plaza de la Cebada (es) de Madrid du général Rafael de Riego, icône du libéralisme, le 7 novembre 1823,. Un autre exemple fut celui de Juan Martín Díez « El Empecinado » (« L’Obstiné »), guérillero et héros de la guerre d'indépendance, qui passa plus de vingt ans en prison dans des conditions inhumaines jusqu’à ce qu’il fût pendu le 19 août 1825 après un procès fantoche,,. Le procura affirma qu’il avait commis tant de crimes que « ne suffiraient pas de nombreux jours et volumes » pour les recueillir, mais il fut condamné à mort pour un seul : l’« horrible attentat commis par ce criminel comme député des dénommées Cortès, votant le transfert du roi notre seigneur et sa royale famille à […] Cadix ». L’exécution de Rafael del Riego, « le Washington espagnol » leva une vague d’indignation dans toute l’Europe — à Londres, on proposa de lui ériger un monument et l'activiste John Cartwright dit de lui qu’il représentait mieux que n’importe quoi « la cause commune de l’humanité » —. Sur le plan intérieur, « si le pronunciamiento de Riego en janvier 1820 avait ouvert cette période de trois ans de régime constitutionnel, son exécution à Madrid, sur la plaza de la Cebada (es), le 7 novembre 1823 symbolisa la fin de cette expérience révolutionnaire et le commencement de la seconde restauration absolutiste ».
Selon Josep Fontana, Ferdinand VII ne voulut pas rentrer à Madrid tant que Riego n’avait pas été exécuté. Bien que suivant le même trajet, il mit deux fois plus de temps pour faire le voyage du retour depuis Cadix, car il décida de rester quinze jours à Séville, du 8 au 23 octobre. Dans son journal, le roi nota avec satisfaction que parmi les assistants au baisemain de La Carolina se trouvaient « le curé et le maire d’Arquillos, avec les trente individus qui avaient pris Riego ». le roi fit son entrée à Madrid le 13 novembre, six jours après la pendaison de Riego, monté sur un « char triomphal » tiré par « 24 hommes vêtus à l’ancienne manière espagnole et 24 volontaires royalistes ».

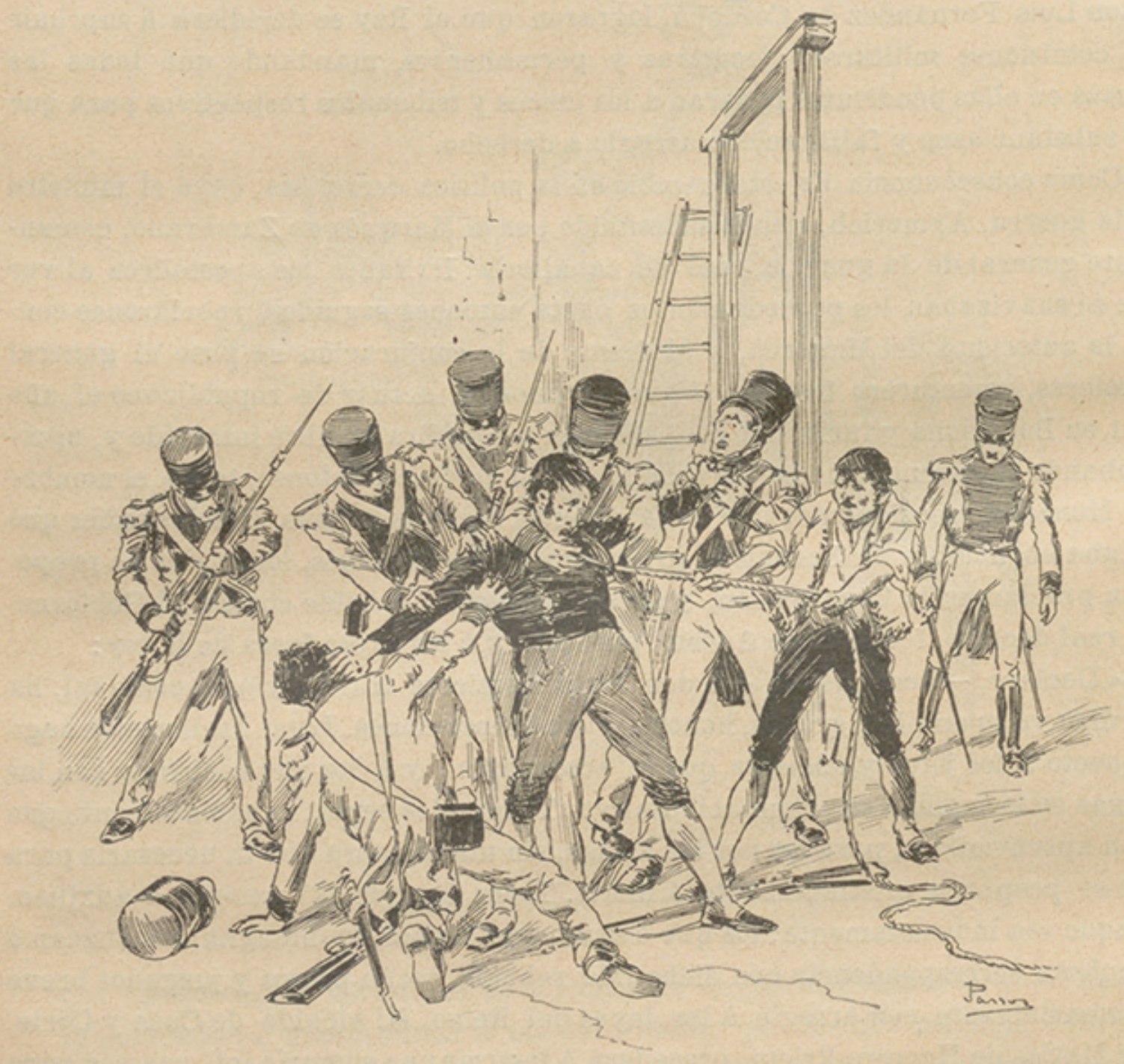
Representation de l’exécution de Juan Martín Díez le Têtu, dans le livre Historia de España en el siglo XIX (1902).

Un autre exemple illustratif de la dureté de la répression fut celui de Juan Martín Díez « El Empecinado » (« L’Obstiné »), guérillero et héros de la guerre d'indépendance, qui fut surpris le 21 novembre 1823 par les volontaires royalistes à Roa, puis amené par le maire prisonnier attaché à la queue de son cheval. Il passa plus de vingt ans en prison dans des conditions inhumaines jusqu’à ce qu’il fût pendu le 19 août 1825 après un procès fantoche,,,.
Un mois avant la détention d’El Empecinado avaient été décrétées des peines de mort et de prison pour ceux qui s’étaient déclarés partisans de la Constitution de 1812. Des commissions chargées de purger l’administration de l'État ou l’Armée de ceux qui s’étaient manifestés en faveur du régime constitutionnel ou contre le régime absolu furent mises en place rapidement après la restauration de l’absolutisme,. De même, dans quelques diocèses furent créées des Juntes de la foi (es), qui assumèrent une partie des fonctions et méthodes de l’Inquisition, qui ne fut pas restaurée en dépit des pressions des « ultra-absolutistes ». Une de leurs victimes fut le maître d’école déiste valencien Cayetano Ripoll, accusé d’être un « hérétique entêté » (« hereje contumaz ») et exécuté le 31 juillet 1826. Afin de centraliser la répression et éviter les « excès populaires » fut créée en janvier 1824 la Superintendance générale de la Police (es) — premier corps de police créé en Espagne —, qui assuma également le contrôle idéologique autrefois exercé par l’Inquisition. Des comités d’épuration pour les fonctionnaires de l’administration de l’État furent mis en place dès la régence ; environ 2 500 personnes en furent expulsées, certaines s’étant déjà exilées, et de nombreux autres furent rétrogradés en raison de leurs sympathie ou collaboration supposée avec le régime libéral. Des comités militaires furent également établis — chargées de poursuivre le banditisme et ceux qui se seraient manifestés, en mot ou en acte, contre le régime absolu ou en faveur du constitutionnel —, qui dictèrent 152 condamnations à mort — certaines, dont une femme, car les accusés avaient crié « Mort au roi et vive Riego ! » ou « pour l’atroce et affreux délit d’avoir chanté des chansons révolutionnaires » — et des peines arbitraires comme celle d’une femme condamnée aux galères car elle avait chez elle un portrait de Rafael del Riego, alors qu’aucune loi ne l’interdisait — il y eut également des condamnaton à de la prison ou des galères sans preuves, seulement par « soupçons » —. Des Comités de foi (es) (« Juntas de Fe ») assumèrent une partie des fonctions de l'Inquisition espagnole, qui ne fut pas restaurée à malgré les pressions des « ultra-absolutistes ». Un diplomate français les qualifia de « redoutables tribunaux, dont le titre par lui seul semblait imaginé pour inspirer la terreur » (l’une de ses victimes serait le maître valencien Cayetano Ripoll, exécuté pour hérésie). Les libéraux furent victimes de violences gratuites et de cruauté de la part de certains hommes des classes populaires, échauffés par le discours de l’Église, avec la complicité des autorités absolutistes.
Le clergé libéral — voire celui qui simplement ne s’était opposé au régime constitutionnel — fut une autre victime d’une répression qui fut surtout menée par l’Église elle-même. Le 6 octobre, le gouvernement mené par le chanoine de Tolède et ancien confesseur du roi Víctor Damián Sáez avait ordonné la célébration dans toutes les localités de la monarchie de solennelles cérémonies religieuse « dédommagement au Saint-sacrement » pour effacer « l’horrible souvenir des sacrilèges et outrages que l’impiété avait osé commettre contre le Suprême Créateur de l’univers ». Pour leur part, les évêques ordonnèrent des enquêtes pour déterminer la conduite des clercs de leurs diocèse durant le Triennat et encouragèrent les prêtres à dénoncer leurs camarades. Les accusés d’être « libéraux » ou « contaminés » de libéralisme furent reclus dans des monastères dans de très dures conditions ou dans des prisons ecclésiastiques (à Valence, par exemple, quatre d’entre eux fonctionnèrent) ou envoyés à des présides. Josep Fontana que parmi les clercs victimes de purges figurait « la partie la plus ilustrada de l’Église ».
La pression des puissances européennes obligèrent Ferdinand VII à décréter le 11 mai 1824 « grâce et pardon général » mais cette amnistie incluait tant d’exceptions que dans la pratique elle supposait la condamnation de tous ceux que ces dernières incluaient, si bien qu’elle eut en définitive un effet contraire à celui qu’on était en mesure d'attendre, de nombreuses personnes qui jusqu'alors se croyaient en sécurité abandonnant l’Espagne après sa promulgation — ce fut par exemple le cas du général Francisco Ballesteros qui jusqu’alors avait résidé à El Puerto de Santa María, zone sous contrôle français —. De plus, les exceptions incluaient le fait de s'être exilé hors du pays, qui était interprété comme un aveu de culpabilité,,.
En septembre 1824, le gouverneur du conseil de Castille justifia devant l'ambassadeur français la répression et l'absence de pardon pour les libéraux en affirmant « L’on avait jamais vu qu’un révolutionnaire espagnol se corrigeât et que, par conséquent, il était dangereux de leur pardonner ; qu’il était opportun de les expulser, comme les Morisques, après avoir vu que les capitulations et l’indulgence les rendait encore plus malveillants ».

### L’exil
Comme en 1814, la très dure répression menée contre les libéraux provoqua l’exil d’un grand nombre d’entre eux. Il s’agit du plus grand exil politique survenu dans l’Europe de la Restauration (es). Les estimations font état d’entre 15 000 et 20 000 exilés, dont les principales destination furent la France — qui en accueillit environ 77 % —, l’Angleterre — environ 11 % —, Gibraltar et le Portugal,,. De nombreux libéraux avaient été emmenés en France comme prisonniers de guerre — une bonne partie d'entre eux étaient des soldats et sous-officiers de l'armée espagnole et membres de la Milice nationale —, mais après la fin de leur captivité en 1824, la majorité préféra rester là-bas et ne pas rentrer en Espagne. L’Angleterre accueillit la majorité de ceux qui avaient exercé des fonctions publiques dans l’État constitutionnel — députés, secrétaires d’État, chefs politiques, , etc. —, ainsi que des officiers et chefs de l’armée, des journalistes, intellectuels et autres membres remarquable de la classe moyenne ilustrada et libérale, si bien que l’épicentre politique et culturel de l’exil se situa là-bas — c’est là que furent organisés les conspirations visant à renverser l’absolutisme —, tandis qu’en France se trouvaient les secteurs plus populaires.

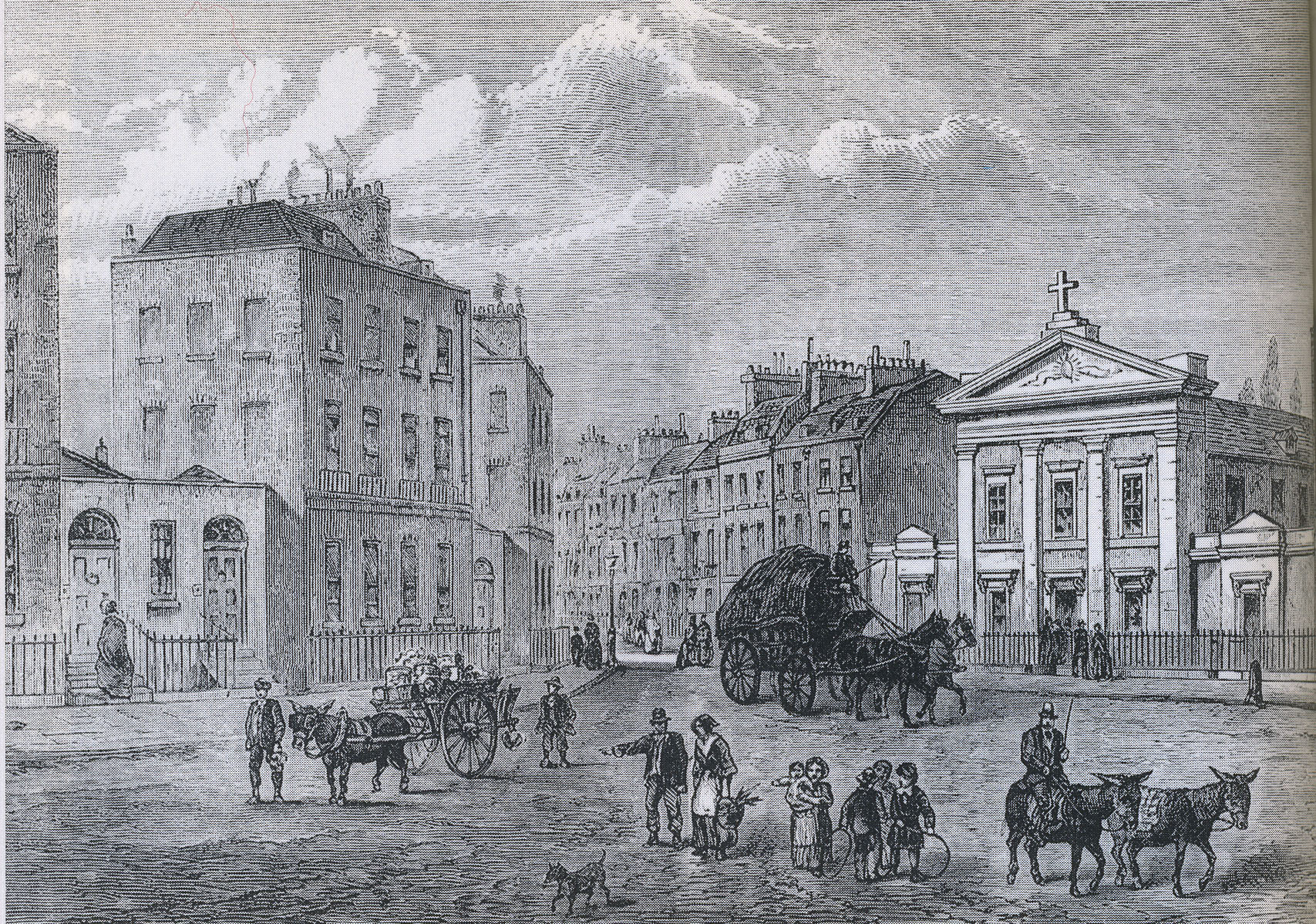
Quartier londonien de Somers Town en 1850, où s’installèrent la majorité des familles libérales exilées.

En Grande-Bretagne, spécialement dans les secteurs sociaux qui sympathisaient avec les whigs ou les radicaux — très critiques envers la politique de non intervention adoptée par le gouvernement tory, qu’il accusait d’être un complice de l’invasion française de l’Espagne —, il y eut une mobilisation pour venir en aide aux exilés espagnols, avec lesquels ils considéraient que leur pays avait une dette. Ils formèrent différents Spanish Commitee (« Comités espagnols »), pas seulement dans la capitale, pour recueillir des fonds par le moyen de souscriptions publiques et de donations de personnes aisées ou d’importantes personnalités comme l’économiste David Ricardo ou le philosophe Jeremy Bentham et mêmes de quelques périodiques comme The Times ou The Morning Post. Profitant de la généreuse législation britannique concernant les étrangers, la majorité des près de mille familles espagnoles — pour la plupart appartenant à l'élite libérale — s’installèrent dans le quartier londonien de Somers Town. Lorsque les apports des comités d'aide commencèrent à se faire rare, on obtint du gouvernement tory l’approbation de la concession d’une pension aux exilés qui avaient combattu dans la guerre d’indépendance espagnole — là-bas nommée « Peninsular War » —, dont la gestion fut confiée au duc de Wellington, commandant des forces britanniques dans cette guerre. En décembre 1824 fut fondé à Londres un nouveau comité qui incluait des Espagnols et des Italiens, le City Commitee for the relief of the Spanish and Italian refugees qui, afin de recueillir des donations, fit appel à des raisons patriotiques et chrétiennes plus qu’idéologiques, comme l’avaient fait les premiers comités. Toutefois, les aides économiques furent toujours insuffisante si bien que la majorité des réfugiés espagnols « vécut son exil dans des conditions proches de la misère, spécialement à mesure que celui-ci s’allongeait et que la solidarité initiale s’épuisait ». Thomas Carlyle fit référence aux « tragiques figures » des « étrangers espagnols […] qui végétaient à Somers Town », qui « parlaient peu ou pas du tout anglais », « ne connaissaient personne » et « ne pouvait être employés nulle part ». Leur engagement politique ne disparut pas néanmoins, et ils éditèrent plusieurs périodiques comme le modéré Ocios de Españoles Emigrados ou l’exalté El Español Constitucional. En janvier 1827 fut créée à Londres la Junta directiva del alzamiento de España (« Junte directive de soulèvement de l'Espagne ») présidée par le général José María Torrijos, après qu’Espoz y Mina rejeta d’y participer, bien que sans abandonner ses propres plans d’insurrections.

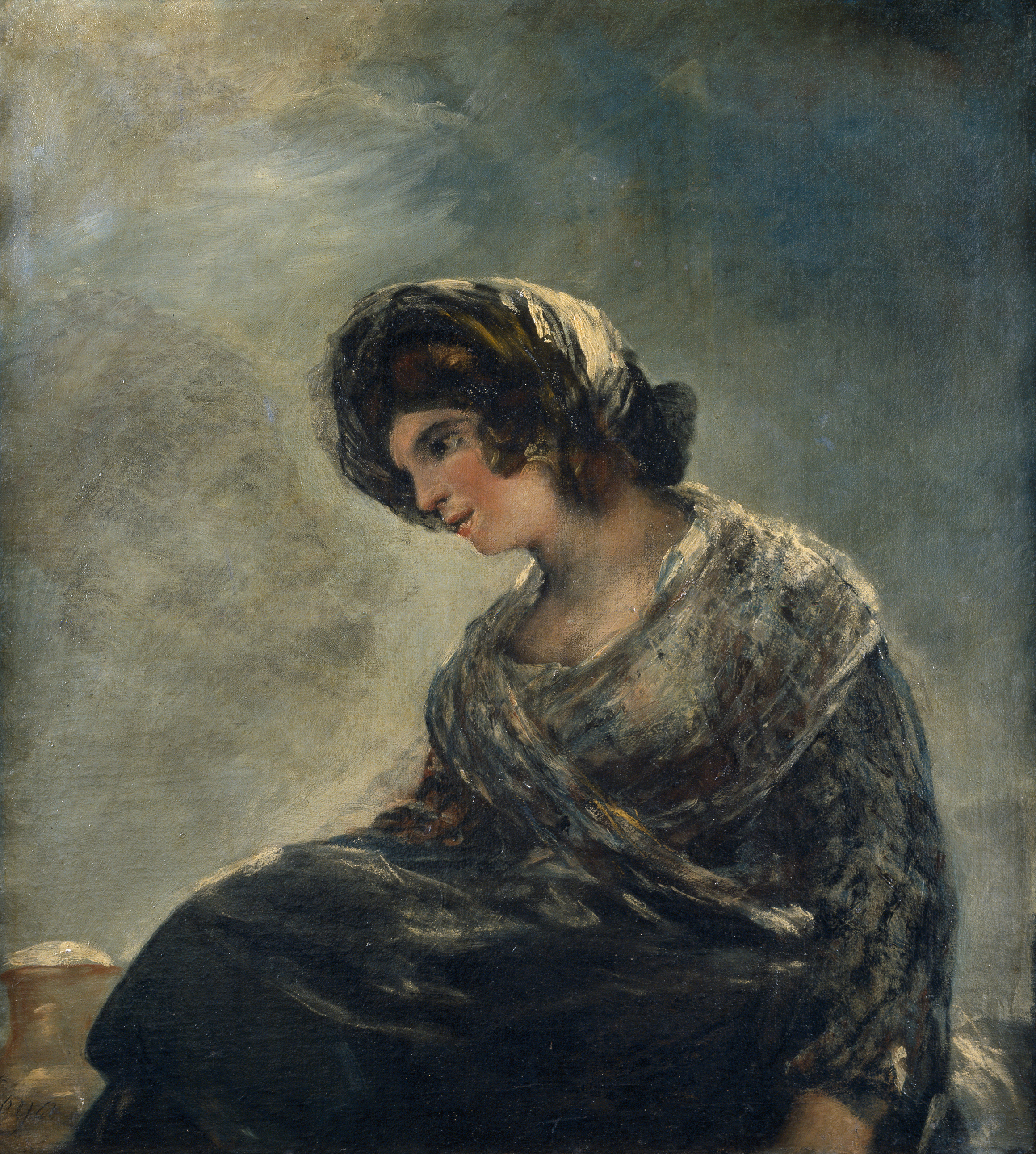
La Laitière de Bordeaux (1827) de Francisco de Goya. En 1824 Goya s’exila à Bordeaux, en France, où il mourut cinq ans plus tard.

En France, qui reçut la plus grande partie des émigrés (environ 77 %), la situation des exilés libéraux espagnols fut l’inverse de celle de la Grande-Bretagne : le gouvernement les surveilla et les contrôla constamment et dans la société civile, dont les libertés étaient très limitées, ne surgit aucun mouvement de solidarité avec eux. La majorité étaient des militaires qui avaient préféré profiter des conditions que leur offraient les capitulations plutôt que rester en Espagne, par craindre des représailles des absolutistes. On calcule qu’environ 12 000 hommes, dont 1 500 officiers, étaient passés en France de cette manière. Ils furent installés dans des « dépôts » sous le contrôle du gouvernement où ils étaient obligés à résider s’ils voulaient recevoir les subsides que l’État français avait assignés aux officiers (qui étaient les plus surveillés, car on craignait leurs « opinions révolutionnaires les plus exaltées », lisait-on dans un rapport). Après l'approbation de l'amnistie par Ferdinand VII en mai 1824, la majorité des officiers étaient exclus (mais pas les simples soldats, dont plus de 5 000 revinrent en Espagne). Les officiers purent abandonner les « dépôts » mais restèrent sous surveillance — la crainte des autorités qu'ils collaborent avec l’opposition libérale interne ou l'encouragent persistait — et ils perdirent le subside qu’ils recevaient lorsqu’ils cessèrent d’être des prisonniers de guerre. Un grand nombre d’entre eux vécurent désormais dans des conditions misérables et seulement à partir de la fin de 1829 ils reçurent de nouveau des subsides après les avoir réclamés avec insistance au cours des années antérieures. Après le triomphe de la révolution de juillet 1830 en France, les exilés libéraux espagnols reprirent avec force l'activisme politique.
D’autre part, l’exil espagnol, avec les exils napolitain, piémontais et portugais (bien que dans une moindre mesure), « fut central pour le développement d’une police libérale européenne. Apparemment de façon paradoxale, la défaite du constitutionnalisme méridional en 1821-1823 renforça le libéralisme européen au cours des décennies suivantes. L’exil facilita le contact entre libéraux de plusieurs pays et la formation de réseaux internationaux qui maintinrent vif l’engagement politique avec les victimes de représailles ». C’est ainsi qu’apparut un « internationalisme libéral » dans lequel les libéraux exilés et leur expérience du Triennat jouèrent un rôle de premier plan.
Les exilés libéraux purent commencer à rentrer en Espagne après l’approbation d’une première amnistie en octobre 1832, alors que Ferdinand VII était encore en vie, adoptée sur l’initiative de son épouse Marie-Christine de Bourbon-Siciles, et des absolutistes « réformiste », mais incluait de nombreuses exceptions, si bien que le retour définitif ne se produisit qu’après l’approbation d’une deuxième loi d’amnistie en octobre 1833, un mois après la mort du monarque, qui fut élargie en février 1834, après l’arrivée au gouvernement du libéral modéré Francisco Martínez de la Rosa, qui avait déjà dirigé le gouvernement au cours du Triennat libéral.

## La division des absolutistes
Ainsi, comme au cours du Triennat libéral (1820-1823) s’était produite une scission des libéraux entre « modérés » et « exaltés », durant la Décennie abominable ce furent les absolutistes qui se divisèrent entre « réformistes » — partisan d’« adoucir » l'absolutisme en suivant les avertissements de la Quadruple Alliance et de la France de la Restauration — et les « ultras » […], qui défendaient la restauration complète de l’absolutisme, incluant le rétablissement de l’Inquisition que Ferdinand VII, sous la pression des puissances européennes, n’avait pas réinstitué après son abolition par les libéraux au cours du Triennat. Les ultras — également appelés « apostoliques », « ultra-royalistes » ou « ultra-absolutistes » — avaient dans le frère du roi, Charles de Bourbon — Carlos de Borbón, héritier du trône car Ferdinand VII, après trois mariages, n’avait pas réussi à avoir de descendance —, leur principal protecteur, raison pour laquelle on les appela quelquefois « carlistes ». Le conflit le plus grave qu’ils protagonisèrent fut la guerre des Mécontents, qui se déroula entre mars et octobre 1827 et dont l’épicentre fut la Catalogne.
Selon Ángel Bahamonde et Jesús A. Martínez, les différences entre ceux qu’il préfèrent appeler « réformistes antilibéraux » et les « ultras royalistes » n’étaient pas politiques, car ils partageaient le même objectif, le maintien de l’État absolu, mais de stratégie. Les premiers défendaient un « réformisme administrativiste sans ouvertures politiques » ou « réformisme tecnhique », tandis que les seconds s’opposaient à tout changement, aussi limité fût-il. Toutefois, Emilio La Parra López a souligné que les différences n’étaient pas seulement de « stratégie », mais qu’elles se devaient également aux différentes traditions politiques et culturelles dont ils étaient issus. Les « royalistes modérés ou pragmatiques » étaient héritiers de l’élite d'ilustrados qui furent au service de l'État durant les règnes de Charles III et de Charles IV, tandis que les « royalistes radicaux, ou ultras », au contraire, se nourrissaient de la pensée réactionnaire qui lui était opposée et considéraient les réformes que défendaient les « moderés », bien qu’elles fussent de caractère basiquement administratif, comme un attentat à l’ordre naturel établi par Dieu. « D’où leur ultramontanisme et l’importance attribuée aux ecclésiastiques dans la vie publique » et celle attribuée à la restauration de l’Inquisition.

### «Réformistes» face à «ultras» (ou «apostoliques»)
En raison de la pression des puissances de la Quadruple Alliance et, surtout, de la France — dont l’armée était maintenue dans les lieux stratégiques —, qui considéraient le gouvernement nommé par la régence absolutiste en mai 1823, mené par l’ancien confesseur du roi Víctor Damián Sáez, comme l’expression d’un absolutisme pur et dur qui pouvait donner lieu à de nouvelles flambées révolutionnaires — « l’anarchie », comme l’écrivit Louis XVIII à Ferdinand VII —,, Ferdinand VII se vit obligé à le changer, seulement deux mois après avoir été la fin de sa « captivité ». En novembre, un décret royal avait créé le Conseil des ministres comme organe de gouvernement suprême avec lequel on mettait définitivement fin au régime polysynodial (es), une proposition du « réformiste » comte d'Ofalia que le roi avait acceptée,,. Les nouveaux secrétaires d’État nommés le 2 décembre 1823 avaient un profil « modéré », menés par le marqués de Casa-Irujo, secrétaire du Bureau d’État. Luis López Ballesteros, qui deviendrait l’une des figures de l'absolutisme « réformiste », fut nommé à la tête du secrétariat du Bureau d’État,.

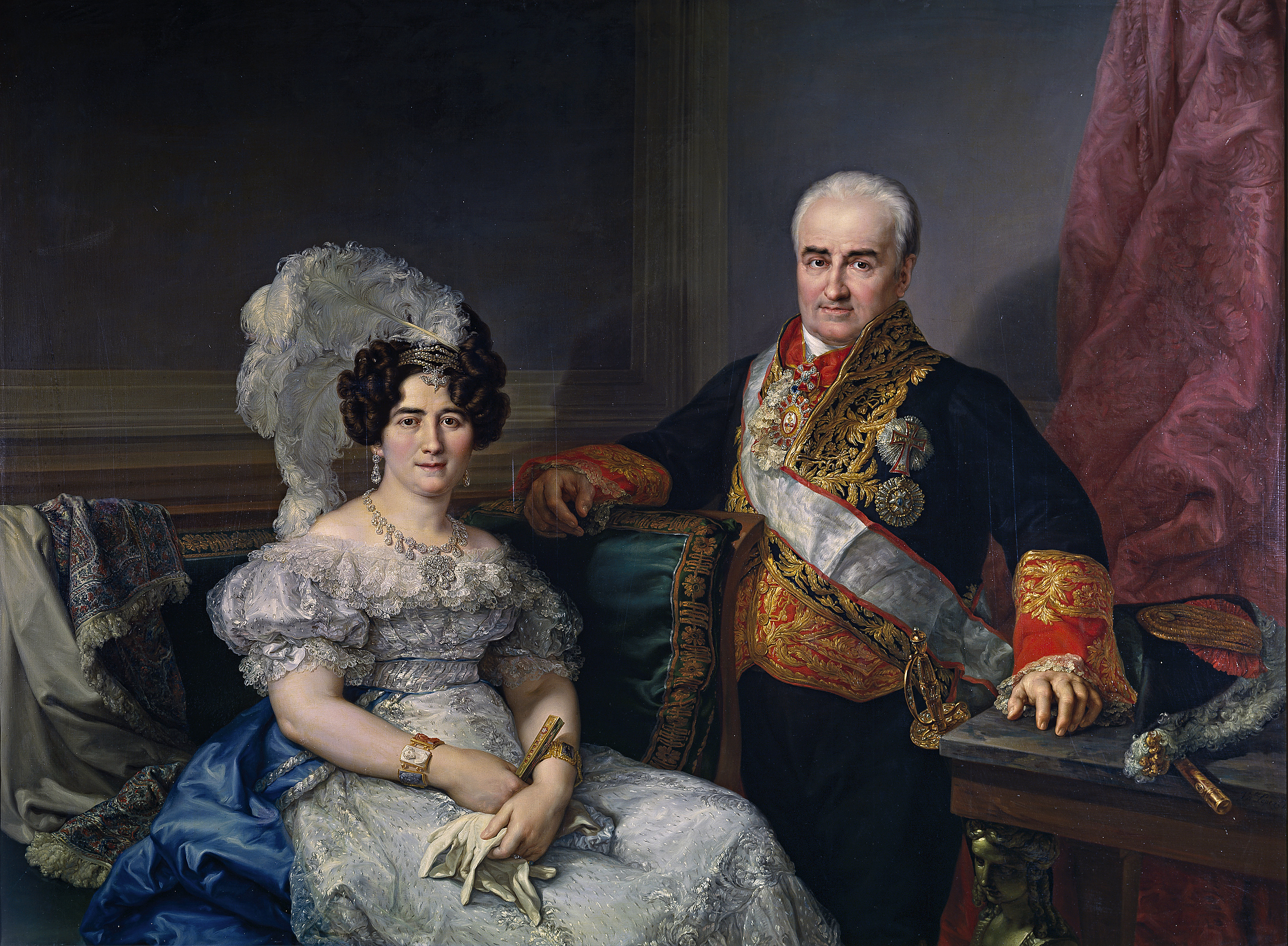
Antonio Ugarte et son épouse. Ugarte, homme de confiance de Ferdinand VII, fut nommé par celui-ci secrétaire du Conseil des ministres avec la mission d’empêcher le travail des réformistes et leur transmettre la volonté du roi.

Comme contrepoids à la prédominance des modérés dans le nouveau cabinet, en janvier 1824 Ferdinand VII nomma secrétaire du Bureau de Grâce et Justice Francisco Tadeo Calomarde, « l’un des personnages ultras les plus significatifs de toute cette période », et en février son confident Antonio Ugarte — surnommé « Antonio Ier » par certains de ses détracteurs en raison de toutes les prétentions qu’on lui prêtait et de la grande confiance dont il jouissait auprès du monarque — comme secrétaire du conseil des ministres — tous deux se consacrèrent à empêcher le travail des réformistes, et Ugarte, de plus, se chargea de transmettre la volonté du roi aux ministres jusqu'à sa chute en disgrâce en mars 1825, où ce rôle échut à Calomarde —
,. Une autre mesure prise pour contrarier le caractère « modéré » du gouvernement fut la réinstauration du conseil d'État où les ultra-absolutistes avaient la majorité, qui mit des difficultés aux projets de réforme du gouvernement, en agissant comme une sorte de conseil des ministres parallèle,. Le marquis de Casa-Irujo mourut le 17 janvier 1824, un mois seulement après avoir été nommé secrétaire du Bureau d’État, et fut remplacé par Narciso Heredia, comte consort d’Ofalia, qui ne se maintint à ce poste que jusqu’au 11 juillet — un mois auparavant il reçut une dure réprimande du roi, que celui-ci qualifia de « pilule », car les secrétaires du Bureau ne remplissaient pas l’ordre qui voulait que tout emploi soit refusé à une personne qui ne soit pas partisan du monarque —,. Son successeur fut un autre réformiste, Francisco Cea Bermúdez, qui occupa le poste jusqu’en octobre 1825.

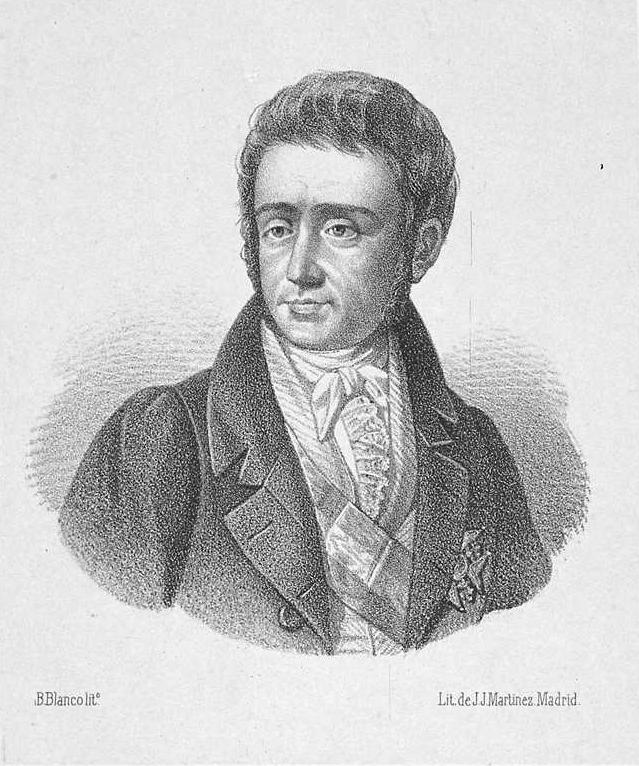
Le célèbre réformiste Narciso Heredia, comte consort d’Ofalia, dirigea le gouvernement entre janvier et juillet 1824.

Les objectifs et limites de son action furent fixés dans les instructions écrites données par Ferdinand VII au nouveau gouvernement (« Bases sobre que ha de caminar indispensablemente el nuevo Consejo de ministros »), afin de garantir le pouvoir absolu du monarque. Celles-ci incluaient notamment la dissolution de l’armée et son remplacement par une nouvelle, absence totale de représentation populaire, sous forme parlementaire ou autre, purge des institutions de l’État — notamment ministères, tribunaux et cour — des libéraux et partisans du régime constitutionnel, destruction des sociétés secrètes et non reconnaissance des emprunts d’État contractés par le régime libéral.,.
Malgré ces instructions, le nouveau gouvernement fut mal reçu par les absolutistes « purs ». Le duc del Infantado, qui avait présidé la régence absolue affirme : « tout ce qui sera hors du royalisme pur doit être considéré comme révolutionnaire, et comment le sentiment royaliste peut-il être satisfait lorsqu’on voit à la tête des affaires des hommes qui ont commis ces actions ? ». La périodique El Restaurador, qui finit par être interdit pour ses positions radicales, publia un article en janvier 1824 qui disait : « L'expérience nous a montré par deux fois que le parti modéré conduit le trône au précipice ». « Le gouvernement se perd et nous perdons tous. Sauve-nous, Seigneur, et sauvons-nous tous », avertissait-il à la fin du même mois. Le périodique, dans son dernier numéro publié le 31 janvier 1824, rapporta également la rumeur selon laquelle avait été formé « un parti pour détrôner Ferdinand VII et donner la couronne à l’infant don Carlos ». Rumeur qui serait confirmée dans un rapport de police de juillet 1824 relatif aux milieux ecclésiastiques de Baeza. Peu de temps auparavant, un autre rapport policier, de Badajoz, informait de l’existence dans cette ville d’un comité (junta) secret nommé « del Áncora, Apostólica o Carolina » (ce dernier terme en référence à Charles de Bourbon) formé de personnalités civiles, ecclésiastiques et militaires de premier plan. Selon Josep Fontana, après avoir été exclus du pouvoir, les absolutistes radicaux « optèrent, dépités par leur marginalisation, pour la formation d’un authentique parti « apostolique » dans l’ombre ».
Trois décisions du nouveau gouvernement, soutenues par le roi, provoquèrent la scission des absolutistes entre « réformistes » et « ultras » (ou « apostoliques », car on les supposait dirigés par une Junte apostolique (es) secrète, qui allait marquer toute la Décennie abominable. Il est « [s]urprenant, vus l’étendue de la répression et l'effort du régime pour faire revenir le pays à l’Ancien Régime, qu’une bonne part de l’opposition que dut affronter le gouvernement de Ferdinand VII soit issue des rangs absolutistes eux-mêmes, où surgit très tôt une faction "ultra", très nombreuse, articulée autour du rejet d’une politique que les plus radicaux considéraient trop condescendante avec le libéralisme »». Les trois mesures, surtout la première et la troisième, furent le résultat de la pression des puissances européennes sur Ferdinand VII qui ne souhaitaient [as qu’éclate une nouvelle révolution libérale en Espagne, comme celle qui avait suivi le pronunciamiento de Riego en 1820.

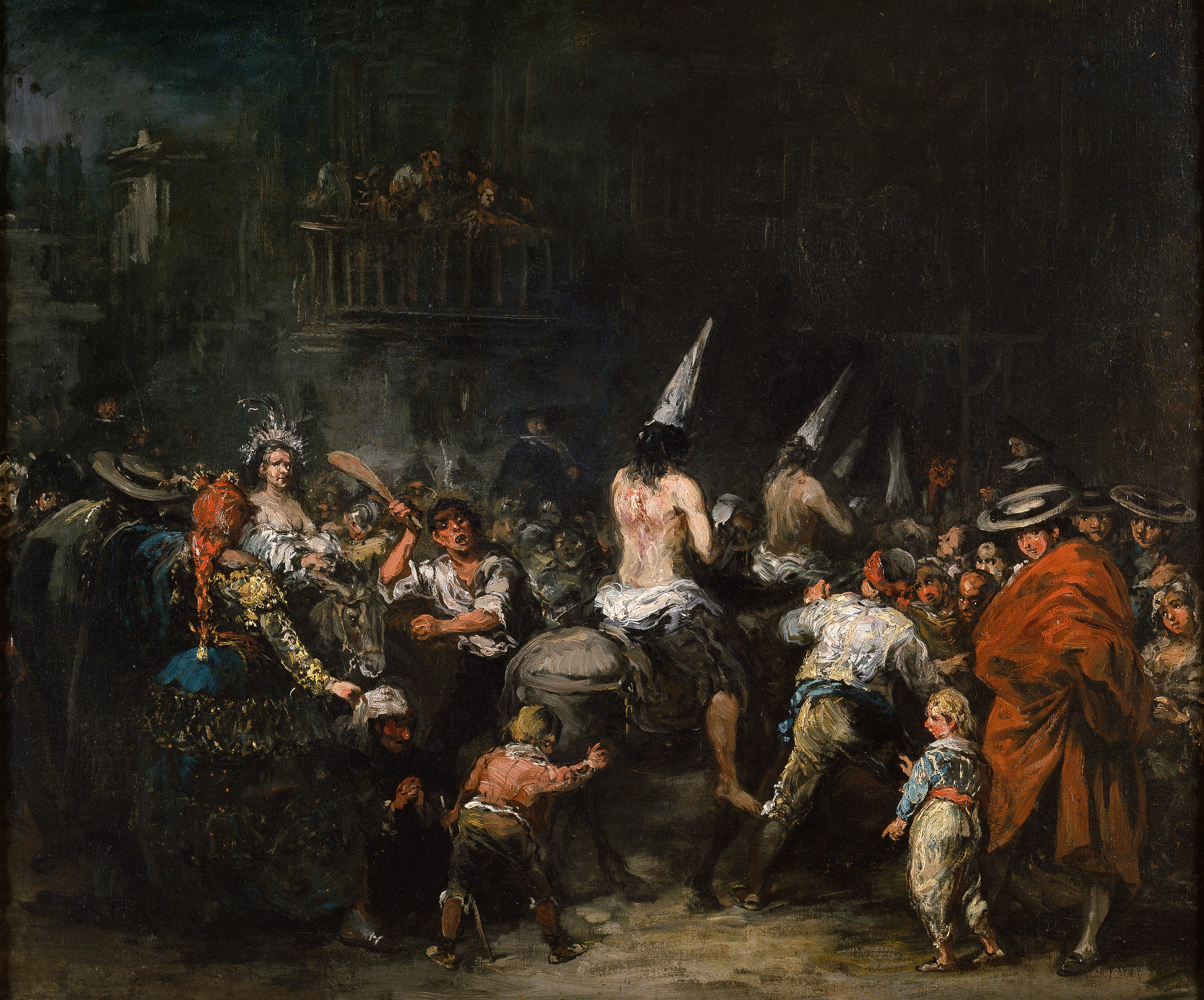
Eugenio Lucas Velázquez, Condenados por la Inquisicíon (Condamnés par l’Inquisition, ca. 1833-1866, musée du Prado). La décision de ne pas restaurer l'Inquisition fut l’un des motifs, peut-être le principal, de la rupture entre ultras et réformistes.

La première, qui fut celle rejetée de la façon la plus radicale par les ultras car ils la considéraient une concession inadmissible au libéralisme, fut la non restauration de l’Inquisition, abolie (es) en mars 1820 — les ultras considéraient le Saint Office comme le symbole le plus important de l’Ancien Régime en Espagne (es) —. La seconde fut la création en janvier 1824 de la Superintendance générale de police (es), qui allait devenir une institution clé dans la politique répressive du régime absolutiste et qui assuma une grande partie des fonctions jusqu'alors remplies par l’Inquisition, comme la censure des livres — c’est pour cette même raison qu'elle fut rejetée par les ultras, étant donné qu’ils considéraient que l'ordre public devait être contrôlé par le Saint Office et par les volontaires royalistes et non par un corps étatique centralisé d’une suspecte origine « française » —. La troisième mesure fut approuvée le 11 mai (bien qu’elle fût publiée le 20 comme datée du 1er mai) et fut la concession d'une amnistie (« grâce et pardon général ») très limités aux libéraux, qui fut également rejetée par les ultras, bien qu’elle contînt tant d'exceptions que cela la rendait en pratique inopérante. Lorsque fut connue la nouvelle de l’amnistie, il y eut à Orihuela des attaques des prisonniers politiques et des accusations de negro (« noir », c’est-à-dire libéral) contre Ferdinand VII lui-même. Ainsi, l’amnistie accrut encore l’hostilité des ultras envers le gouvernement qui montrait des signes de vouloir épargner au moins une partie des libéraux, qu’eux-mêmes considéraient comme des révolutionnaires et des franc-maçons.

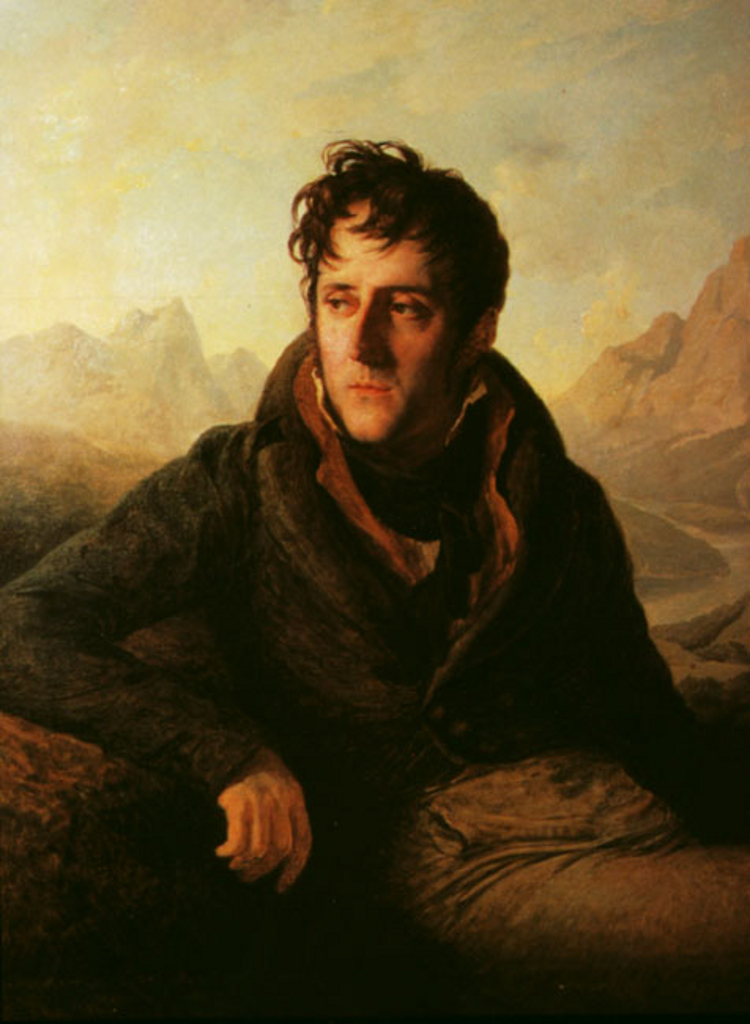
Le ministre des Affaires étrangères français, François-René de Chateaubriand, principal défenseur de l’expédition d'Espagne, en vint à affirmer en privé qu'en Espagne le cancer politique est dans le roi.

Il y eut un quatrième motif à la rupture. L'accord signé en février 1824 avec la monarchie française en vertu duquel restèrent en Espagne 45 000 hommes du corps expéditionnaire de 1823, déployés dans 48 places fortes (Madrid, Cadix, La Corogne, Badajoz, Carthagène, Vitoria et différentes localités catalanes, dont Barcelone, de la côte cantabrique et de la frontière pyrénéenne, chacune disposant d’un commandant français ayant des compétences en matière d’ordre public — le coût économique était pris en charge par le Trésor espagnol, selon une convention qui fut renouvelée d’année en année jusqu’en 1828 —. Dans les proclamations ultras apparurent fréquemment « Dehors les Français ! ». Louis XVIII et son gouvernement, appuyés par l'opinion du duc d’Angoulême, considérèrent que la situation politique en Espagne était encore très instable et que par conséquent le maintien de l'occupation était une mesure nécessaire pour garantir la continuité de Ferdinand VII (le cousin de Louis XVIII), ce qui, de plus, leur permettrait de modérer son absolutisme — bien qu’échouant dans leur tentative d’éviter une répression massive des libéraux, ils parvinrent à en protéger un bon nombre, entraînant les protestations des autorités espagnoles, ou dans leur recherche d'une convocation de Cortès traditionnelles, après le rejet d’une charte octroyée du même type que celle en vigueur en France dont se plaignit amèrement le ministre François-René de Chateaubriand, qui en vint à affirmer en privé qu'en Espagne « le cancer politique est dans le roi » —. Ferdinand VII, pour sa part, signa l’accord car il ne pouvait se passer des troupes françaises (il ne disposait pas d’une armée et ne voulait pas que la défense de son trône se trouvât dans les mains des volontaires royalistes ; de plus, il n’était pas certain de la fermeté du soutien de la société espagnole et craignait par suite une possible réaction libérale). L’occupation française provoqua la généralisation d’un sentiment français et, simultanément, une implémentation de l’absolutisme beaucoup plus lente dans les villes sous sa juridiction.

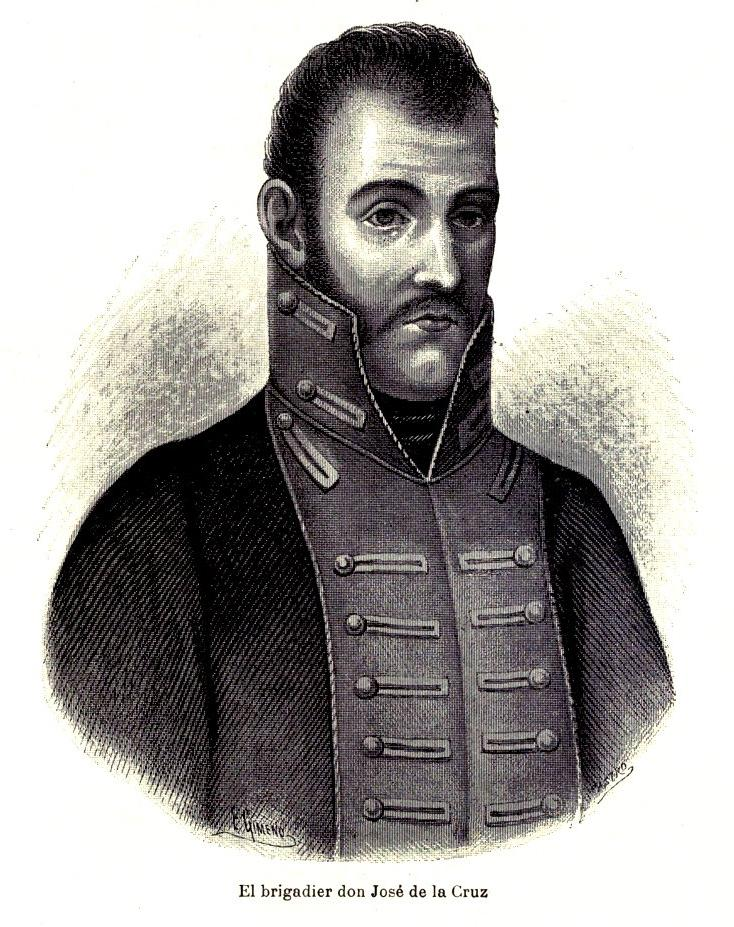
Le général José de la Cruz, secrétaire d’État de la Guerre. L'approbation du règlement des Volontaires royalistes, dont certains refusèrent de l’appliquer, finit par provoquer sa destitution et son remplacement par l'ultra José Aymerich.

Un cinquième motif fut l'approbation, fin février 1824, par le secrétaire d’État de la Guerre, le général José de la Cruz, du nouveau règlement des Volontaires royalistes qui fut très mal reçu par ces derniers et auquel ils refusèrent de se soumettre. Dans celui-ci, étaient exclus du corps les journaliers et tous ceux ne pouvant assurer leur propre subsistance et celle de leur famille le temps que durerait leur service. Le 26 août, le général De la Cruz fut destitué, accusé de connivence avec le débarquement à Tarifa du colonel libéral Francisco Valdés Arriola — qui tint la position entre le 3 et le 19 août —, à l'issue duquel 36 participants furent fusillés. Il fut remplacé par l’ultra José Aymerich,,. En 1826 fut approuvé un nouveau règlement des volontaires royalistes qui acceptait les journaliers et ordonnait aux autorités de privilégier les volontaires royalistes dans l’octroi des emplois locaux.
Le rejet du premier règlement des volontaires royalistes fut étendu aux normes d’intégration dans l'armée des chefs guérillero de l’« armée de la foi », corps dissout — de façon incomplète et non sans résistance — qui avait appuyé l’expédition française pour l’aide à mettre fin au Triennat libéral. Les normes furent approuvées le 9 août 1824 et elles supposaient pour certains une réduction considérable des grades de général ou de colonel qui avaient été attribués unilatéralement, et pour d’autres le retour à la vie civile avec certaines restrictions. Ces normes « provoquèrent le mécontentement de certains hommes qui se croyaient en droit de recevoir de plus grandes récompenses et devinrent, à partir de ce moment, des ennemis à mort des gouvernements qui transigeaient avec la reconnaissance de leurs mérites ».

### Politiques des absolutistes réformistes
Le groupe hétérogène qui mena à terme le « réformisme technique de l’État absolu, sans ouvertures politiques », dont les membres « ont été appelés "fernandistas" ou plus confusément "moderados" (mais qui ne formaient pas un « parti »), n’étaient pas des libéraux, mais provenaient d'une tradition liée aux Lumières, réformiste et en un certain sens afrancesada ». « Le problème auquel devraient faire face les gouvernements de ces années consistait à adopter les mesures de réforme avec lesquelles faire face à la situation, sans sortir des limites des exigences de rejet total du libéralisme que le monarque lui-même leur avait fixées ». En conséquence, « le programme réformiste tenté durant la dernière décennie du règne fut profondément conditionné ».
Les absolutistes « réformistes » étaient conscients de la dure réalité que vivait la Monarchie espagnole après la perte définitive des colonies américaines à la suite de la défaite de l’armée royaliste (es) dans la bataille d'Ayacucho de décembre 1824, qui scella l’indépendance du Pérou, son dernier bastion. C’était « un État moribond », « une monarchie agonisante, qui manquait du plus indispensable pour se mettre en marche dans cette nouvelle étape ». Le Trésor public était en banqueroute et la Marine s’était trouvée réduite à une douzaine de navires de guerre — alors qu’en 1796 elle en comptait 136 —. Un des membres du gouvernement définit la situation de façon claire : « Le Budget est tout, et sans lui il n’y a rien, donc le redressement du Budget est la première et générale de toutes les attentions de la Monarchie ».

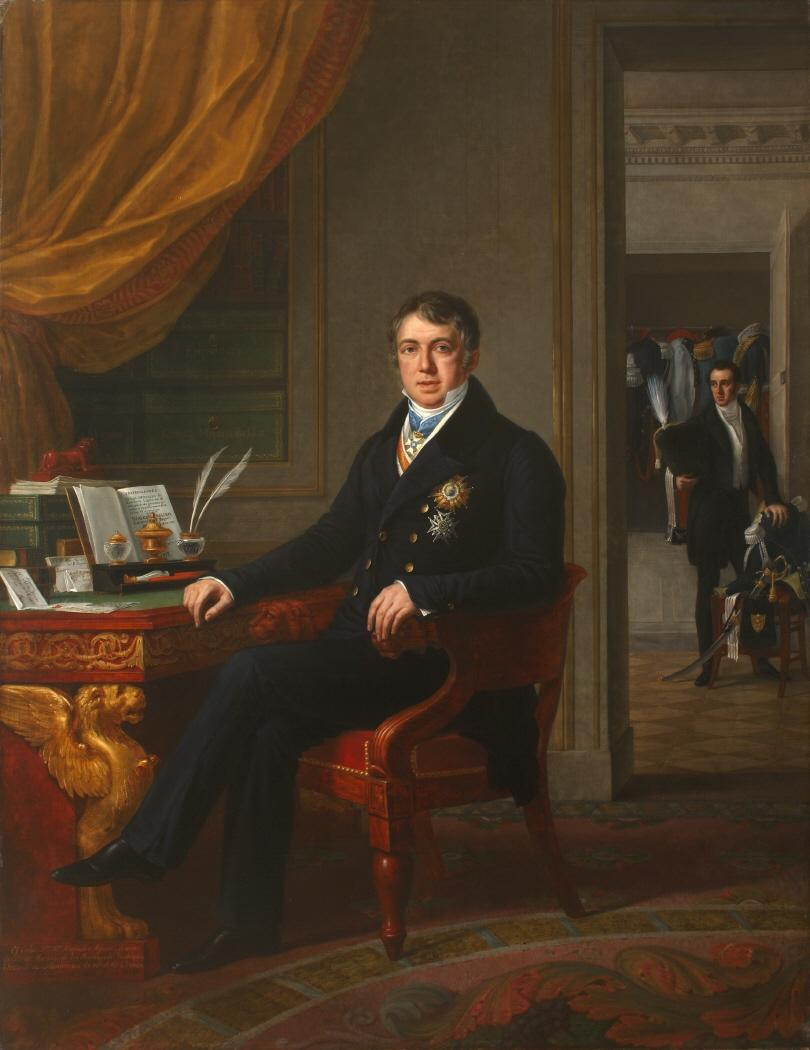
Alejandro María Aguado, ancien afrancesado devenu le banquier de Ferdinand VII, fut chargé de placer les titres de la dette à l’extérieur de façon frauduleuse.

Le refus du roi de reconnaître les emprunts étrangers faits par les gouvernements du Triennat libéral aggrava encore plus la situation car il fut dès lors impossible officiellement d’en obtenir de nouveaux,,. Ferdinand VII, pressé et obsédé par le manque de fonds qui affectaient la « dignité de son auguste personne, sa garde et les moyens que les hautes ambitions politiques du Roi exigent », autorisa des emprunts à très hauts taux d'intérêts avec des banquiers européens de second rang par l’intermédiaire de prête-noms dans des opérations semi-secrètes, mais qui finirent par être connues de tous, entraînant une aggravation du discrédit de la solvabilité de la Monarchie. Le ministre du Budget français dénonça en janvier 1829 : « Le gouvernement espagnol, qui a pour habitude de ne pas payer ni de remplir aucune de ses obligations, signe chaque jour des dettes et des emprunts qu’il ne peut satisfaire ». Cette même année était interdite le placement de dette espagnole à la Bourse de Paris, mettant ainsi fin à la gestion que le gouvernement faisait avec les émissions de dette qu’il plaçait par l’intermédiaire du banquier espagnol Alejandro María Aguado, ancien afrancesado résident à Paris devenu « le banquier de Ferdinand VII ». Cela fermait la voie de financement qui jusqu’alors avait permis d’équilibrer les comptes et une chute brutale des cours des titres de la dette espagnole se produisit,,. En dix ans, la dette externe de l’Espagne passa de 300 millions de réaux à 2 milliards.
L’autre moyen par lequel Ferdinand VII tenta d’améliorer la situation financière de l'État fut de tenter de récupérer les colonies américaines, à commencer par la Nouvelle-Espagne. Pour ce faire, l’Expédition Barradas (es) fut organisée, qui partir de l’île de Cuba en juillet 1829 et débarqua à Tampico, sur la côte mexicaine. L’expédition fut annoncée dans la Gaceta de Madrid ainsi : « Trois-mille-trois-cents hommes espagnols ont déjà commencé en territoire mexicain la grande œuvre de la soumission de ces pays à leur légitime souverain ». Comme l’a souligné l’historien Josep Fontana, « le résultat fut un désastre dans lequel furent perdues mille-cinq-cents vies et les importantes ressources qui avaient été collectées à Cuba pour organiser cette aventure ». Le 11 septembre, Barradas capitulait. En mars 1830, le gouvernement britannique conseillait à son homologue espagnol d’abandonner toute tentative de récupérer ses anciennes colonies, en le menaçant de façon voilée d’appuyer l’indépendance de Cuba et Porto Rica, les seules colonies américaines qui demeuraient sous domination espagnole.

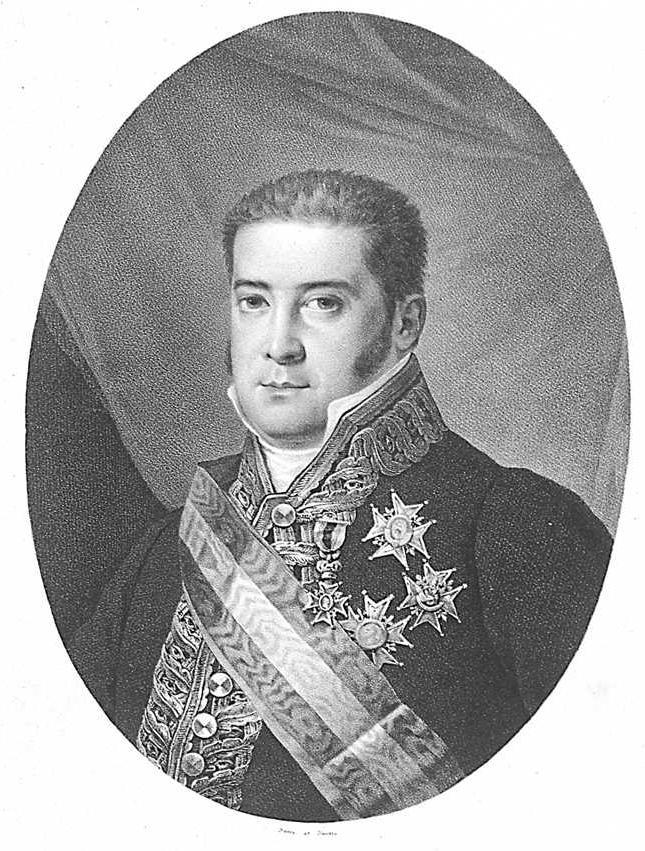
Luis López Ballesteros, secrétaire d’État du Budget entre 1823 et 1832, fut l’un des absolutistes réformistes les plus notables.

Le secrétaire du Bureau du Budget Luis López Ballesteros dut se mouvoir à l’intérieur des strictes marges fixées par Ferdinand VII. La première chose qu’il fit fut de remettre en ordre les comptes publics pour connaître la situation réelle des revenus et des dépenses de l’État — le quart de ses derniers correspondaient au paiement de la dette —. Étant donné qu’une réforme fiscale était impossible car elle serait incompatible avec les privilèges (les exemptions fiscales) sur lesquels se basait l'Ancien Régime récemment restauré, et dont le roi ne voulait pas entendre parler, Ballesteros réactiva d’anciens impôts tombés en désuétude — sa seule innovation fut d’introduire un monopôle sur le commerce de la morue, qui connut un échec fracassant et fut finalement supprimé — qui non seulement rapportèrent moins que prévu à cause de la situation de crise générale dans l’économie espagnole mais ne suffirent pas à pallier la chute des revenus douaniers après l'émancipation des colonies américaines — 49 millions de réaux collectés en 1832 contre 175 millions en 1800 —. Après avoir surmonté pendant trois ans la dure opposition du conseil d’État qui alléguait que « réformes générales » sont « toujours dangereuses », du côté des dépenses on tenta de les mettre en correspondance avec les recettes en créant en avril 1828 le premier budget de l'État de l’Espagne, qui constitua un évènement dans le processus de modernisation administrative du pays mais « une mesure qui impliquait l’acceptation de la misère et de l’impuissance de la monarchie espagnole »,. Le budget fut complété avec la création du Tribunal Mayor de Cuentas,. López Ballesteros tenta de « remettre de l'ordre dans le Budget depuis l'optique de la rationalisation, mais en fonction du maintien pour l'essentiel du système tributaire antérieur ». Les « ultras », pour leur part, n’avaient de cesse d’insister sur « les dangers qu'amènent avec eux les nouveautés » — l’évêque « ultra » d’Ourense attribuait le manque de moyens du Trésor public à la « secte maçonnique » et au fait que « l’on voit dans les bureaux du Trésor public de nombreux libéraux convaincus » —.

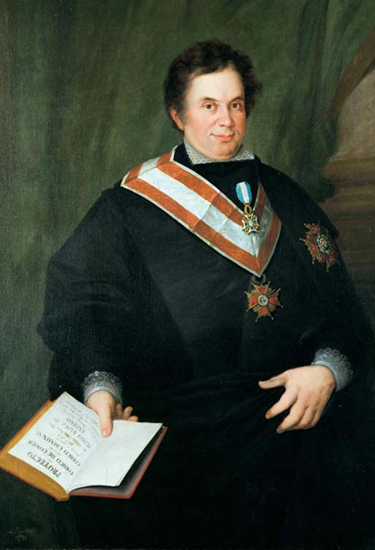
L’afrancesado Pedro Sainz de Andino, auteur du Code de commerce de 1829, fut l’un des réformistes les plus remarquables.

Les absolutistes « réformistes », parmi lesquels se trouvaient d’importants afrancesados recrutés par López Ballesteros pour son département, parvinrent aussi à mettre en œuvre d’autres mesures destinées à la modernisation de l’économie et de l'État dont les principales furent la promulgation en 1829 du premier Code de commerce (es) — œuvre de l’ afrancesado Pedro Sainz de Andino — complété par la création de la Bourse de Madrid deux ans plus tard, la fondation de la Banque de San Fernando (es) en 1829, héritière de la Banque de Saint-Charles et antécédente de la Banque d'Espagne, et la création, toujours en 1829, du Corps des carabiniers de côtes et frontières (en), dans le but de freiner la contrebande faite depuis la France, le Portugal et, surtout, Gibraltar. También se aprobó la Ley de Minas (1825)[Traduire passage]. Dans l’ensemble, il s'agit de « rationaliser le fonctionnement économique sans altérer les principes basiques de l'Ancien Régime », « un cadre institutionnel qui empêchait la pleine articulation du marché national ». Pour diffuser et appuyer les politiques « réformistes », López Ballesteros fonda la Eta de Bayona (1828-1830) qui fut suivie de l’Estafeta de San Sebastián (1830-1831), à la tête desquelles il nomma deux afrancesados, Sebastián Miñano et Alberto Lista.

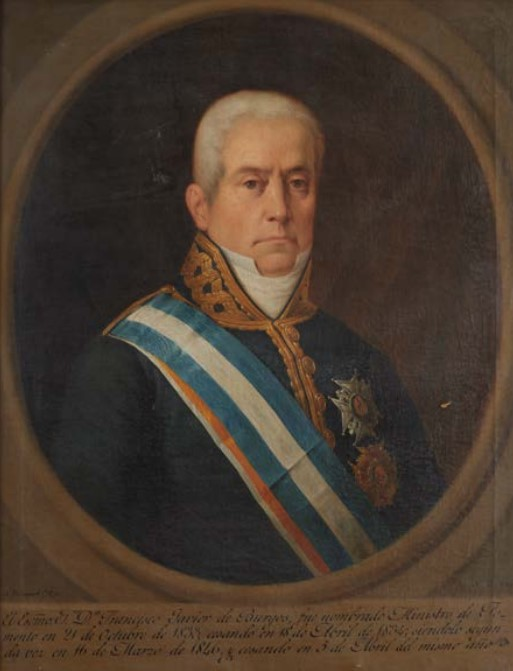
L’afrancesado Javier de Burgos, proche collaborateur à Paris du banquier Alejandro María Aguado, présenta au roi un projet dans lequel il défendait que les réformes aillent plus loin.

Quelques uns des « réformistes » proposèrent à Ferdinand VII d’aller plus loin, mais ils ne furent pas suivis. L'un d'entre eux fut l’afrancesado Javier de Burgos, proche collaborateur à Paris du banquier Alejandro María Aguado, présenta depuis là-bas au roi le 24 janvier 1826 un projet dans lequel il défendait une amnistie « pleine et entière, sans aucune exception ou avec peu d’exceptions, celles-ci devant être personnelles et nominatives », la vente de bien ecclésiastiques pour faire face au déficit (par un accord avec le Saint Siège comme cela avait déjà fait lors du démortissement de Godoy et la création d’un ministère du Gouvernement (Ministerio de Gobernación, qui s’appellerait finalement « ministère de l’Équipement général du royaume », « Ministerio de Fomento General del Reino », lorsqu’il fut créé en 1932) qui lancerait et appliquerait les réformes, et comme étape préalable à une transition qui impliquait la disparition de certaines des institutions de l'Ancien Régime comme le Conseil de Castille,. Comme Javier de Burgos, López Ballesteros proposa la création d’un ministère de l’Intérieur, mais rencontra l’opposition ardente des ultras, car « cela impliquerait de mettre la police hors du contrôle du ministère de Grâce et Justice [à la tête duquel se trouvait l'ultra Calomarde] et mettre un terme à l’impunité de leurs conspirations ». Dans un mémoire publié en 1831, López Ballesteros se plaignait de l’attitude des ultras, trouvant ce « retour aux temps et usages anciens » était un « recul ridicule ». Le résultat final fut que les réformes « techniques » ne purent que pallier, mais pas résoudre la crise de la monarchie que ce régime traînait depuis un certain temps. C’est le constat que fit Pedro Sainz de Andino, l’un des réformistes les plus remarquables, lorsqu’il présenta au roi le bilan suivant de la situation de la monarchie en 1829, alors que le placement de la dette externe espagnole à la Bourse de Paris venait d’être interdit car elle était frauduleuse, : 

« La situation de votre trésor est extrêmement délicate ; votre dette est énorme et incomparable, votre discrédit est notoire ; la pauvreté de vos classes est générale ; la division des âmes est manifeste ; la nullité de votre commerce, la paralisation de vos usines et le retard de l'agriculture sont incontestables […]. En faisant une rapide revue de la situation de la monarchie, on ne voit que des syndromes de désordre, de faiblesse et de destruction. »

Le lendemain un haut fonctionnaire du ministère du Budget exposait également au roi « le désolant tableau de désordre, de confusion et de misère qu’offre la situation actuelle de l'Espagne ». En avril 1832, c’était le secrétaire du Bureau du Budget López Ballesteros lui-même qui se plaignait qu’on ne le laissât pas démissionner : « […] j’avoue, et je l'assure sur ma conscience et mon honneur, que je ne trouve aucune possibilité de satisfaire les engagements et obligations de l'État, ni d’arrêter la banqueroute qui est plus proche que beaucoup ne le croient, ni de chercher des moyens supplétifs avec lesquels son moment pourra être retardé, comme c’est arrivé jusqu’ici ».

#### L'éducation

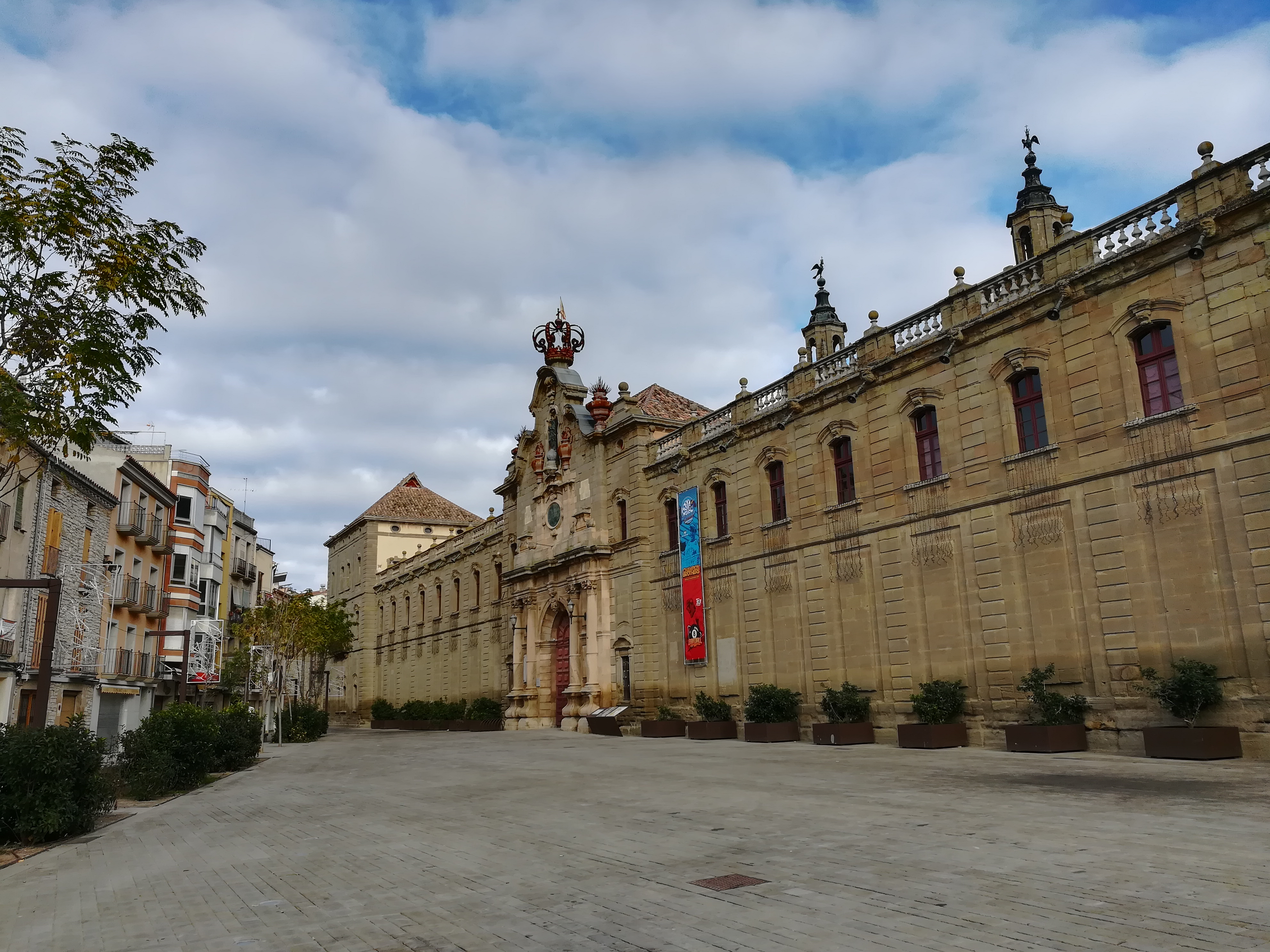
Principale façade de l’université de Cervera, dont des professeurs affirmèrent : loin de nous la dangereuse nouveauté de réfléchir (Lejos de nosotros la peligrosa novedad de discurrir).

Il y eut un domaine dans lequel les absolutistes « réformistes » ne pénétrèrent pas et qu’ils laissèrent dans les mains du secrétaire du Bureau de Grâce et Justice, l’ultra Tadeo Calomarde : l’éducation. Cela commença par la suppression de l’enseignement privé — comprendre l'enseignement laïque, étant donné que celle des ordres religieuses n’a jamais été considérée comme privée — sous prétexte qu’il subvertirait l’autorité, empoisonnerait la jeunesse ou que tout ce qu’on peut lire dans les langues étrangères qu’on y enseignait — le français et l'anglais — seraient des impiétés et obscénités destinées « à provoquer la plus effreinée lascivité ». À l’université, on procéda à une purge des professeurs — à Saint-Jacques-de-Compostelle près de trente enseignants furent « impurifiés », près de la moitié à Valence — ainsi qu’à une « rechristianisation » de l’enseignement qui resta régulée par le « plan Calomarde », dans l’élaboration duquel participèrent des notables ultras religieux et séculiers. L’étude de la science moderne — celles de Descartes et Newton — fut supprimé car, comme l’affirmèrent les professeurs de l'université de Cervera, « loin de nous la dangereuse nouveauté de réfléchir » (« Lejos de nosotros la peligrosa novedad de discurrir ». Un étudiant de l'université de La Laguna dit « On nous a fait reculer d’un siècle ». Les étudiants qui s’inscrivaient pour la première fois devaient présenter un certificat de « bonne conduite politique et religieuse » signé par leur curé de paroisse et l’autorité civile, et pour recevoir un grade académique il fallait promettre de défendre la souveraineté du roi, la doctrine du concile de Constance sur le régicide et l’Immaculée Conception. À l’université de La Laguna fonctionnait un « tribunal de censure » qui surveillait la conduite des étudiants.
L’enseignement primaire fut régulé par le Plan y reglamento general (« Plan et règlement général ») du 16 février 1825, également œuvre de Calomarde et de ses asseusseurs ecclésiastiques. Dans les écoles élémentaires on enseignait aux jeunes garçons la doctrine chrétienne, à lire, à écrire, l’orthographe et l'arithmétique élémentaire, mais aux jeunes filles seulement la doctrine chrétienne et « lire, au moins dans les catéchismes, et écrire moyennement » et surtout « les travaux propres de leur sexe, à savoir : tricoter, couper et coudre les vêtements d’usage courant, broder et faire de la dentelle ». Le Plan établissait aussi certaines dévotions et à prier le Rosaire chaque jour. On exigeait des maîtres un rapport de limpieza de sangre.

### Réaction des ultras ou apostoliques

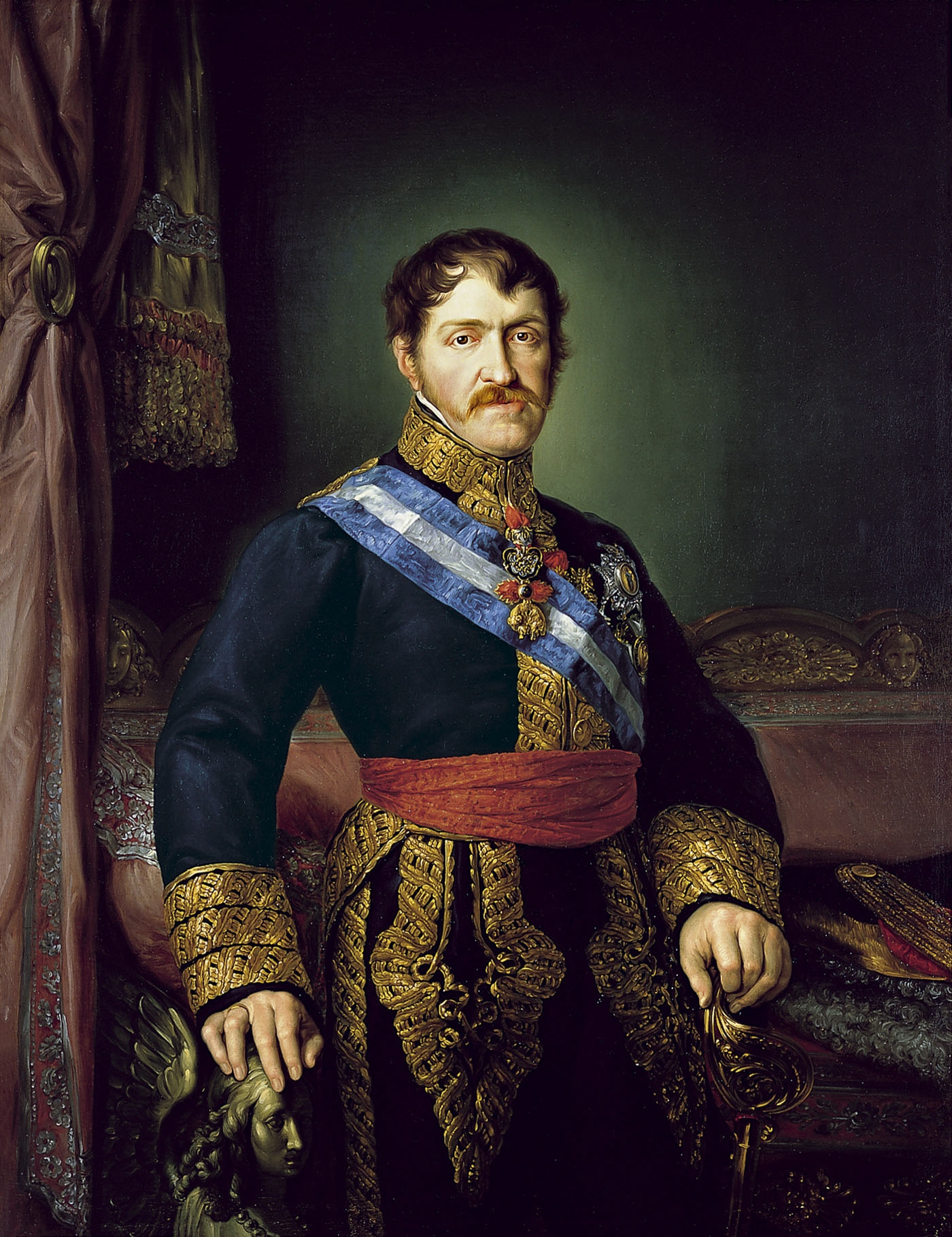
Portrait de Charles de Bourbon, frère du roi et héritier du trône, par Vicente López Portaña. Le nom de Charles V fut quelquefois acclamé par les ultras, dont il partageait les idées.

Dès que le changement de gouvernement fut connu en décembre 1823, on confirma également que l’Inquisition ne serait pas restaurée — ce qui fut communiqué officiellement aux puissances européennes en août 1825 — et qu’on approuva en mai 1824 une amnistie, bien que de portée extrêmement limitée, les ultras ou apostoliques commencèrent à s’organiser et à conspirer. Il n’y eut toutefois rien qui se rapprochât avec une organisation centralisée de la réaction absolutiste, ce qui est un facteur explicatif de l’échec des insurrections qu’elle suscita. De plus, les ultras eux-mêmes furent certainement ceux qui firent courir de fausses rumeurs sur une supposée junte apostolique qui disposerait d’un grand pouvoir, « afin de susciter un climat de terreurs chez leurs ennemis et sembler plus forts qu’ils ne l'étaient réellement ». Ils disposèrent en revanche du soutien appuyé de l’Église catholique espagnole et des Volontaires royalistes, devenus le bras armé du royalisme ultra,. Grâce au soutien de l’infant Charles, de son épouse Marie Françoise de Bragance et de sa belle-sœur la princesse de Beira, leurs chambres au palais constituaient le centre du « parti apostolique ».
Le gouvernement et les chefs militaires des forces françaises qui restaient encore en Espagne étaient au moins partiellement informés des plans des ultras. Un rapport d’agents du gouvernement français faisait référence à « l’existence de Juntes apostoliques avec diverses dénominations : “La Purísima” [La Très Pure], “el Ancla” [L’Ancre], “El Ángel Exterminador” [L’Ange Exterminateur] », dont le « système d’idées » peut les points essentiels sont : « faite l’éloge de l’infant Charles envers le peuple et mépriser le roi et les actions de son gouvernement, s’opposer au rétablissement de la police en tant qu’institution française et révolutionnaire, tendre au rétablissement de l'Inquisition ». un autre rapport affirmait que les diverses juntes communiquaient par courrier voie postale ordinaire — réseau contrôlé par les ultras selon Josep Fontana — et qu’une de ses préoccupations fondamentales était de s’assurer que les postes clé soient occupés par les leurs. En septembre 1824, le secrétaire du Bureau de Grâce et Justice Calomarde communiquait à un magistrat que le roi avait appris l'existence d’« un parti composé en général de personnes marquées par leurs opinions royalistes, auquel on attribue le projet de mettre sur le trône » l’infant Charles, dont on supposait qu’il travaillait dans « des réunions secrètes ». Au cours de l'été 1825, on fit part à Calomarde de l'existence d’une société secrète significativement dénommée « La Carolina » (de Carlos, « Charles ») et en septembre, ce dernier avertissait le roi de l'existence de « comités carlistes » contre lesquels il convenait de lutter.
La première insurrection ultra eut lieu quelques jours après la publication du décret d’amnistie de mai 1824. Elle fut dirigée par le chef de partida realista aragonais Joaquín Capapé, connu comme « El Royo Capapé », qui avait participé à la campagne militaire française qui avait mis fin au régime constitutionnel du Triennat libéral et qui considérait que ses mérites n’avaient pas été correctement reconnus ni récompensés après la restauration de la monarchie absolutiste. À Teruel, il réunit plusieurs dizaines d’officiers et soldats mécontents mais ils furent capturés par les troupes envoyées par le gouverneur de la province. Emprisonné à Madrid, son avocat l’aida à faire du long procès judiciaire auquel il fut soumis en un jugement politique contre le secrétaire du Bureau de Guerre, le général José de la Cruz. Pour les convaincre, Capapé avait dit aux officiers « que le roi se trouvait sans liberté, qu’il allait de nouveau prêter serment sur la Constitution […], que M. le ministre d’État l’avait appelé pour lui dire que, s’il voulait prendre parti en faveur de la Constitution on le nommerait lieutenant-général et on lui paierait touts les arriérés ». Capapé fut condamné à six ans d'exil à Porto Rico, où il arriva fin septembre 1827 et mourut peu après, le 25 décembre de la même année.

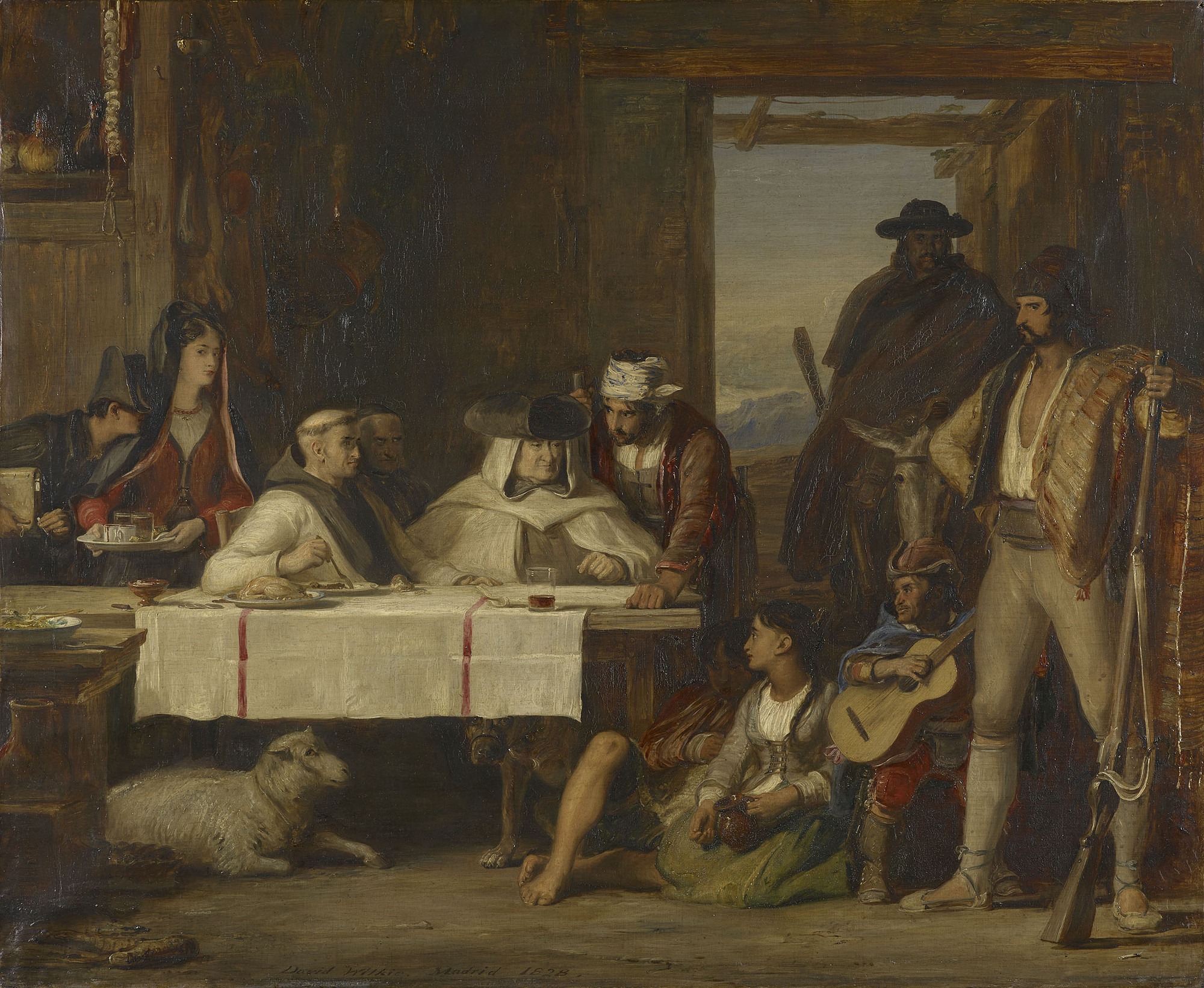
Tableau de David Wilkie représentant la réunion dans une auberge du commandement d’un groupe guérillero parmi lesquels figure un frère religieux. Wilkie fut présent en Espagne entre octobre 1827 et juin 1828.

En septembre 1824 eut lieu la seconde tentative dans La Manche et fut également menée par des officiers royalistes mécontents du traitement reçu après avoir appuyé l’expédition française qui avait mis à bas le régime constitutionnel, qui s’étaient engagés à proclamer « Charles V » (c’est-à-dire l’infant Charles) comme nouveau monarque, mais la conspiration fut dénoncée à la police par le maire d’Alcubillas (province de Ciudad Real). Quelques uns des conjurés de la « faction révolutionnaire avec le nom de Carliste qui doit éclater dans cette Province entre le 25 et le 30 du mois en cours », comme cela figurait dans la dénonciation. 
Son meneur était Manuel Adame de la Pedrada « El Locho », ancien chef des partidas realistas, qui avait prévu de partager avec ses hommes les terres d’un grand propriétaire local. La justification immédiate de la révolte était, selon ce qu’il déclara lorsqu’il fut mis en cause par la justice, que « si le roi a pardonné les noirs [les libéraux], nous, nous ne le pardonnons pas ». Le procès fut finalement interrompu car l’idée qui finit par prévaloir était que la conjuration avait été une machination « des révolutionnaires [libéraux] pour diviser et engendrer la discorde en commençant par la Famille Royale ». Des voluntarios realistas avaient également participé dans la conspiration. Selon un rapport policier, ceux de Daimiel avaient prévu, dès le triomphe de la rébellion, de s’emparer des biens de plusieurs résidents de la localités connus pour l’opposition à leurs idées. Un « oficial ilimitado » (« officier illimité ») — c’est-à-dire un ancien chef d’une partida realista sans affectation dans l’Armée, et qui par conséquent avait une « licence illimitée » ; ils étaient environ huit-mille et recevaient la moitié ou le tiers d’une solde, mais qui leur parvenait en général avec beaucoup de retard, parfois jamais, et avaient donc une situation économique très précaire — avait pour plan de répartir entre ses hommes les terres d’un grand propriétaire local. 

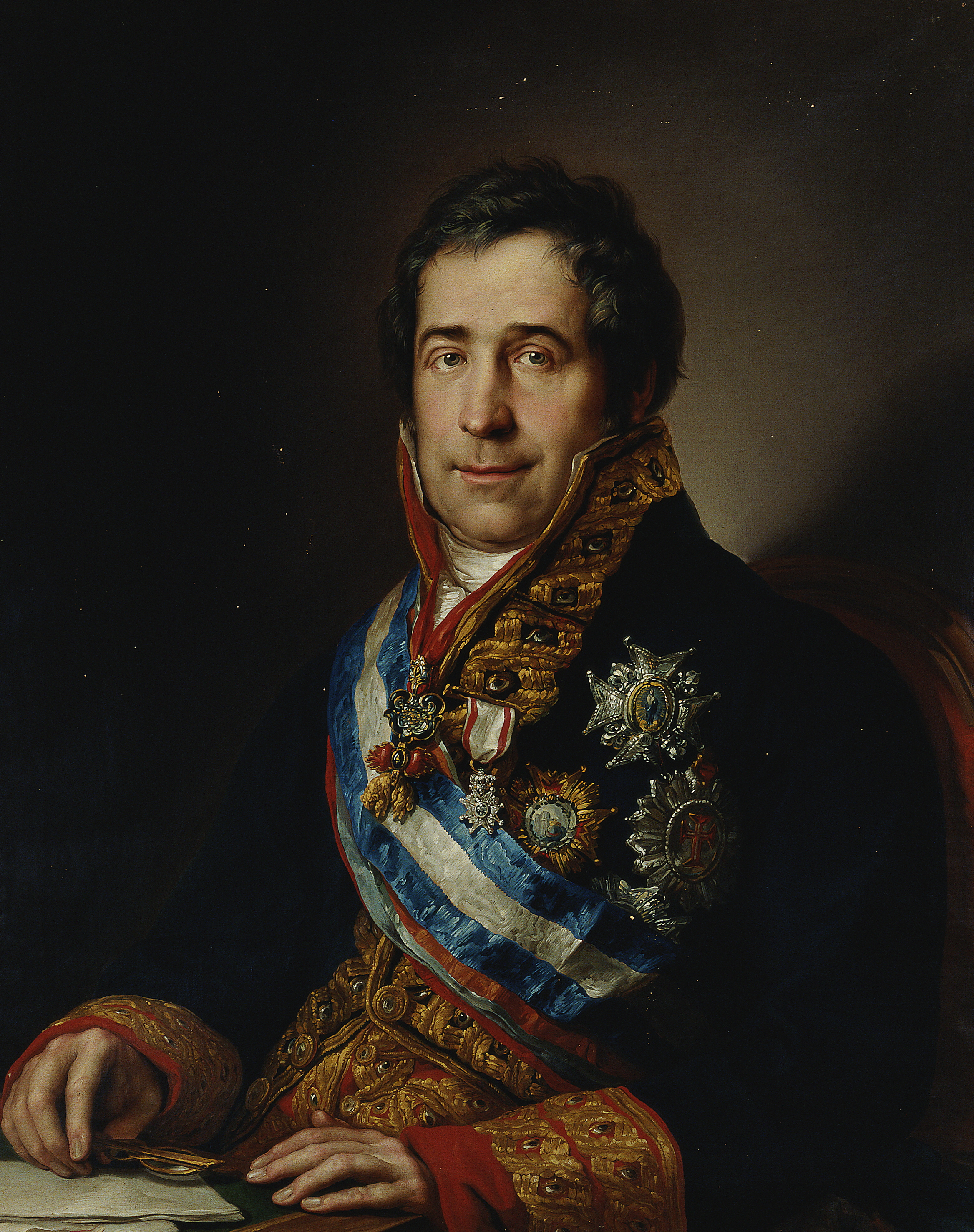
Francisco Tadeo Calomarde, représentant important des ultra-royalistes, fut secrétaire d’État de Grâce et Justice entre janvier 1824 et octobre 1832.

Dans les débuts de 1825 circula une brochure intitulée Españoles, unión y alerta dans laquelle étaient dénoncés des plans présumés de la Franc-maçonnerie pour s’emparer de l’Espagne avec la connivence du gouvernement, qui prévoyaient notamment de « poursuivre la partie la plus saine de la population » — c’est-à-dire les ultras — et diffuser l’idée selon laquelle « les royalistes insatisfaits conspiraient pour proclamer Charles V d’Espagne, détrônant Ferdinand », ceci étant le seul objet des « fréquentes visites d’autant de royalistes dans les appartements des infants ». Il fut toutefois rapidement démontré que les auteurs de la brochure étaient des ultras de l’entourage de Charles de Bourbon — ou de son épouse et de sa belle-sœur — si bien que Calomarde enterra l'affaire en obtenant du roi qu’il accordât sa grâce aux personnes impliquées en les avertissant du « caractère désagréable qu'a été pour sa majesté leur réprouvée et criminelle conduite »,,.
Peu après, en avril, Ferdinand VII publia un décret dans lequel, après avoir mentionné les « voix alarmantes » qui prétendent l'obliger à introduire des réformes dans le régime, il réaffirmait son engagement à n’en faire rien — « je suis disposé à conserver intacts et en toute leur pléniture les légitimes droits de ma Souveraineté, sans céder maintenant ni jamais la plus petite partie d’entre eux, ni permettre que soient établies des chambres ou autres institutions » —, menaçant également ceux qui, feignant l'« adhésion à [sa] royale personne […] veulent couvrir la désobéissance et l'insubordination ». Par la suite il destitua le secrétaire du Bureau de la Guerre, José Aymerich, pour son implication dans les conjurations « ultras », ainsi que plusieurs commandements militaires et capitaines généraux qui furent jugés trop tolérants avec elles. Aymerich fut remplacé par le « réformiste » Miguel Ibarrola González, marquis de Zambrano, que certains qualifiaient même de « libéral », et qui occupa le poste jusqu'en 1832,,,. 
Il changea également le superintendant de police (es) Mariano Rufino González, accusé d’organiser une campagne anonyme pour discréditer le gouvernement, par José Manuel Recacho. Peu après avoir pris possession de la charge le 7 mai 1825, il rendit public un arrêté qui condamnait à des peines de prison ceux qui diffusaient des rumeurs et papiers contre le gouvernement, car ce qu’ils faisaient aidait la révolution, « en devenant les instruments aveugles de la démocratie, car il met de fait en exercice le principe de la souveraineté populaire, destructeur de toute monarchie ». Vers les mêmes dates, le gouverneur de Malaga informait que les royalistes d’Antequera et de Vélez-Málaga mettaient des inscriptions comme « Vive Riego et la Constitution et mort aux royalistes » afin d’exciter les habitants. Enfin, le 11 août fut publié le décret du roi qui mettait fin aux commissions militaires, dont le conseil de Castille avait dès le départ averti qu'elles étaient contraires « [aux] anciennes et vénérées lois fondamentales ».
La troisième tentative insurrectionnelle, la plus sérieuse des trois, eut lieu en août 1825. Deux mois auparavant (le 15 juin) s’était produite à Madrid une « algarade » des Volontaires royalistes, provoquée par la rumeur selon laquelle un groupe d’entre eux avaient été empoisonnés — en réalité ils avaient mangé dans leur garnison une viande mal conservée —, ce qui obligea à déployer l'armée dans la capitale. L’enquête de police conclut que le tumulte « n’avait pas été fortuit mais très prémédité » et que les personnes impliquées « continu[ai]ent de se réunir dans la caserne dudit corps [des volontaires royalistes] et n’ont pas abandonné leur projet, malgré l’échec qu’elles avaient connu [et] qu’elles se sont érigées depuis ce jour-là en juges, commandant des arrestations de façon totalement arbitraires, et même de rouer de coups ceux qu’elles pensent le mériter »,. Ces faits mettent en évidence l’incapacité du gouvernement à contrôler effectivement la situation dans la capitale.

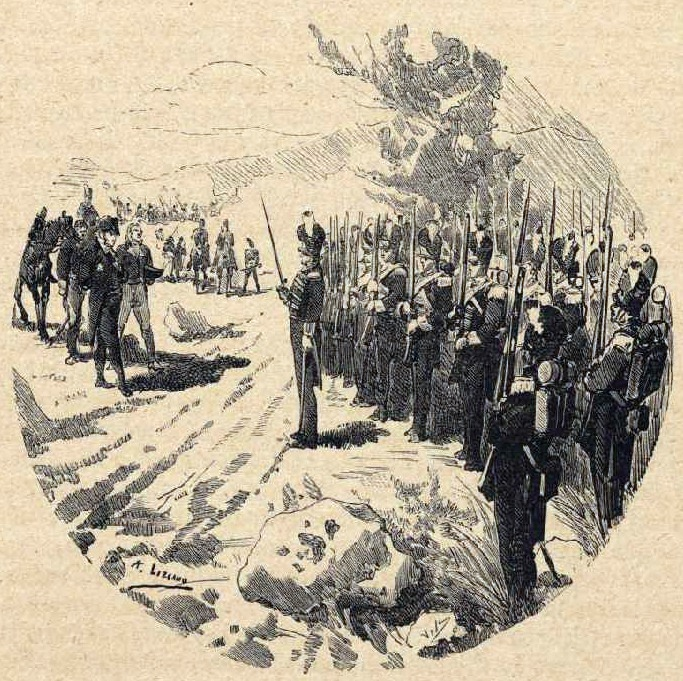
Exécutions de Bessières par Ángel Lizcano, illustration de l’œuvre de Fernando Fernández de Córdoba, Mis memorias íntimas, t. I, Madrid, 1886.

L’insurrection d’août 1825 fut menée par le général royaliste Jorge Bessières, qui était entré en Espagne avec les troupes de l’expédition française de 1823 qui avait mis fin au régime constitutionnel et qui, comme Capapé, se sentait lésé par le manque de reconnaissance de ses mérites. Il sortit de Madrid au petit matin du 16 août à la tête d’une colonne de cavalerie (du régiment de Saint Jacques, dont le siège se trouvait à Getafe) pour rejoindre à Brihuega (province de Guadalajara) un groupe de volontaires royalistes impliqués dans la conspiration — Bessières avait diffusé la nouvelle que l’on prétendait restaurer la Constitution de Cadix — et depuis cette position il prétendait prendre Sigüenza, mais l'arrivée à cette localité de troupes envoyées par le gouvernement et menées par le comte d’Espagne — ils étaient 3 000 hommes, face aux 300 de Bessières — l'amena à renoncer. Il laissa ses troupes s’en aller et fut capturé le 23 à Zafrilla. Le 26 août, sur ordre express du roi, il fut fusillé à Molina de Aragón avec 7 officiers qui étaient restés avec lui ; une semaine auparavant avait été exécuté le guérillero libéral Juan Martín Díez « El Empecinado » à Roa,,. Le 17 août, le roi promulguait un décret qui ordonnait « de ne pas donner à ceux appréhendés les armes à la main plus de temps que le nécessaire pour mourir comme chrétien » — c’est-à-dire le temps de recevoir les derniers sacrements —.
La conjuration de Bessières disposait de ramifications dans la capitale et de nombreux impliqués, parmi lesquels des ultras importants, dont certains étaient prêtres, furent détenus par la police, mais ne restèrent emprisonnés que peu de temps, grâce à la complicité de certaines autorités ou aux craintes du gouvernement suscitées par les possibles conséquences d’une persécution contre le parti ultra ou carliste. Selon une lettre du 30 août 1825 de l’afrancesado Sebastián Miñano, proche des « réformiste », la conjuration de Bessières se révélait plus sérieuse qu’elle ne l’avait semblé à première vue et elle prétendait égorger tous ceux qui étaient de tendance modérée. Le 15 août, en pleine insurrection de Bessière, le superintendant de police Juan José recacho avait livré à Ferdinand VII un rapport secret, qui disait que « le parti du sang, de l’ambition et de la vengeance » (les ultras) non seulement dirige ses efforts contre les libéraux, « mais aussi contre le Gouvernement de V.M. et contre tous ceux qui ne sont pas de leur opinion ». Il désignait essentiellement les « ecclésiastiques, qui abusente de l'ascendent qu’ils ont sur le peuple, attisent la division et la vengeance en se servant pour ce faire, comme d’instruments, des volontaires royalistes » et avertissait que la demande du rétablissement de l’Inquisition était leur manière de « prendre un ascendent ferme et puissant, non seulement contre le parti libéral, dans l'actualité impuissant, mais aussi sur tout le Peuple, sur le gouvernement et sur le trône lui-même ».
Bien que Ferdinand VII n’ait pris aucune mesure décisive pour mettre fin aux conspirations ultras, car il coïncidait avec eux sur des nombreux points et qu’il ne souhaitait pas impliquer son frère l’infant Charles, le gouvernement mené par le « réformiste » Francisco Cea Bermúdez, avec son approbation, adopta quelques-unes des décisions qui allaient contre l’absolutisme extrémiste. La première fut de communiquer le 31 août aux cours européennes l’engagement de la Monarchie espagnole à ne pas restaurer l’Inquisition. La seconde, prise quelques jours plus tard, fut d’interdire les représentations au roi de militaires et de volontaires royalistes de façon collective et d’établir que ceux qui le feraient commettraient « un délit d’insubordination, de conspiration, de sédition ou de trouble contre l’ordre légitime établi », puni de la peine de mort — elles ne seraient permises qu’à titre individuel et sous contrôle des supérieurs —. De cette manière, les demandes au roi de rétablissement de l’Inquisition — une des revendications emblématiques des ultras — furent ostensiblement réduites. Le troisième fut de constituer le 13 septembre d’une Junte royale consultative de Gouvernement (Real Junta Consultiva de Gobierno), formée de vingt membres — parmi lesquels quatre ecclésiastiques, dont l’un était le franciscain ultra Cirilo de la Alameda — sous la présidence du général Castaños, dont la mission était de conseiller le conseil des ministres et lui proposer « les réformes et changement nécessaires pour assurer l’ordre et l’exactitude de toutes les branches de l’administration », ce qui coïncidait avec le programme des absolutistes « modérés ».

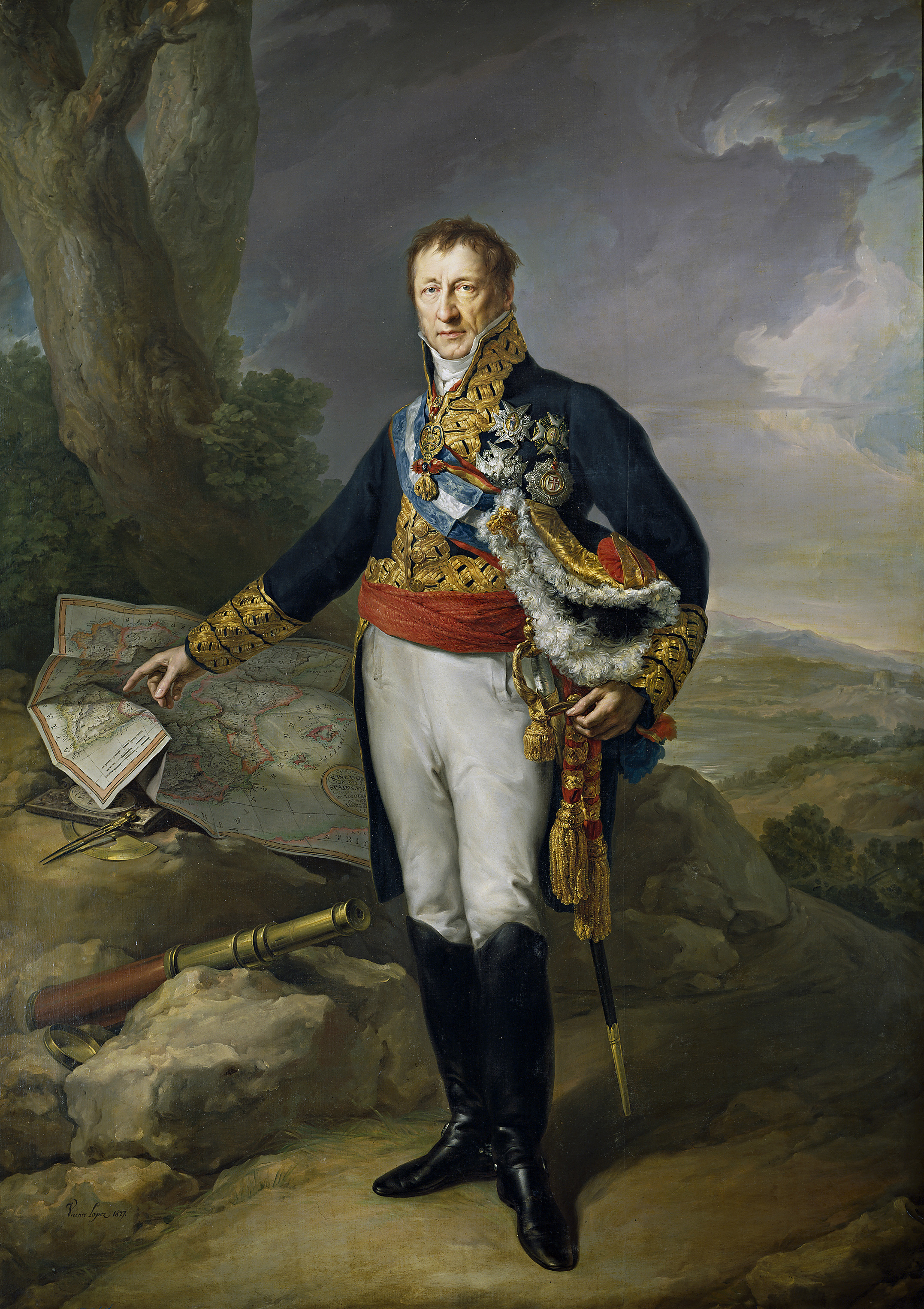
Portrait de Pedro de Alcántara Álvarez de Toledo, duc del Infantado, par Vicente López Portaña (1827). Il fut l'un des ultras les plus importants. Entre octobre 1825 et août 1826, il fut à la tête du gouvernement lorsqu’il fut nommé secrétaire du Bureau d’État par Ferdinand VII.

Au cours de la brève période de fonctionnement de la Junte consultative, seulement trois mois, elle se prononça pour la suppression définitive de seigneuries juridictionnelles et elle dénonça les abus commis par les tribunaux de « purification », ce qui lui valut le rejet des ultras. Le roi se fit l'écho de ces critiques et à la fin d’octobre 1825 il remplaça Cea Bermúdez par le duc del Infantado, un des ultras qui s’était ouvertement manifesté en opposition à la Junte consultative. Le duc n’obtint pas seulement sa suppression en décembre, et son remplacement par le conseil d’État — dont la composition était basée sur les ordres de l'Ancien Régime —, doté de très larges compétences et où dominaient les ultras, mais aussi le conseil des ministres, en février 1826,. Le conseil d’État, qui défendit la nécessité du rétablissement de l'Inquisition, fut transformé de facto en un corps « de censure des ministres », ce dont se plaignirent auprès du roi les « réformistes » — ceux-ci obtinrent le rétablissement du conseil des ministres à la fin août 1826 et le remplacement peu de jours auparavant de l'ultra duc del Infantado par le « réformiste » Manuel González Salmón —,.
Le conseil d'État proposa au roi, qui l'accepta le 8 juin 1826, le nouveau règlement des volontaires royalistes, qui incluait leur principale revendication : leur indépendance des autorités militaires. Ils ne seraient désormais plus soumis aux capitaines généraux, mais à un inspecteur général nommé par le roi, et qui n’aurait de comptes à rendre qu'à ce dernier, sans passer par le secrétaire du Bureau de la Guerre et le gouvernement. Le roi refusa la proposition du Conseil de supprimer la Superintendance générale de police dont il disait qu'elle accusait faussement les royalistes, cependant que « les agents de la révolution et ses suiveurs, les démagogues et tout type d’anarchistes, restent tranquilles et se réunissent sans peur de traiter dans leurs ténébreuses cavernes des moyens qu'ils doivent adopter pour perdre leurs semblables et fonder leur empire universel rêvé ». C'étaient en réalité les ultras qui conspiraient et réalisaient des insurrections manquées comme celle des volontaires royalistes de Tortosa en septembre 1826, au cri de « Vive le roi, la religion, dehors la police et vive l'Inquisition ! ». Dans un rapport du chef de la division française en Catalogne daté de la mi-août de la même année, on lisait : « Le corregimiento de Gérone est le point où l’on note le plus les symptômes de perturbation. On sait effectivement qu'on a entendu des cris de "Vive Charles V" […] les nuits des 5 et 6 août ; on les attribue à des officiers illimités[…] »
Pendant ce temps le Portugal avait instauré un régime constitutionnel après la mort en mars 1826 du roi Jean VI, ce qui causa une grande inquiétude à Ferdinand VII, qui prit les dispositions pour l'organisation d’une armée formée des absolutistes portugais miguelistes, payée par le gouvernement espagnol — cela lui coûta un million de réaux — et commandée par le capitaine général de Vieille-Castille, Francisco de Longa y Anchía. Cette armée envahit le Portugal le 22 novembre 1826, mais l'opération dut être suspendue en janvier 1827 à cause de la pression et des menaces des gouvernements européens, spécialement le britannique qui après avoir dénoncé les « hostilités cachées » de l'Espagne ordonna le 12 décembre l'embarquement de troupes pour venir en aide au gouvernement portugais de Marie II de Portugal, âgée de sept ans. Selon Josep Fontana, « le prestige du pays n’était jamais tombé aussi bas ». Le président du gouvernement français, le comte de Villèle, avouait au premier ministre britannique George Canning : « L'état de ce pays est aussi désespéré que quand nous y sommes entrés, et ce que je désire le plus est qu’arrive le moment où nous pourrons le laisser abandonné à son orgueil et à sa misère ».
Au cours des premiers mois de 1827 fut diffusé un pamphlet daté du mois de novembre de l’année antérieure intitulé Manifeste qu’adresse au Peuple Espagnol une Fédération de Royalistes purs (« Manifiesto que dirige al Pueblo Español una Federación de Realistas puros ») dans lequel apparaissait une attaque impitoyable contre Ferdinand VII auquel il était fait mention de façon très offensante — « stupide et criminel », « monstre de cruauté, le plus ignoble de tous les êtres […], un lâche […] » — et qui demandait, « pour sauver en une fois la Religion, l’Église, le Trône et l’État », la proclamation de « l'auguste majesté du Seigneur Don Carlos V, car les vertus de ce prince, son adhésion au clergé et à l'Église, sont autant de garanties qu'offrent à l'Espagne, sous le doux joug de sa paternelle domination, un règne de prospérité et de chances ». Le manifeste, comme le considéra le gouvernement fut l'œuvre des libéraux — imprimé à Bruxelles et inspiré par l'exilé Vicente Bertran de Lis, il fut introduit par Gibraltar —, bien que sa diffusion coïncidât avec les préparatifs de ce qui serait la plus importante tentative insurrectionnelle de ces années, sorte de répétition générale de la première guerre carliste, la guerre des Mécontents (ou « guerre des lésés de Catalogne »),, dont on ne peut exclure qu’il fût peut-être influencé par le manifeste.

### La guerre des Mécontents

La guerre eut principalement lieu dans la Catalogne centrale, formée par les compars que de Bages (capitale Manresa), Berguedà (capitale Berga), Moianès (capitale Moià), Solsonés (capitale Solsona), Osona (capitale Vic) et le nord de Noya (capitale Igualada), et les comarques voisines de Segarra (capitale Cervera) et La Garrotxa (capitale Olot), en plus de l’Alt Camp (capitale Valls) et du Baix Camp (capitale Reus).

La dénommée « guerre des Mécontents » (en catalan : guerra dels Malcontents ; en espagnol : guerra de los Agraviados, c’est-à-dire plus exactement dans cette langue « guerre des Lésés ») fut le soulèvement ultra-absolutiste le plus important de toute la décennie et est considérée comme une « répétition générale » de la première guerre carliste,. Elle se déroula essentiellement en Catalogne — et plus spécifiquement dans la Catalogne centrale et les comarques de l’Alt Camp et du Baix Camp de Tarragone —, mais il y eut également des insurrections ultras, mais de moindre importance au Pays basque, au Pays valencien, en Andalousie, en Aragon et La Manche. Elle commença durant le printemps de 1827 avec la formation des premières partidas realistas dans les Terres de l'Èbre.
Le soulèvement arriva à son apogée durant l’été. Les insurgés, dans leur majorité des paysans et des artisans, en arrivèrent à mobiliser jusqu’à entre 20 000 et 30 000 hommes, qui à la mi-septembre occupaient la plus grande partie de la Catalogne,,. Les dirigeants de la rébellion étaient d’anciens officiers royalistes de l’« armée de la Foi » qui avait combattu avec l’armée française au cours de l’expédition d'Espagne, invasion qui mit fin du régime constitutionnel du Triennat libéral.
Le 28 août, ils formèrent à Manresa, prise quelques jours auparavant et devenue dès lors la capitale de la rébellion, une Junte supérieure provisoire de gouvernement de la Principauté, formée par quatre membres, deux clercs et deux séculiers, et présidée par le colonel Agustín Saperes, surnommé « Caragol » (« Escargot » en catalan), qui dans un arrêt du 9 septembre insistait sur la fidélité au roi Ferdinand VII. La proclamation, adressée aux « bons Espagnols » commençait ainsi ; « Le moment est arrivé que les vénérables royalistes entrent de nouveau dans une lutte plus sanglante peut-être que celle des années vingt »,. Ils prirent par la suite Vic, Cervera, Solsona, Berga, Olot, Valls et Reus, et mirent le siège sur Gérone. À Manresa, ils éditèrent le périodique El Catalán realista (« Le Catalan Royaliste »), dont le numéro du 6 septembre donna le slogan de l’insurrection : « Vive la Religion, vive le Roi absolu, vive l’Inquisition, mort à la Police, mort au Maçonisme et à toute la secte impie ». Ils justifiaient la rébellion en alléguant que le roi Ferdinand VII était « séquestré » par le gouvernement si bien que son objectif était de « soutenir la souveraineté de notre bien aimé roi Ferdinand », bien qu’il publiât également des « Vive Charles V », frère du roi et héritier du trône, qui partageait l’idéologie ultra.

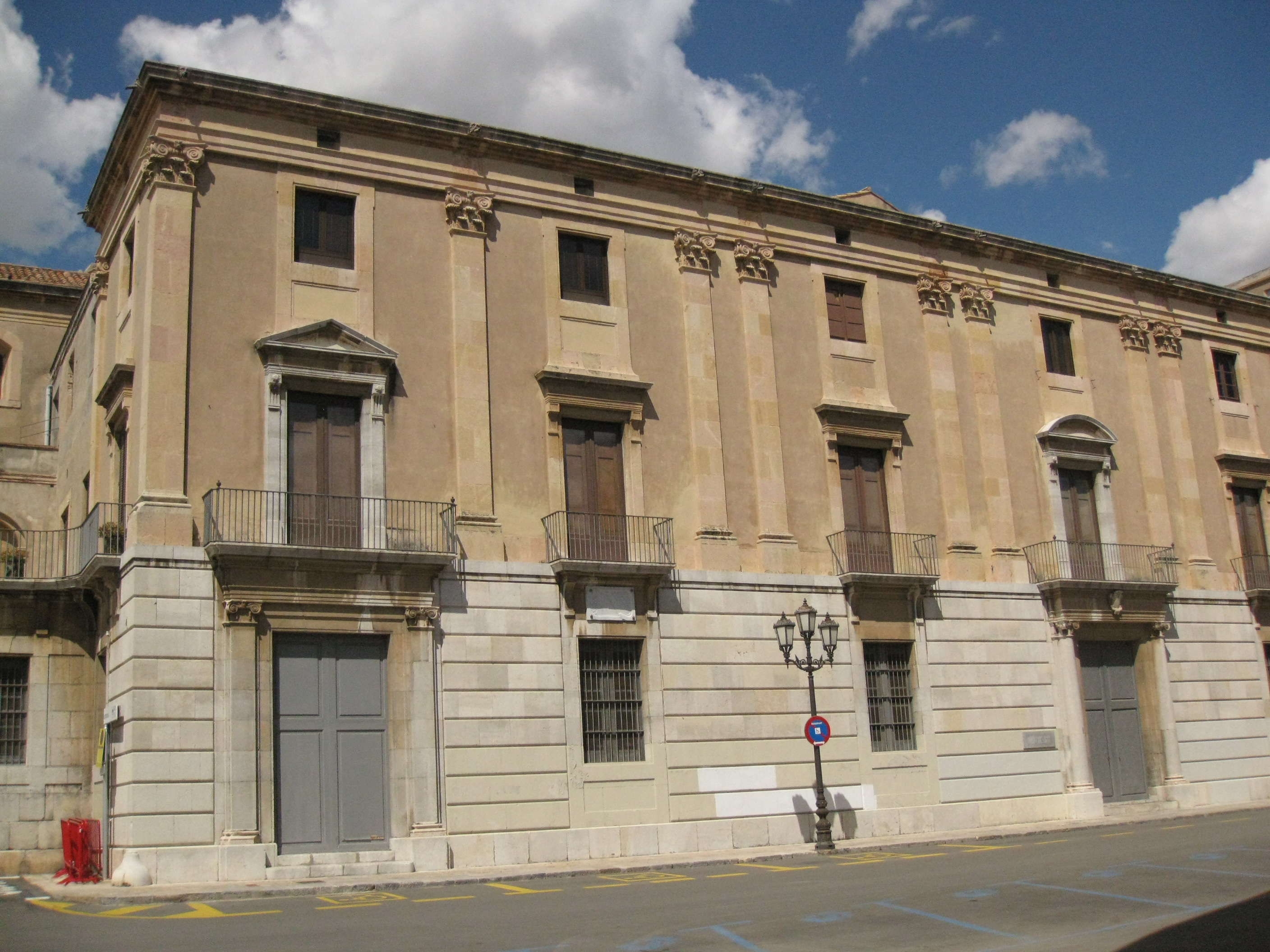
Palais archiépiscopal de Tarragone, où Ferdinand VII signa le manifeste pou mettre fin à la rébellion des Malcontents.

Face à la magnitude de la rébellion et son extension hors de Catalogne, le gouvernement décida l'envoi d'une armée dans la région, dirigée par le comte d'Espagne, absolutiste notoire nommé nouveau capitaine général, et l'organisation d'une visite du roi dans la région (où il arriva depuis Valence fin septembre accompagné d'un unique ministre, l'ultra Francisco Tadeo Calomarde) afin de dissiper tout doute concernant son supposé manque de liberté et d'exhorter les insurgés à déposer les armes,,,,. Le 28 septembre fut rendu public un Manifeste de Ferdinand VII depuis le palais archiépiscopal de Tarragone dans lequel il disait que les « vains et absurdes prétextes avec lesquels jusqu'à présent vous avez prétendu justifier votre rébellion » se trouvaient « démentis ».

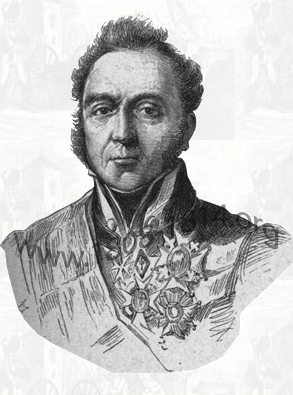
Portrait du général Roger Bernard Charles d'Espagnac de Ramefort, comte d'Espagne, qui dirigea la dure répression contra les Mécontents.

L'effet du manifeste fut immédiat et provoqua la reddition ou la débandade d'un grand nombre d'insurgés. Quelques jours plus tard, Manresa, Vic, Olot et Cervera se rendirent sans résistance. Bien que la rébellion se poursuivît quelques mois supplémentaires, à la mi-octobre on pouvait la considérer comme épuisée,,. Pendant ce temps, les autorités royales menèrent une répression implacable contre les rebelles, avec des exécutions sommaires et la détention de suspects tant en Catalogne que dans le reste de l'Espagne, où le soulèvement comptait de nombreux autres partisans. En Catalogne la répression fut menée par le comte d'Espagne, qui l'étendit également aux libéraux, après le départ de Catalogne des troupes françaises qui les avait jusqu'alors protégées,. Selon Emilio La Parra López « Les Catalans tardèrent à oublier la dureté pratiquée par le comte d'Espagne dans la répression des insurgés ». Tout au long du mois de novembre, les leaders de la révolte furent fusillés (de dos, comme des traîtres), parmi lesquels Joan Rafí Vidal et Narcís Abrés. En février 1828 ce fut le tour de Josep Busoms, fusillé à Olot,,. Des centaines de « Mécontents » furent condamnés à des peines de prison ou déportés à Ceuta, et les ecclésiastiques les plus impliqués furent reclus dans des couvents très éloignés de la Catalogne — ce fut également le cas de la célèbre ultra Josefina de Comerford, grande animatrice de la révolte, qui fut confinée dans un couvent de Séville —.

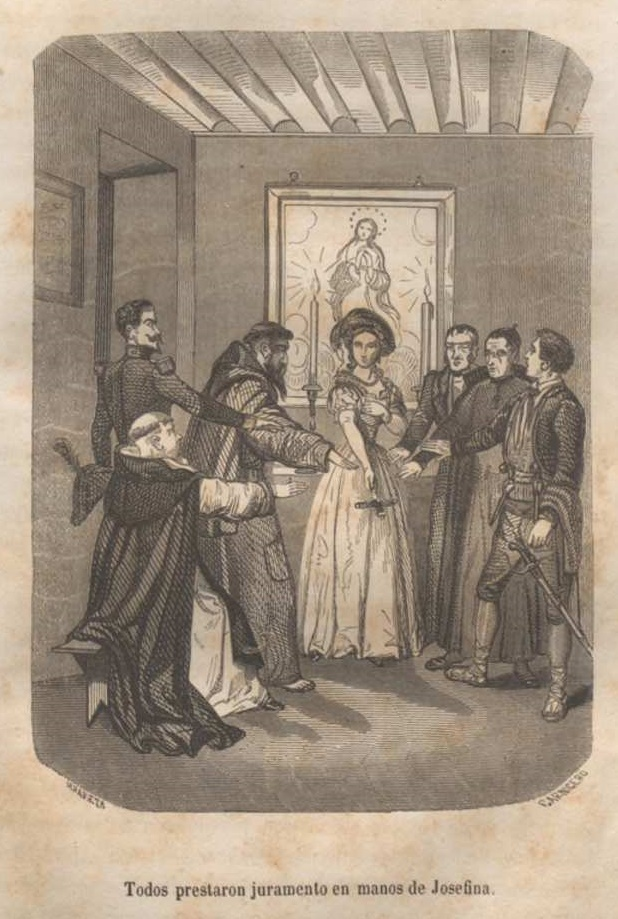
Todos prestaron juramento en manos de Josefina (tous prêtèrent serment dans les mains de Josefina), illustration de Vicente Urrabieta pour le roman de Francisco José Orellana El conde de España o La inquisición militar (Madrid, Librería de León Pablo, 1856), faisant référence à Josefina de Comerford, considérée comme l’une des instigatrices de la guerre des Mécontents. On rapport disait à son propos : désireuse d’occuper une place parmi les femmes célèbres, guidée par son imagination exaltée et romantique, elle devient un tribun du peuple, excite les troubles, admets les conjurés chez elle, dirige leurs plans et les encourage avec sa propre valeur.

La rébellion avait bénéficié de l'appui du clergé catalan, qui l'avait encouragée, légitimée et financée, mais dès que le roi arriva à Tarragone elle rejoignit le camp adverse et presque tous les évêques condamnèrent les « Mécontents » et les appelèrent à déposer les armes,.
Juan Francisco Fuentes a souligné les points communs du soulèvement des « Mécontents » et des tentatives « ultras » antérieures : « le protagonisme du clergé le plus radical, des volontaires royalistes et des "officiers illimités", qui agirent à la tête de leurs factions guerrilleras, réorganisées pour cette occasion. De nouveau, le mal-être que la crise économique provoquait dans d’amples secteurs populaires, qui participèrent activement dans la rébellion contre le gouvernement, eut une grande importance ».
En ce qui concerne les conséquences du conflit, Ángel Bahamonde et Jesús A. Martínez ont souligné que l'échec de la guerre des Mécontents marqua un changement de cap pour les royalistes qui, se sentant trompés par un roi légitime qui représentait leurs principes et qu'ils voulaient défendre de prime abord, commencèrent à défendre de plus en plus ouvertement l'alternative incarnée par l'infant Charles de Bourbon. C’est ainsi qu'après l’échec de l’insurrection, l'épicentre de l'action se déplace dans les conspirations de la cour.
Le roi resta en Catalogne jusqu’au 9 mars 1828 — il résida la plupart du temps à Barcelone, après que les troupes françaises ont abandonné la ville ; « dans ma vie je n’ai vu plus de gens ni plus d’enthousiasme » écrivit-il à propos de la réception que les Barcelonais firent au couple royal — et parcourut par la suite, avec la reine Marie-Josèphe de Saxe, l'Aragon, la Navarre, le Pays basque et la Vieille-Castille pour revenir au palais royal de la Granja de San Ildefonso le 31 juillet. L'entrée triomphale à Madrid se produisit le 11 août et les festivités se prolongèrent durant quatre jours, bien que la population semblât montrer moins d’enthousiasme qu'en 1808 ou en 1814 — les ultras n’avaient rien à célébrer après la défaite des « Mécontents » —.

## Conspirations libérales échouées
Les libéraux étaient convaincus qu’il était possible de répéter l’expérience de la révolution de 1820, c’est-à-dire « qu'il suffirait qu’un caudillo pose le pied sur le sol espagnol et proclame la bonne nouvelle de la liberté pour obtenir que le peuple entier le suive ». Selon Josep Fontana, « Ils ne comprenaient pas que depuis 1823 la terreur avait fait son œuvre avec beaucoup d’efficacité et que le gouvernement, incompétent dans des domaines comme celui du budget, était beaucoup plus efficace dans les arts de la surveillance et de la répression ». L’appareil répressif de l’État — notamment les condamnations à mort, les détentions et l’espionnage — expliquent dans une grande mesure l’échec des tentatives d’insurrections des libéraux. « La police connaissait parfaitement les plans insurrectionnels préparés dans l’exil. Pour cela, elle disposait de plusieurs réseaux d’agents doubles, fréquemment liés aux ambassadeurs de Londres ou de Paris, qui s’infiltraient dans les milieux de l'exil ».

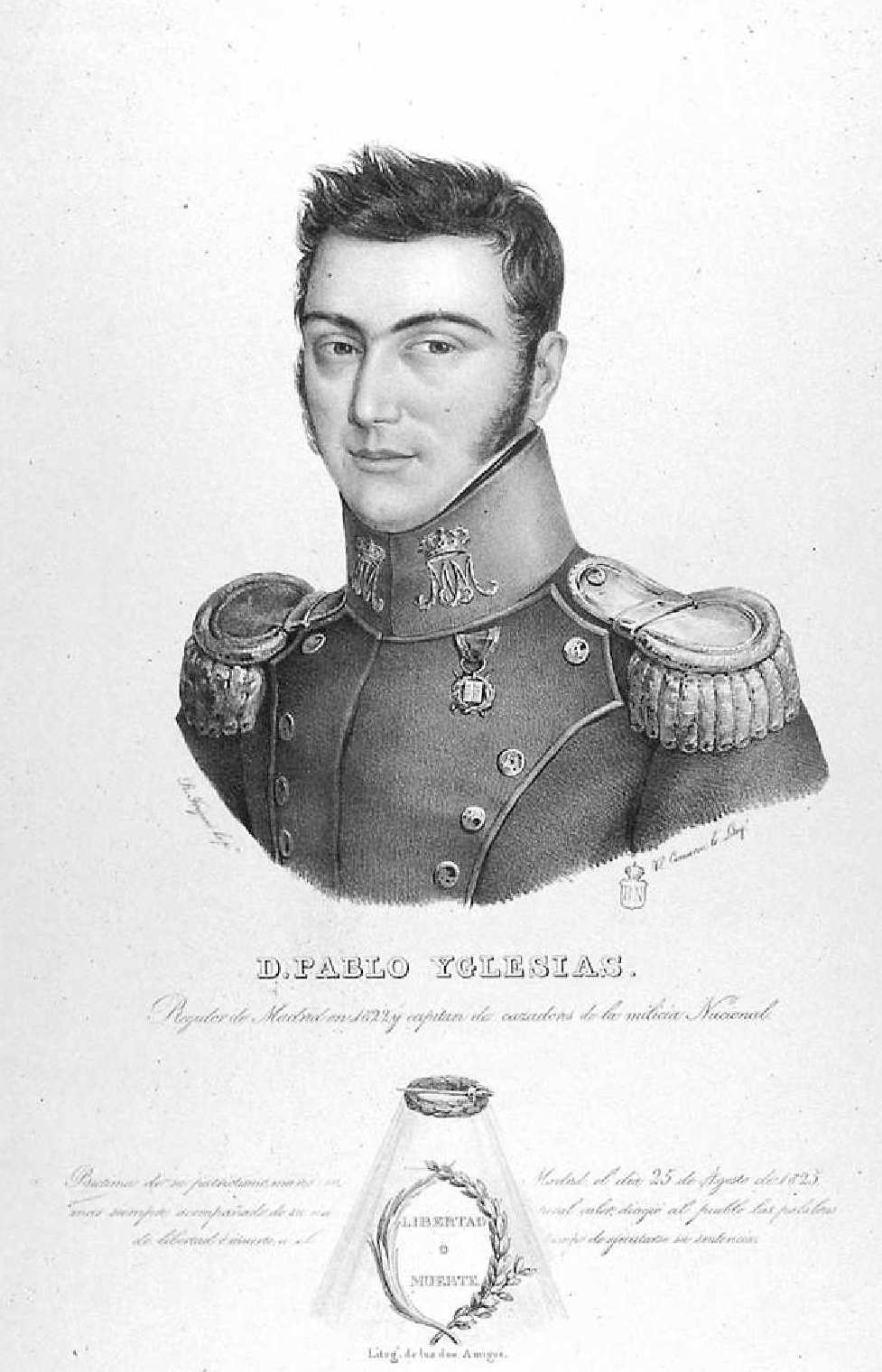
, lithographie de Vicente Camarón.

La première tentative de mener à terme cette « utopie insurrectionnelle du libéralisme » eut lieu le 3 août 1824. Il s’agit d’un pronunciamiento mené par le colonel exilé Francisco Valdés Arriola qui, partant de Gibraltar, prit la ville de Tarifa et maintint la position jusqu'au 19 août. Simultanément, un second groupe dirigé par Pablo Iglesias débarquait à Almería dans l'espoir de recevoir un soutien massif. Les deux opérations échouèrent car, contrairement aux attentes des libéraux, ils ne trouvèrent aucun soutien dans la population,,,.
Plus de cent personnes furent capturées — avec la contribution de troupes françaises dans les détentions — à l’issue de la tentative et furent immédiatement exécutées en application d’un ordre royal du 14 août qui établissait que « tout révolutionnaire qui sera appréhendé avec des armes […] et mêlé dans des conspirations et agitations destinées à troubler l’ordre et la tranquillité publique, et à rétablir le système anarchique heureusement aboli, soit immédiatement livré à une commission militaire pour que brèvement et très sommairement elle le juge et exécute ce qui sera jugé, rendant compte ensuite de ce qu’elle aura fait ». Parmi ceux qui furent exécutés figuraient trois jeunes hommes de 17 ans. Pablo Iglesias fut pendu à Madrid le 25 août de l’année suivante, tandis que le colonel Valdés parvint à s’échapper à Tanger avec cinquante de ses hommes,. En conséquence de ce pronunciamiento libéral échoué, le général José de la Cruz fut destitué du poste de secrétaire du Bureau de la Guerre, accusé de connivence avec le débarquement de Tarifa, et remplacé par l’ultra José Aymerich — de la Cruz fut emprisonné sur la base de la déclaration faite par Joaquín Capapé dans le procès auquel il était soumis pour une insurrection ultra qu’il avait menée ; la « calomnie et l’injustice » des accusations fut démontré et De la Cruz fut remis en liberté et promu lieutenant-général par le roi, mais après avoir passé plus de trois mois en prison —,. Le superintendant général de la Police fut également destitué, tout comme l’autre « modéré » José Manuel de Arjona, qui fut remplacé par Mariano Rufino González, lui aussi « ultra ».
La seconde tentative insurrectionnelle fut dirigée par le colonel Antonio Fernández Bazán et son frère Juan, qui organisèrent en février 1826 un débarquement à Guardamar del Segura. Ils furent pourchassés par les Volontaires royalistes et faits prisonniers avec leurs hommes. Tous furent fusillés,,,. Antonio Fernández Bazán, grièvement blessé, fut torturé pour obtenir ses aveux sur la trame de la conspiration, mais fut fusillé le 4 mars à Orihuela, atteint de gangrène. « L’épisode de Bazán […] conféra un prestige considérable aux volontaires royalistes — qui en cette occasion avaient suffi à écraser le mouvement, sans requérir l’aide des Français — et avait dû montrer aux libéraux de l’exil qu’il n’était pas vrai que les Espagnols étaient en train de les attendre pour se soulever contre contre l’absolutisme ».
Deux mois après l’échec du débarquement des frères Bazán, le libéral modéré exilé Juan de Olavarría, qui avait parlé de la question avec le général Espoz y Mina (vétéran de la guerre d’indépendance), fit parvenir au roi par un frère sécularisé nommé Juan Mata Echevarría, des documents intitulés « plan Junio » (en référence à Marcus Junius Brutus, « Marco Junio Bruto » en espagnol) dans lesquels il proposait une troisième voie entre constitutionnalisme et absolutisme, reposant sur la classe moyenne, « la meilleure part de la nation qui par ses circonstances a plus d’habitudes d’ordre et de réflexion » (ce « système mixte » devrait être implémenté par un coup d'État dans lequel le roi jouerait un rôle clé, étant donné qu’il ordonnerait l'arrestation de tous les absolutistes extrémistes qui seraient exilés aux Philippines). Les ministres « réformistes » lirent les documents et émirent un rapport totalement négatif, si bien que Ferdinand VII ordonna à Mata de sortir d’Espagne. Le roi parla également du sujet avec son frère l'infant Charles qui se montra lui aussi opposé, ajoutant que les problèmes étaient dus à la politique suivie, qui fut mise dans les mains des « méchants » et qui poursuivit « les bons ».

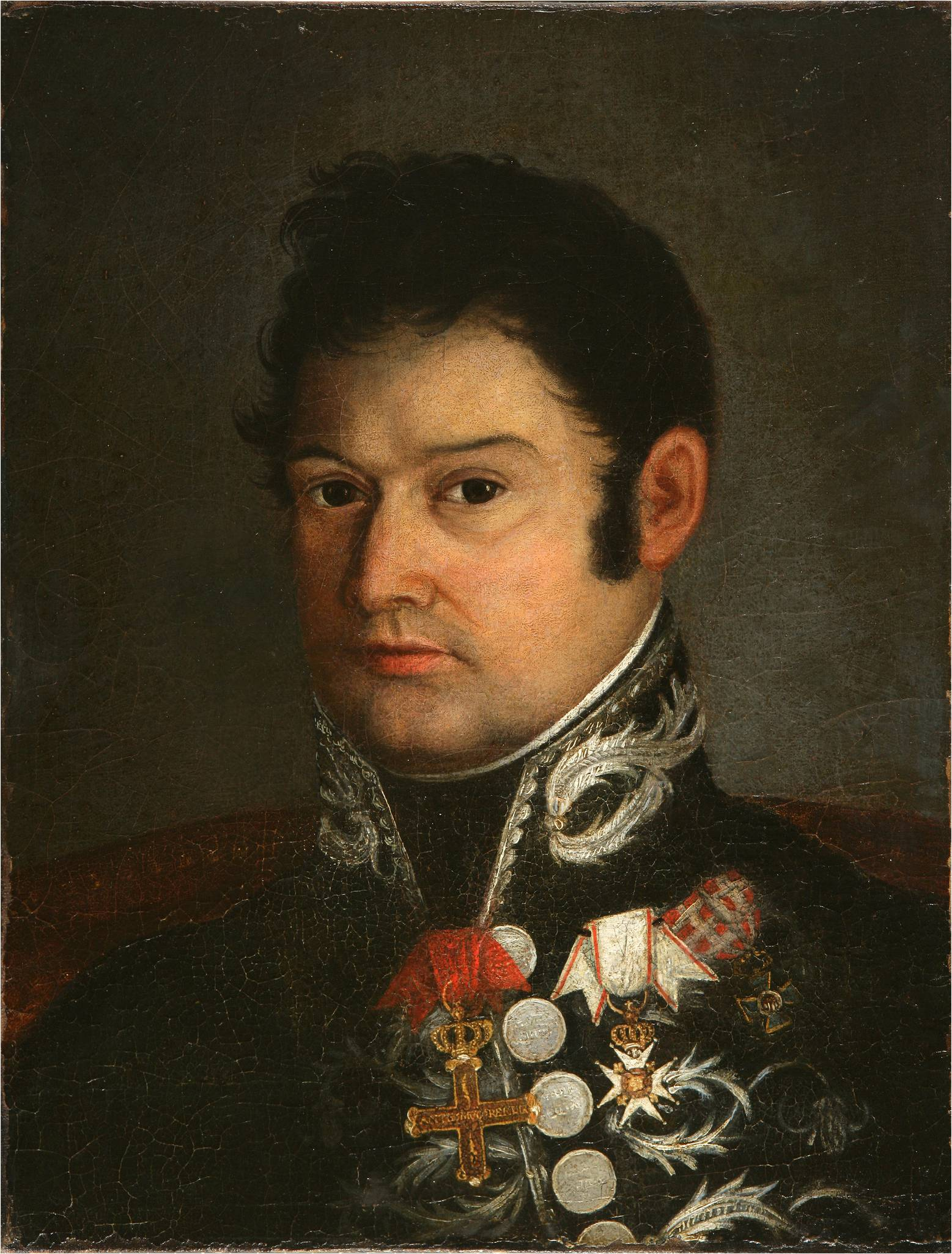
Le général Francisco Espoz y Mina présida en exil la Junte de Londres et mena une tentative d’envahir l'Espagne par Bera.

Après les échecs des insurrections de 1824-1826, les libéraux exilés organisèrent deux noyaux de conspiration à Londres, l’un autour du général Espoz y Mina et un autre autour du général José María Torrijos. Le premier, plus proche des modérés, était partisan d’organiser une armée qui pénètrerait en Espagne ; le second, plus proche des exaltés, penchait pour un pronunciamiento ; Torrijos fonda en février 1827, avec d’autres importants libéraux exilés exaltés, la Junta Directive del Alzamiento de España (« Junte directive du soulèvement de l'Espagne »), également connue comme la « Junte de Londres » et dont il assuma la présidence, et qui maintint d’étroits contacts avec les libéraux portugais qui luttaient contre les miguelistes dans la guerre civile portugaise (1828-1834) — ils envisagèrent même de créer une Union ibérique libérale —. Une Junte fut constituée à Gibraltar sous la dépendance de la Junte de Londres pour former des juntes libérales clandestines dans l’intérieur de l’Espagne, particulièrement en Andalousie, dans la région de Murcie et au Pays valencien. La Junte de Londres fixa la date du « soulèvement » pour septembre 1830.
Le triomphe de la révolution de Juillet de 1830 qui mit fin à l'absolutisme en France et ouvrit la voie au régime constitutionnel de la monarchie de Juillet du roi Louis-Philippe exalta les plans insurrectionnels des libéraux espagnols, qui espéraient trouver un soutien dans le nouveau gouvernement français. Ces espoirs furent néanmoins finalement déçus : le nouveau « roi des Français », dès qu’il obtint la reconnaissance de Ferdinand VII, non seulement ne leur apporta aucun soutien, mais il ordonna même de dissoudre les concentrations de libéraux à la frontière franco-espagnole. En conséquence, l’épicentre de la conspiration libérale se déplaça de Londres à Paris.
Le 22 septembre 1830 était formée à Bayonne une junte insurrectionnelle dénommée Directoire provisoire pour le soulèvement de l’Espagne contre la tyrannie (Directorio provisional para el levantamiento de España contra la tiranía), formée par des libéraux modérés et à laquelle se joignit le général Francisco Espoz y Mina. En octobre et novembre elle organisa plusieurs expéditions militaires dans les Pyrénées mais toutes échouèrent finalement. Il dirigea personnellement celle de Bera, entre le 20 et le 24 octobre,. Coïncidant avec l'opération de Bera eut lieu une tentative d’invasion par la Catalogne, menée par le colonel Antonio Baiges, qui arbora les drapeaux tricolores français et espagnol. Toutes ces tentatives échouèrent car ils n’obtinrent pas de réponse à l’intérieur du territoire, et aussi car elles furent réalisées dans la hâte à cause de la pression de la gendarmerie française déployée à la frontière qui les contraignit à précipiter leurs plans.
Le 20 novembre, le journal officiel, la Gaceta de Madrid, se vantait du fait que « la Péninsule entière jouit d’une complète sécurité sans qu’il y ait en territoire espagnol un ennemi armé ». En mars de l'année suivante étaient rétablies les commissions militaires (es), également en raison de l'augmentation du brigandage, spécialement en Andalousie et en Estrémadure.

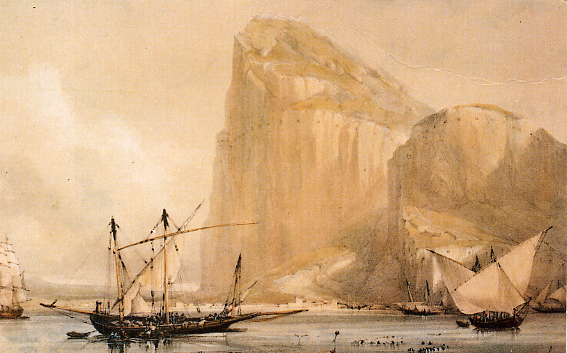
Le rocher de Gibraltar vers 1830.

Pour sa part, José María Torrijos, l’autre leader de l’exil libéral avec Espoz y Mina, poursuivit la préparation d’un soulèvement dans le Sud de l'Espagne depuis Gibraltar. Entre octobre 1830 et janvier 1831 eurent lieu les deux premières tentatives, par Algésiras et par La Línea de la Concepción respectivement, mais toutes deux échouèrent — presque au même moment, les comités intérieurs fidèles à Espoz y Mina, coordonnées par une Junte centrale de Madrid menée par Agustín Marco-Artu, réalisaient plusieurs tentatives dans le Campo de Gibraltar, la Serranía de Ronda et la baie de Cadix, qui échouèrent également —,,.
Le 21 février, Salvador Manzanares (es), à la tête d’une cinquantaine d’hommes, prit la localité de Los Barrios, dans la province de Cadix. Non seulement ils ne reçurent pas l’aide promise par les libéraux de la zone d'Algésiras et de la Serranía de Ronda, mais ils furent trahis. Sept des survivants purent fuir et revenir à Gibraltar. Manzanares parvint également à fuir mais il fut finalement arrêté à Estepona et fusillé le 8 mars. Presque simultanément se produisait à Cadix une rébellion appuyée par une brigade de la marine qui fut également écrasée. Dans les jours suivants, La Gaceta de Madrid annonçait « la fin des tentatives révolutionnaires dans la Péninsule », avec un bilan de « 15 expéditions faites par différents points et différents chefs depuis l'année [18]24 ». Grâce à une délation contre de l'argent, la police détint plusieurs membres de la junte dirigée à Madrid par Marco-Artu. Quelques uns parvinrent à s'échapper comme le jeune Salustiano Olózaga, mais d’autres furent exécutés comme Juan de la Torre — car il avait crié « vive la liberté » — et le libraire Antonio Miyar.

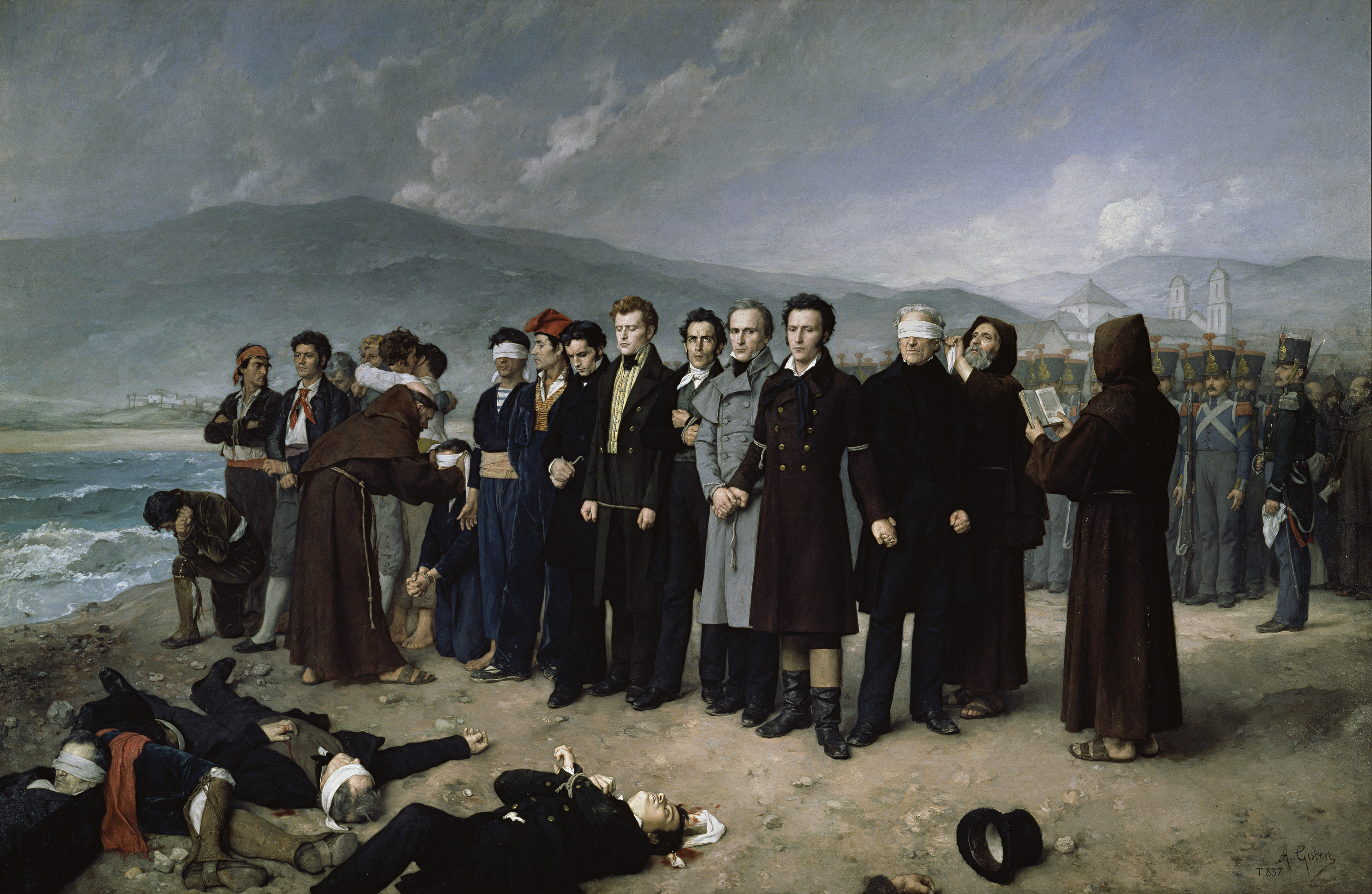
Fusilamiento de Torrijos y sus compañeros en las playas de Málaga, tableau d'Antonio Gisbert Pérez de 1888 représentant l'exécution de Torrijos et ses camarades (musée du Prado).

En dépit de tous les revers subis, Torrijos ne se découragea pas et mena une dernière tentative de pronunciamiento (es) par le sud, qui devait recevoir le soutien des libéraux de l'intérieur. Les libéraux réfugiés à Gibraltar étaient convaincus qu’un climat favorable à leur cause se développait de toute part. Le 2 décembre 1831, Torrijos débarqua à Fuengirola, trompé par le gouverneur de Malaga, Vicente González Moreno, qui s’était fait passer pour un conjuré libéral et organisa le piège qui déboucha sur la détention, le 5 décembre à Alhaurín el Grande, où ils s’étaient réfugiés, de Torrijos et de la cinquantaine d'hommes qui l'accompagnaient, qui arboraient le drapeau espagnol tricolore et criaient « Vive la liberté ! ». Ils furent fusillés sur la plage de Huelin (es) le 11 décembre,,,,. En récompense, González Moreno fut promu capitaine général de Grenade. La nouvelle de l'exécution de Torrijos et ses acolytes, diffusée dans toute l'Europe, causa une profonde commotion dans l’opinion publique, particulièrement en France et en Grande-Bretagne, où de nombreux articles de presse dénoncèrent les agissements du gouvernement espagnol.
L’exécution de Torrijos « mit fin à la trajectoire d’une figure emblématique dans la manière de comprendre le libéralisme et à une longue séquence de projets insurrectionnels basés sur le pronunciamiento. On abandonnait cette stratégie comme méthode de renverser l’absolutisme et comme une forme d’entendre la révolution libérale. Le libéralisme arriverait à travers d’un complexe processus de transition, dont la configuration avait déjà commencé ». Quelques mois auparavant, en mai, Mariana Pineda, une jeune veuve grenadine, avait été exécutée car on trouva chez elle un drapeau mauve — la troisième couleur du drapeau tricolore des libéraux — sur lequel apparaissaient à demi brodés les mots « Liberté, Égalité, Loi ». Elle devint une martyre de la cause libérale et son exécution incarna la cruelle répression du régime dont elle révélait la décadence,,,.

## Fin du règne et conflit de succession (1830-1833)

### Pragmatique Sanction et impact de la révolution de juillet
Après la mort soudaine de sa troisième épouse Marie-Josèphe de Saxe le 19 mai 1829, le roi annonça quatre mois plus tard — le 26 septembre — qu’il allait se marier de nouveau,,,. Selon Juan Francisco Fuentes, « il est très possible que l’empressement du roi pour résoudre le problème successoral ait à voir avec ses doutes sur le rôle que jouait ces derniers temps son frère don Carlos […]. Ses problèmes de santé continus et son vieillissement prématuré — en 1829 il avait 45 ans — durent le persuader qu’il ne lui restait guère de temps. Selon son médecin, Ferdinand fit en privé cette confession inéquivoque : "Il faut que je me marie dès que possible" ».

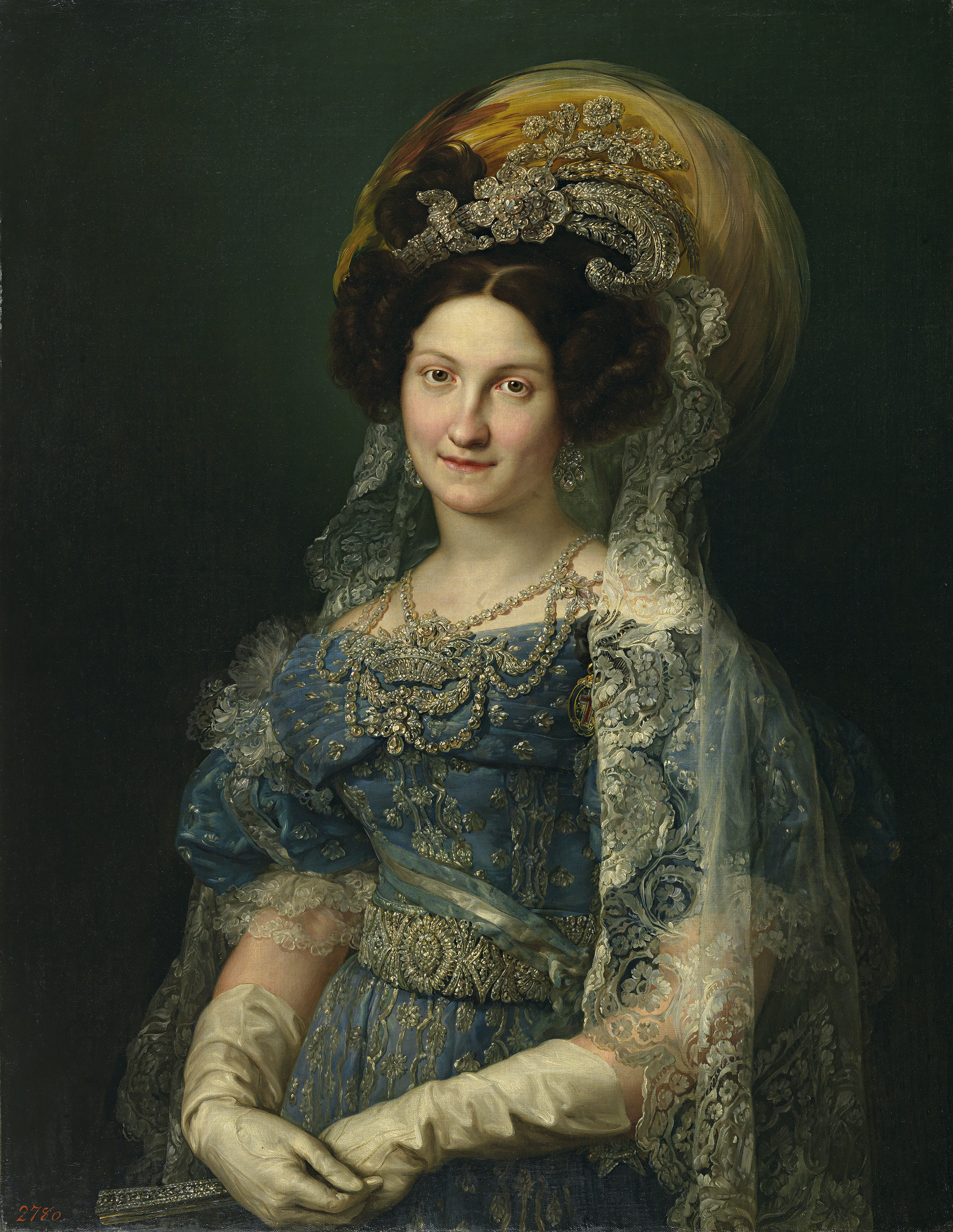
Portrait de Marie-Christine de Bourbon-Siciles par Vicente López.

Celle choisie pour devenir son épouse fut la princesse napolitaine Marie-Christine de Bourbon-Siciles, sa nièce de 22 ans moins âgée,. Ils se marièrent par procuration le 9 décembre — le mariage fut ratifié le 11 — et le 31 mars suivant, le monarque rendait publique la Pragmatique Sanction de 1789 (es) approuvée au début du règne de son père Charles IV qui abolissait le règlement de succession de 1713 (es) qui avait établi en Espagne la loi salique, qui interdisait aux femmes de prétendre à la succession au trône. Ainsi, Ferdinand VII s’assurait que, s’il parvenait enfin à avoir une descendance, son fils ou sa fille lui succèderait. Début mai 1830, un mois après la promulgation de la Pragmatique, la grossesse de Marie-Christine fut annoncée et le 10 octobre naquit une enfant, Isabelle II, si bien que l’infant Charles de Bourbon fut privé de la succession qui jusque là lui incombait, à la grande consternation de ses partisans ultra-absolutistes, déjà désignés comme « carlistes »,,. « Les royalistes avaient perdu la partie dans la guerre des Mécontents, et maintenant, devenus carlistes, ils la perdaient au Palais, dans une bataille pas encore terminée ».

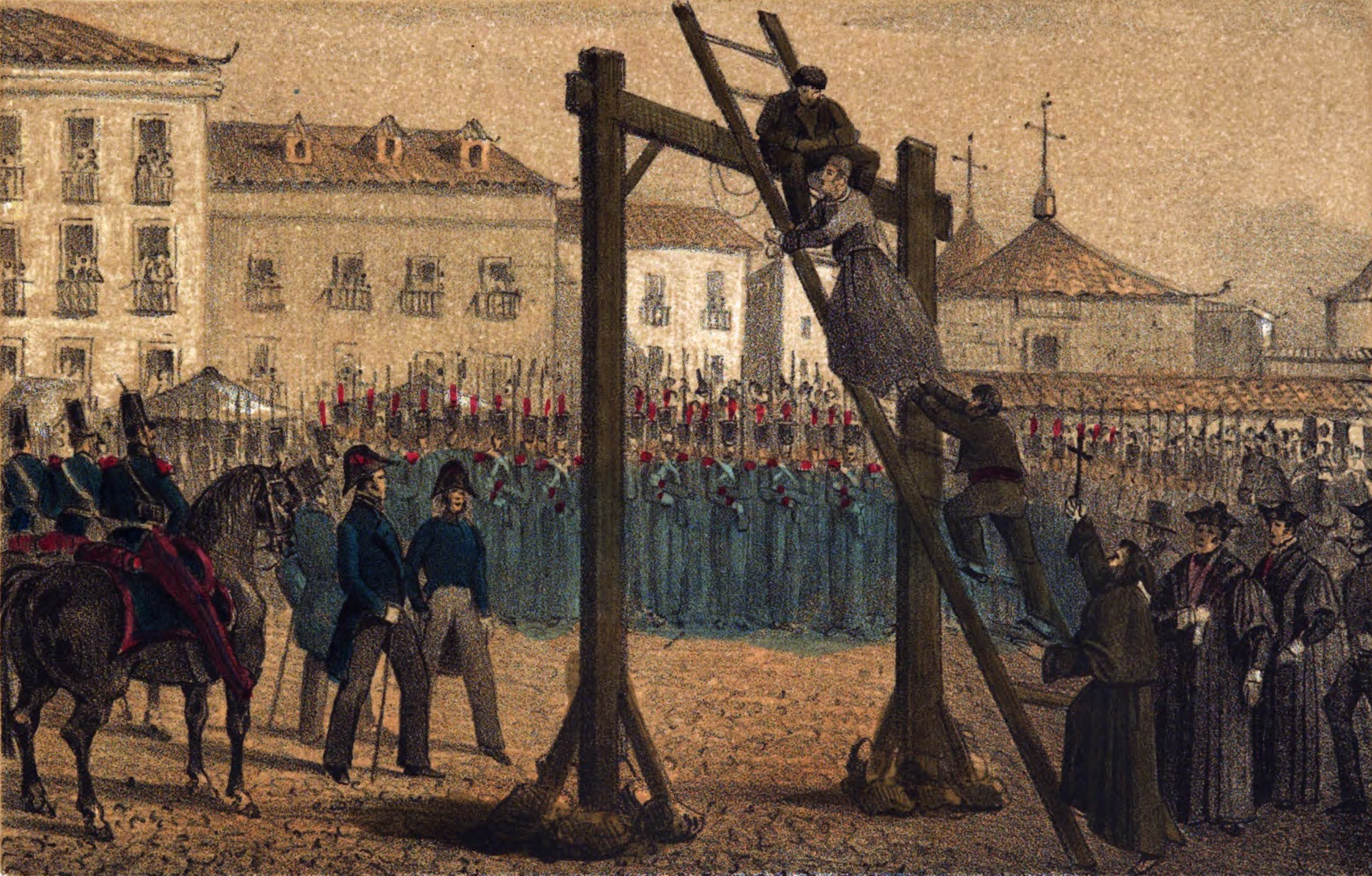
Exécution du libraire Antonio Miyar à Madrid, le 11 avril de 1831.

D’autre part, le triomphe de la révolution de 1830 en France — qui marqua le passage à la monarchie constitutionnelle de Louis-Philippe Ier — entraîna la promulgation le 1er octobre par le gouvernement, craignant la « contagion », d'un décret avec des mesures « contre les factieux et révolutionnaires », incluant la peine de mort, qui donna lieu dix jours plus tard à la fermeture des universités et le rétablissement des commissions militaires le 1er mars — en même temps il proposa sans succès l’intervention des puissances européennes pour « réprimer ce scandaleux attentat et rétablir en France l'ordre légitime », désignant Pari comme « un centre de corruption » —. C'est ainsi que se produisit une augmentation de la répression dont furent des victimes le libraire madrilène Antonio Miyar, pendu, Juan de la Torre, pendu pour avoir crié « Vive la liberté » et la jeune veuve grenadine Mariana Pineda, exécutée au garrot étrangleur car on avait trouvé chez elle un drapeau mauve — la troisième couleur du drapeau tricolore des libéraux — sur lequel apparaissaient à demi brodés les mots « Liberté, Égalité, Loi ». Elle devint une martyre de la cause libérale et son exécution incarna la cruelle répression du régime dont elle révélait la décadence,,,. Le général Torrijos et ses hommes connurent le même sort en décembre 1831, étant tous fusillés sans jugement préalable après l'échec de leur pronunciamiento (es) dans la région de Malaga .
Un fait significatif fut la nomination le 20 janvier 1832 du comte de La Alcudia, un ultra notoire lié au secrétariat du Bureau de Grâce et Justice Francisco Tadeo Calomarde, comme secrétaire du Bureau d’État, l’équivalent du président du Conseil des ministres. Le gouvernement était convaincu que la situation de l’Espagne était très différente de celle de la France, à l'exception de quelques dizaines de milliers de personnes adeptes des nouveautés des Cortes de Cadix et du Triennat libéral, il soutenait que « La masse générale de la nation […] est religieuse, modérée, et intimement adhérente à ses anciens usages et lois, vénératrice de ses rois et [sa] dynastie et avec une passion spéciale […] de la personne de S. M. ». Cependant la situation budgétaire de l'État était inquiétante. Le secrétaire du Bureau du Budget, Luis López Ballesteros, reconnut son échec — « la banqueroute est beaucoup plus proche que ce que de nombreux croient », déclara-t-il — et présenta sa démission au roi, mais celui-ci la refusa. Le conseil d'État, à qui le roi demanda de se prononcer, fut incapable d'apporter une solution.

### Événements de La Granja de septembre 1832 et nouveau gouvernement «réformiste»
Les carlistes, qui furent pris par surprise par la publication de la Pragmatique de 1789, ne se résignèrent pas à ce que la très jeune Isabelle devînt la future reine et préparèrent un mouvement insurrectionnel pour la fin de l’année 1830, qui fut défait par la police. Au cours de l’été suivant ils tentèrent de profiter de l’occasion de l’aggravation de l'état de santé de Fernando VII dans ce qui serait connu sous le nom d’« événements de La Granja » (« sucesos de La Granja »). Le 16 septembre 1832, le fragile état de santé de Ferdinand VII, qui se trouvait convalescent au palais royal de la Granja de San Ildefonso (province de Ségovie). Son épouse la reine Marie-Christine, sous la pression des ministres « ultras » — le comte de La Alcudia et Calomarde — et de l’ambassadeur du royaume de Naples — soutenu par l'ambassadeur autrichien, qui manigançait dans l’ombre —,, et trompée par ces derniers qui lui assurèrent que l'armée ne l'appuierait pas dans sa régence lorsque mourrait le roi, et cherchant à éviter une guerre civile comme elle l’assura postérieurement, influença son époux afin qu’il révoquât la Pragmatique Sanction du 31 mars 1830. Le 18 septembre, le roi signa l’annulation de la loi salique,.
Toutefois, de façon inattendue, le roi recouvra la santé et le 1er octobre, avec l’appui d’une partie de la noblesse de cour, qui s’était rendue à La Granja pour éviter que les « carlistes » ne prennent le pouvoir, destitua le gouvernement, qui incluait les ministres qui avaient trompé son épouse. Le 31 décembre il annulait dans un acte solennel le décret dérogatoire qui n’avait jamais été publié — le roi l’ayant signé à condition qu'il n’apparaisse pas dans le bulletin officiel La Gaceta de Madrid jusqu’à sa mort — mais que les carlistes s’étaient chargés de divulguer. Ainsi, la princesse Isabelle, âgée de deux ans, devenait de nouveau héritière au trône,,,,.

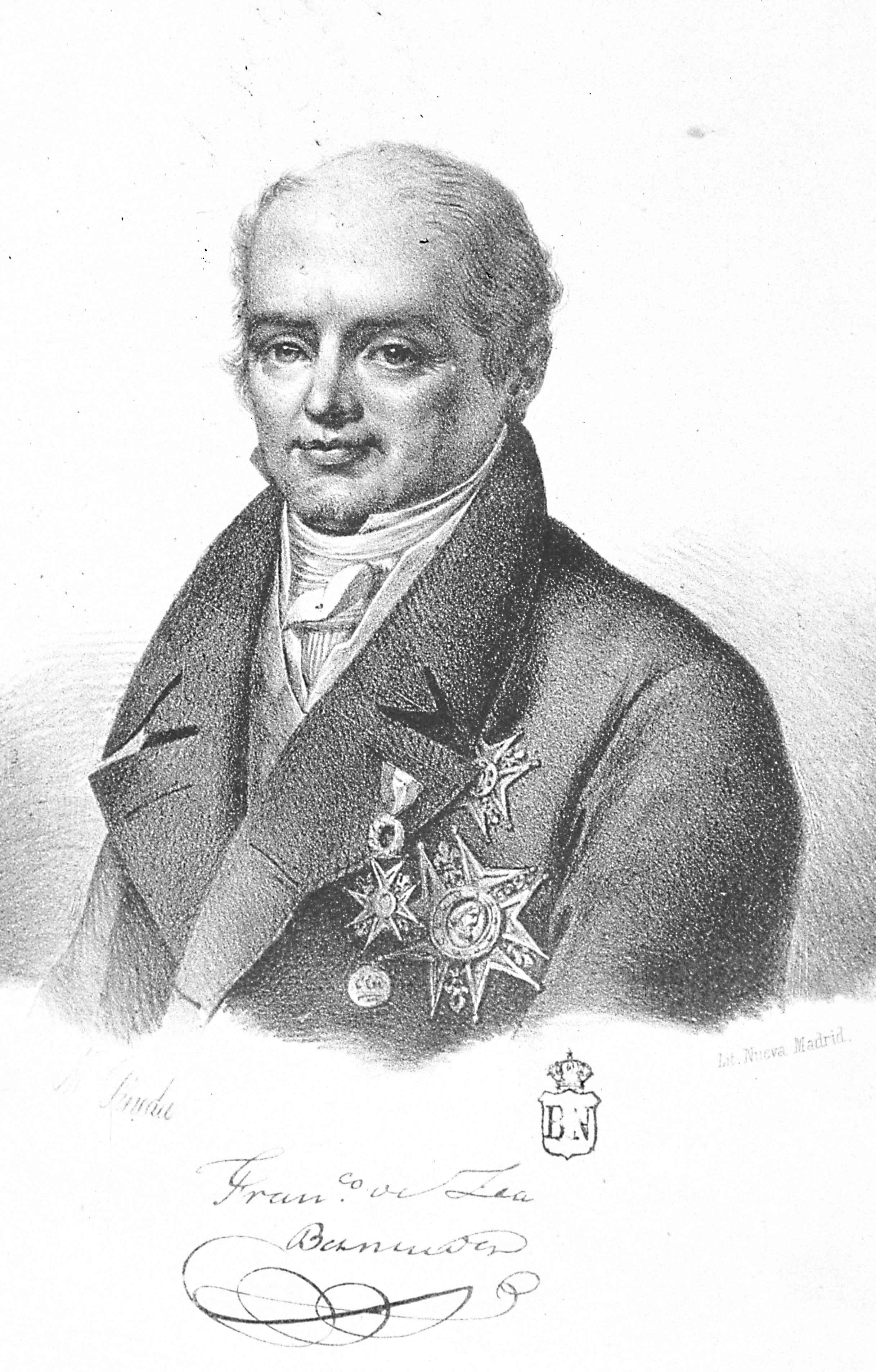
Francisco Cea Bermúdez, absolutiste réformiste, nouveau secrétaire du Bureau d’État à partir d’octobre 1832, après les événements de La Granja.

Le nouveau gouvernement mené par l’« absolutiste ilustrado » Francisco Cea Bermúdez au poste de secrétaire du Bureau d'État, alors ambassadeur à Londres, et dont ne fit partie aucun « ultra » — les événements de La Granja mirent fin à la carrière politique du comte de La Alcudia et de Calomarde, ce dernier fuyant en France déguisé en frère religieux — prit une série de mesures pour gagner des adeptes à la cause de la future Isabelle II. Les universités rouvrirent et une amnistie fut promulguée, qui permit la libération de nombreux libéraux et le retour en Espagne d’une importante part des exilés. De plus, le 5 novembre fut créé le nouveau Ministère de l'Équipement général du Royaume (« Ministerio de Fomento General del Reino »), un projet « réformiste » qui avait rencontré le refus des « ultras » pendant deux années — ils ne pouvaient l’accepter car il leur rappelait le Ministère de l’Intérieur du règne de Joseph Ier et celui du Gouvernement (« Gobernación ») des libéraux —, et à la tête duquel se trouva Victoriano de Encima, un « réformiste » connaisseur de la nouvelle doctrine du libéralisme économique, mais le nouveau ministère ne commença réellement à agir qu’après la mort de Ferdinand,,.
En préparation de la future régence de la reine Marie-Christine, un décret du 6 octobre l’habilitait à traiter avec le gouvernement « pendant la maladie du roi »,. Le 10 novembre cinq capitaines généraux furent remplacés (parmi lesquels le comte d'Espagne, qui avait abandonné Barcelone au milieu des insultes de la population, particulièrement des femmes qui l'accusaient d'avoir fait tuer leurs maris) ainsi que d’autres commandements militaires considérés favorables à l'infant Charles. Le superintendant général de la police fut également remplacé et l’on prit des mesures pour restreindre les activités des volontaires royalistes, corps dans lequel prédominaient les partisans carlistes — la figure de l'inspecteur général fut supprimée et ils dépendirent de nouveau des capitaines généraux —,,. Le général Palafox écrivit à son frère à propos des mesures du nouveau gouvernement : « Cela a été une transformation complète. S'il continue comme ça, il me semble que les plaies ouvertes seront pour toujours refermées ».
Toutefois, le gouvernement de Cea Bermúdez demeurait dans la continuité de la monarchie absolue. Selon Emilio La Parra López, « Ses décisions n’allèrent pas au-delà d’annuler la force du carlisme et de se rallier la population. En raison de l’essor du carlisme ils avaient besoin de l’appui des libéraux et pour cette raison ils se virent obligés à faire certaines concessions, mais pour les libéraux cela ne supposa pas la fin de la répression. En 1832 les procès contre les impliqués dans les tentatives insurrectionnelles libérales des deux années antérieures se poursuivirent, débouchant dans de nombreux cas sur de sévères peines. Selon Mesonero Romanos, on eut l’impression que "la terreur de 1824" revenait ». Pour sa part, Josep Fontana considèrent que Cea Bermúdez « ne fut pas à la hauteur de la situation dans ces moments finaux du règne, car la peur du libéralisme l’empêcha de voir que l'authentique danger qui les menaçait était celui de la contre-révolution carliste ». Le 15 novembre était promulgué un décret qui punissait ceux qui proclameraient ou induiraient d’autres à adopter « un Gouvernement qui ne soit pas monarchique pur et dur » sous Ferdinand VII (précision nécessaires dans ces moments d’essor du mouvement carliste). Vingt jours plus tard, une circulaire adressée aux diplomates espagnols, à l’initiative personnelle de Cea Bermúdez, affirmait que la reine Marie-Christine (qui continuait de traiter avec le Gouvernement jusqu’au rétablissement complet du roi, qui ne se produirait que le 4 janvier 1833) « se déclare ennemie irréconciliable de toute innovation religieuse et politique » et qu’elle est disposée à maintenir en Espagne la religion dans toute sa splendeur et « ses rois légitimes dans toute la plénitude de leur autorité ». La seule concession que faisait la circulaire était la promesse de mener « ces améliorations que la saine politique, l’instruction et les conseils d’hommes sages et véritables amants de leur patrie indiquent comme profitables ».

### Conflit de succession: «carlistes» contre «isabellins» (1830)

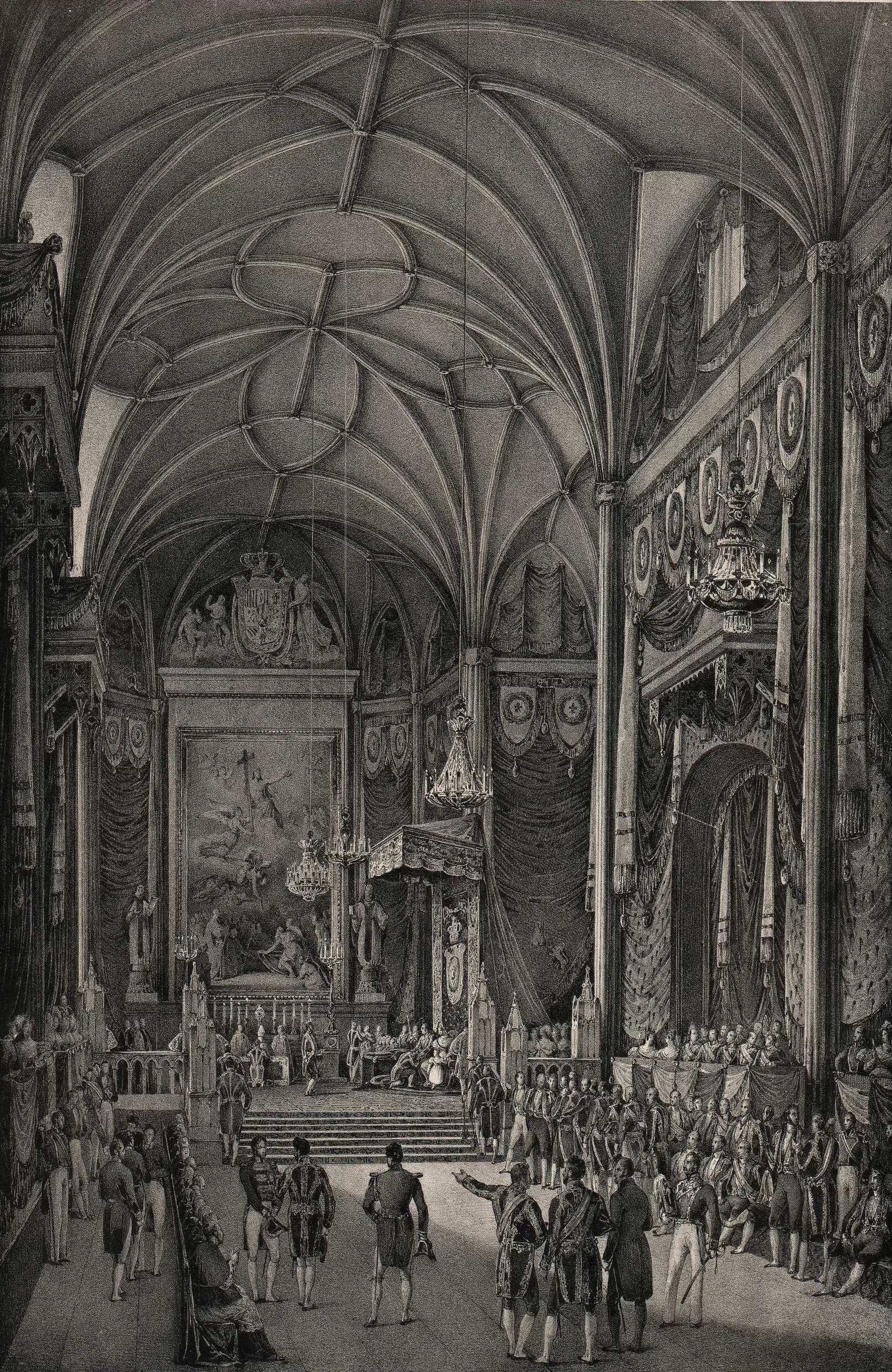
Grabado de la jura de la princesa Isabel por las Cortes reunidas en la Iglesia de san Jerónimo el Real el 20 de junio de 1833. A la «ostentosa» ceremonia le «siguieron diez días de fiestas: corridas a caballo en la Plaza Mayor, simulacros militares...».

Pour leur part, les carlistes — anciens « ultras » —, après leur mise à l’écart du pouvoir, s’opposèrent au nouveau gouvernement. Des affiches appelant « les armes carlistes » apparurent à Bilbao, ou d’autres qualifiant Isabelle de « petite princesse étrangère » (« princesita extranjera »), accusant son parti de vouloir imposer « les assassins constitutionnels ennemis de la religion et de l’autel » comme à Santoña. Des algarades en faveur de don Carlos se produisirent à Madrid (avec la participation de la Garde royale). Un projet d’insurrection organisé depuis León par l'évêque Joaquín Abarca, qui faisait partie des cercles de Charles de Bourbon, avorta en janvier 1833 — Abarca se réfugia au Portugal —. Des partidas realistas en faveur de Charles V furent formées. La rupture définitive avec les carlistes se produisit à la suite de la décision prise par le gouvernement le 3 février 1833 d’expulser de la cour la princesse de Beria en raison de son implication directe dans les conspirations ultras et de l’influence qu’elle exerçait sur son beau-frère Charles de Bourbon, l'encourageant à défendre ses prétentions à la succession à l'encontre de la fille du roi. Afin de sauver les apparences, on dit qu’elle avait été appelée auprès du roi Michel Ier de Portugal,.
De façon inattendue, Charles communiqua que, avec son épouse Marie Françoise de Bragance et ses enfants, il accompagnerait sa belle-sœur dans son voyage au Portugal. Ils quittèrent Madrid le 16 mars et arrivèrent à Lisbonne le 29. Ce faisant, Charles évitait de reconnaître Isabelle princesse des Asturies et héritière du trône,. Au cours des semaines suivantes, Ferdinand VII et son frère Charles échangèrent une abondante correspondance dans laquelle il apparaissait clairement que celui-ci refusait de reconnaître Isabelle, scellant la rupture définitive entre eux. Le roi finit par lui ordonner de s'installer dans les États pontificaux et de ne jamais revenir en Espagne, mettant une frégate à sa disposition ; Charles ne se soumit jamais à cet ordre en donnant des excuses de tout type,. Le 20 juin 1833 se réunissaient les Cortès dans l'église Saint-Jérôme-le-Royal, comme en 1789, pour le serment de la princesse Isabelle (es) comme héritière de la couronne,. Selon Josep Fontana, « Avec l’intuition de ce que cela pouvait signifier dans l’optique d’un changement politique plus général, le serment de la princesse fut reçu avec enthousiasme partout où l’on souhaitait la fin du despotisme ». Trois mois plus tard, le dimanche 29 septembre 1833, mourait le roi Ferdinand VII, et commença la première guerre carliste, guerre civile pour la succession de la couronne entre, d’une part les partisans d’Isabelle et de la régente Marie-Christine, et d'autre part les « carlistes », partisans de son oncle Charles,,,,.
Dans le camp d’Isabelle fut mis en marche un processus de « transition sans rupture depuis en haut » de l'absolutisme vers un régime « amalgame d’absolutisme et d’un certain réformisme représentatif à la manière de la Charte octroyée qui culminera avec le Statut royal de 1834 », qui avait déjà été entamé après la défaite des ultras dans les événements de La Granja. Des éléments clés dans ce processus de réformisme depuis le haut furent la nomination le 21 octobre 1833 de Javier de Burgos à la tête du Ministerio de Fomento General del Reino — qui « assit les bases de l’Administration publique espagnole qui recueillerait la centralisation de l'État libéral » comme la nouvelle division provinciale — et, surtout, celle du libéral modéré Francisco Martínez de la Rosa en janvier 1834 à la tête du gouvernement, en remplacement de Cea Bermúdez — « qui n’acceptait pas les changements que lui proposaient les réformistes, car il espérait encore arriver à un accord avec les apostoliguqe, sans se rendre compte que ces derniers n’allaient pas céder dans leur demande de pouvoir absolu pour Charles » —, et qui fut le promoteur du Statut royal promulgué en avril 1834. Le remplacement de Cea Bermúdez par Martínez de la Rosa fut le résultat de la pression exercée sur Marie-Christine par les capitaines généraux de Vieille-Castille et de Catalogne, respectivement Vicente Genaro de Quesada et Manuel Llauder, qui parvinrent à lui faire comprendre le besoin d’un nouveau gouvernement capable d’obtenir l’appui des libéraux à la cause « isabelline ».

Selon Josep Fontana : 

« La mort de Ferdinand ne signifie rien de plus que la fin d’un règne ; elle ne ferme pas une époque. Dans le camp cristino [les partisans de Marie-Christine] lui-même, il fallut quatre années supplémentaires pour que tous les secteurs des "classes propriétaires" puissent conclure un accord. Et pour stabiliser le régime sept années de guerre civile furent nécessaires, au cours desquels fut vaincue la faction immobiliste de la vieille oligarchie, et le danger d’une révolution paysanne conjuré. Entre 1833 et 1837, la propriété féodale sera définitivement enterrée et la propriété bourgeoise montera sur le trône. Voilà les authentiques protagonistes d’une époque qui se conclut et d’une autre qui va commencer. »